# Суперміні

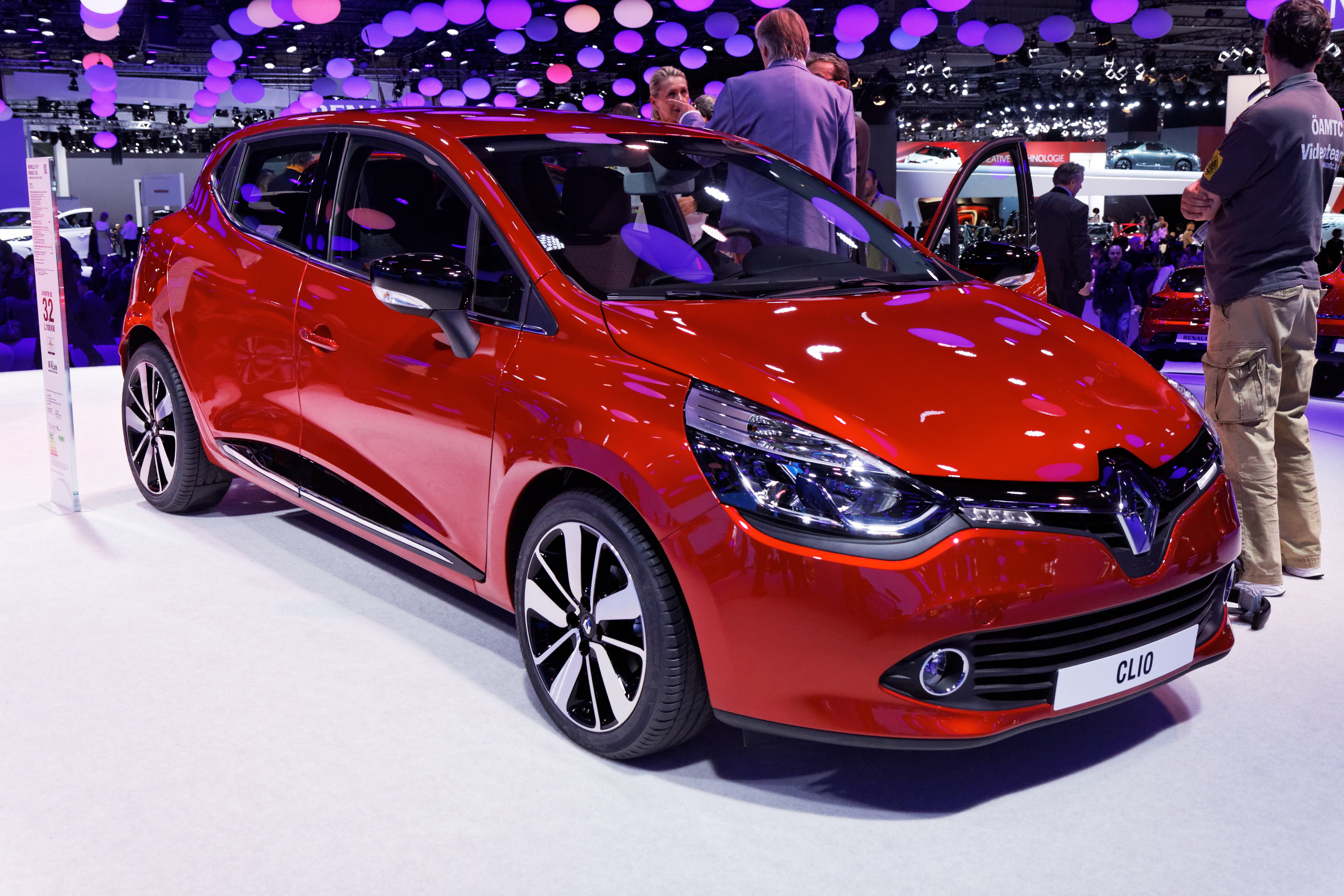
Renault Clio IV, популярний суперміні

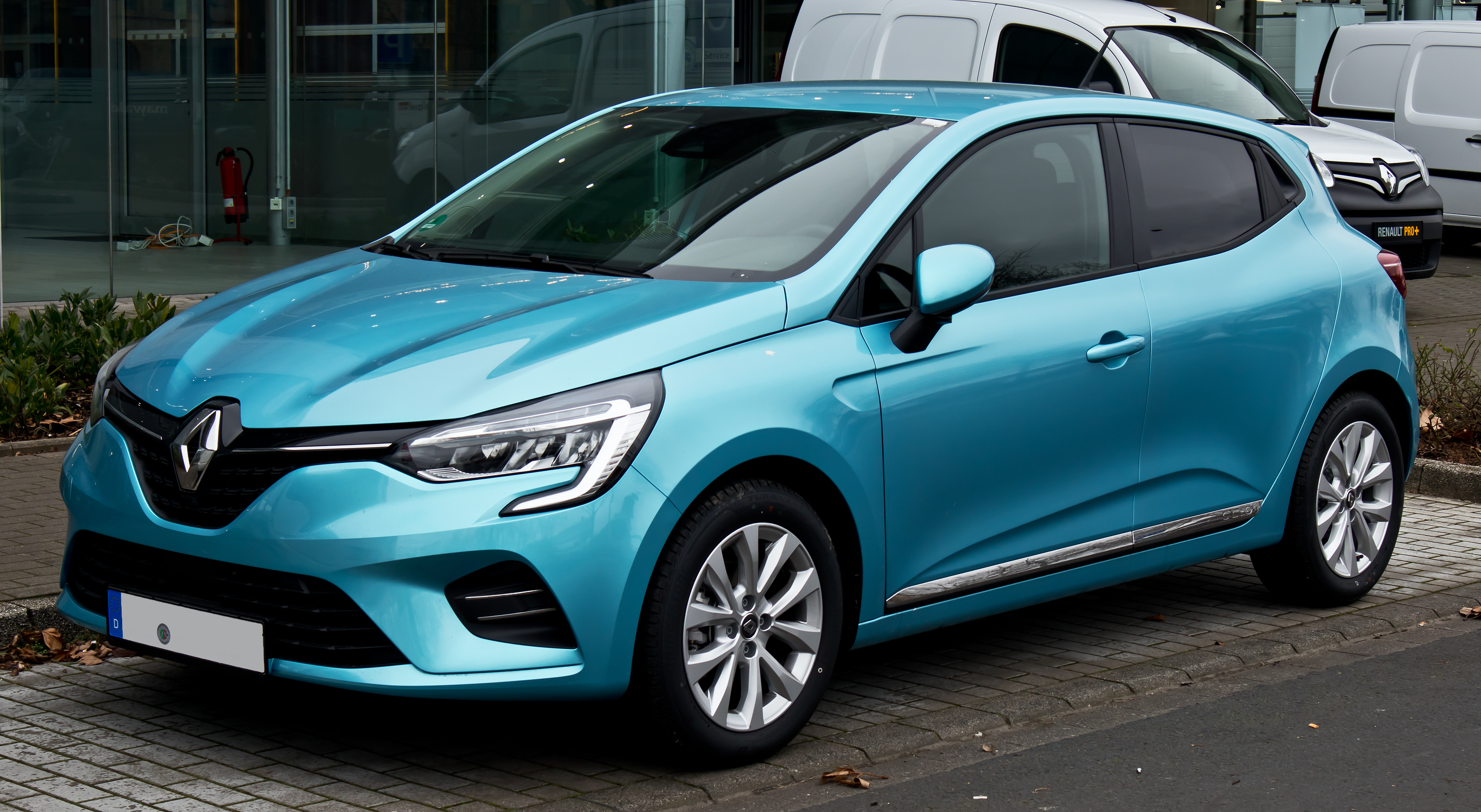
Renault Clio V, популярний суперміні

Суперміні (клас B, англ. supermini, амер. англ. subcompact car) — це невеликий автомобіль, більший за розміром ніж міський автомобіль. Цей клас автомобілів є дуже популярним у світі, разом із автомобілями класу С. У 90-х роках довжина авто цього класу була близько 3700 мм, у 2010-х вона становить близько 3950 мм для хетчбеків та 4250 мм для седанів та універсалів. З'явились[коли?] нові класи автомобілів, що є змішуванням суперміні та іншого класу: від багатоцільового автомобіля з'явився Міні MPV, від SUV — Міні SUV.
Цей клас є дуже популярним в Європі та Японії, оскільки внутрішній простір достатньо великий і є моделі з багатою комплектацією, а розміри залишаються невеликими, що полегшує пересування та паркування в міських умовах.

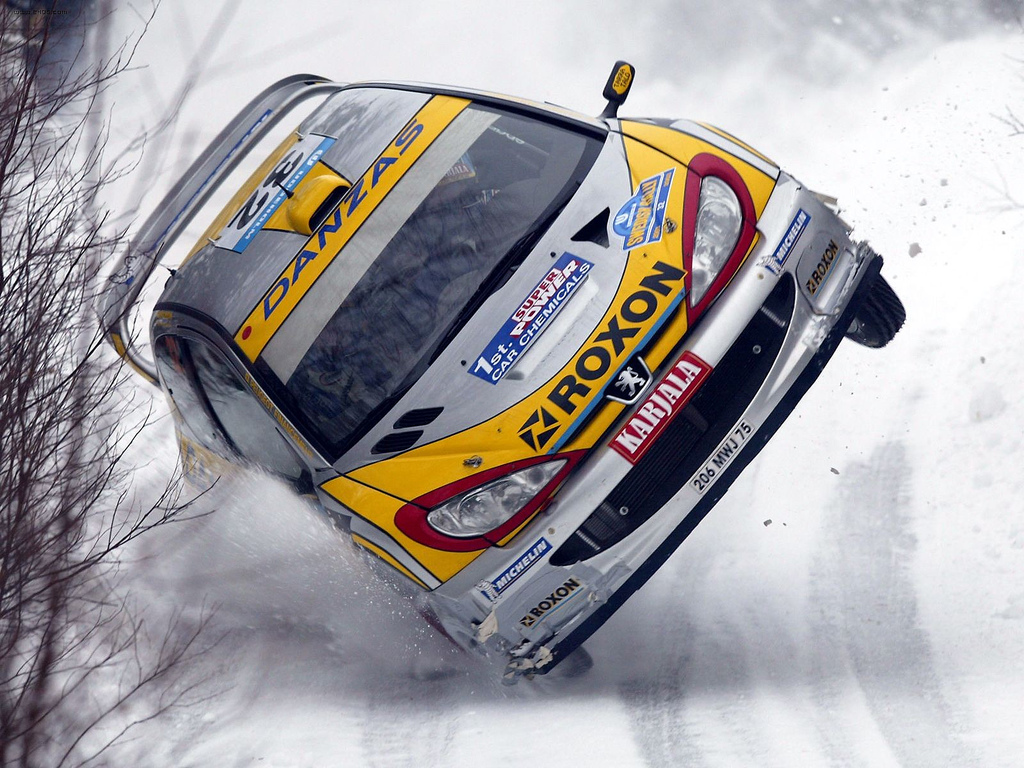
Peugeot 206 WRC на шведському етапі 2003 року

Автомобілі для гонок, що побудовані на основі авто цього класу, успішно виступали і виступають в різних автоперегонах, наприклад у ралі: Peugeot 205/206/207 WRC, Fiat Grande Punto S2000.

## Актуальні моделі

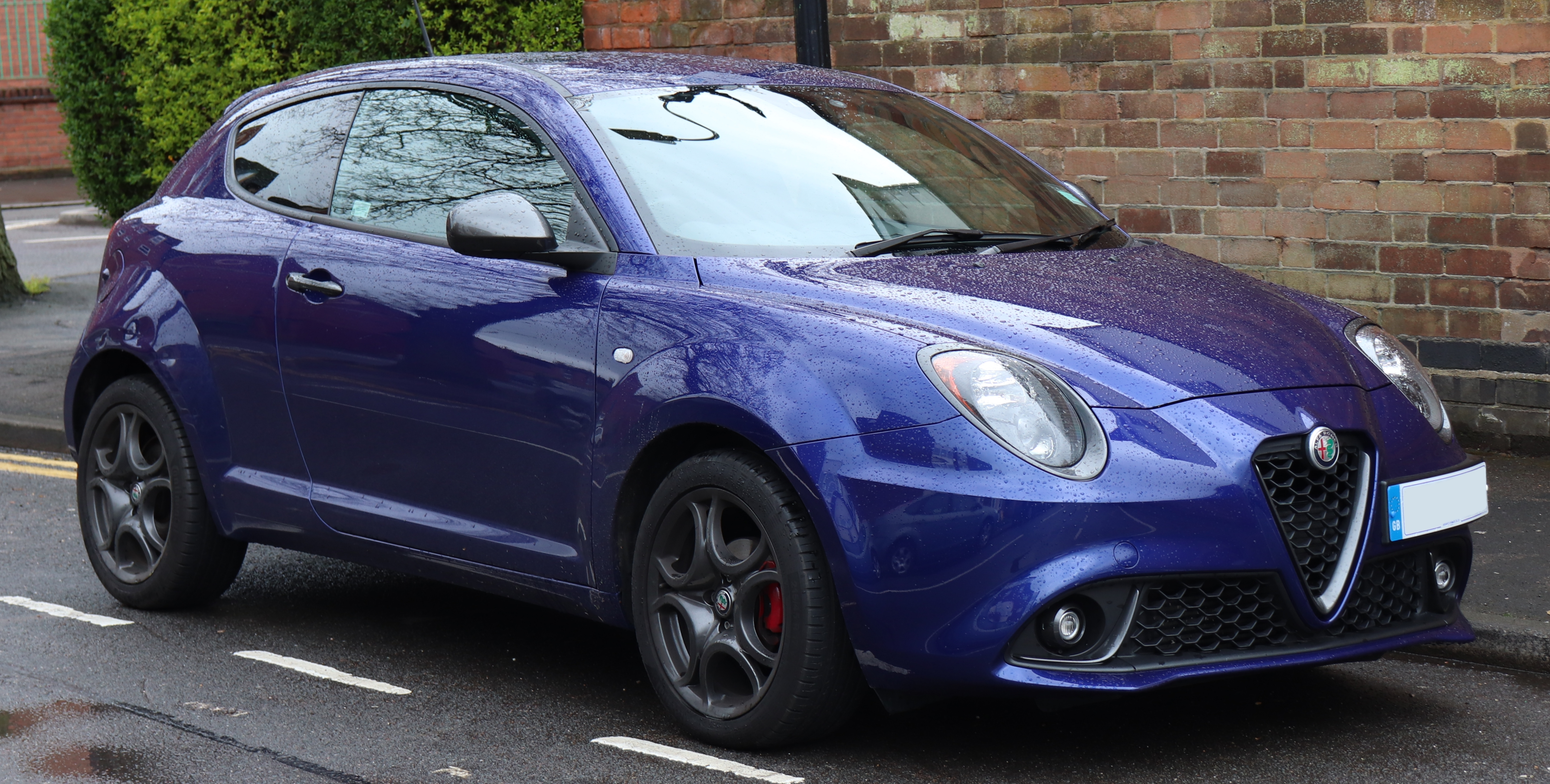
Alfa Romeo MiTo
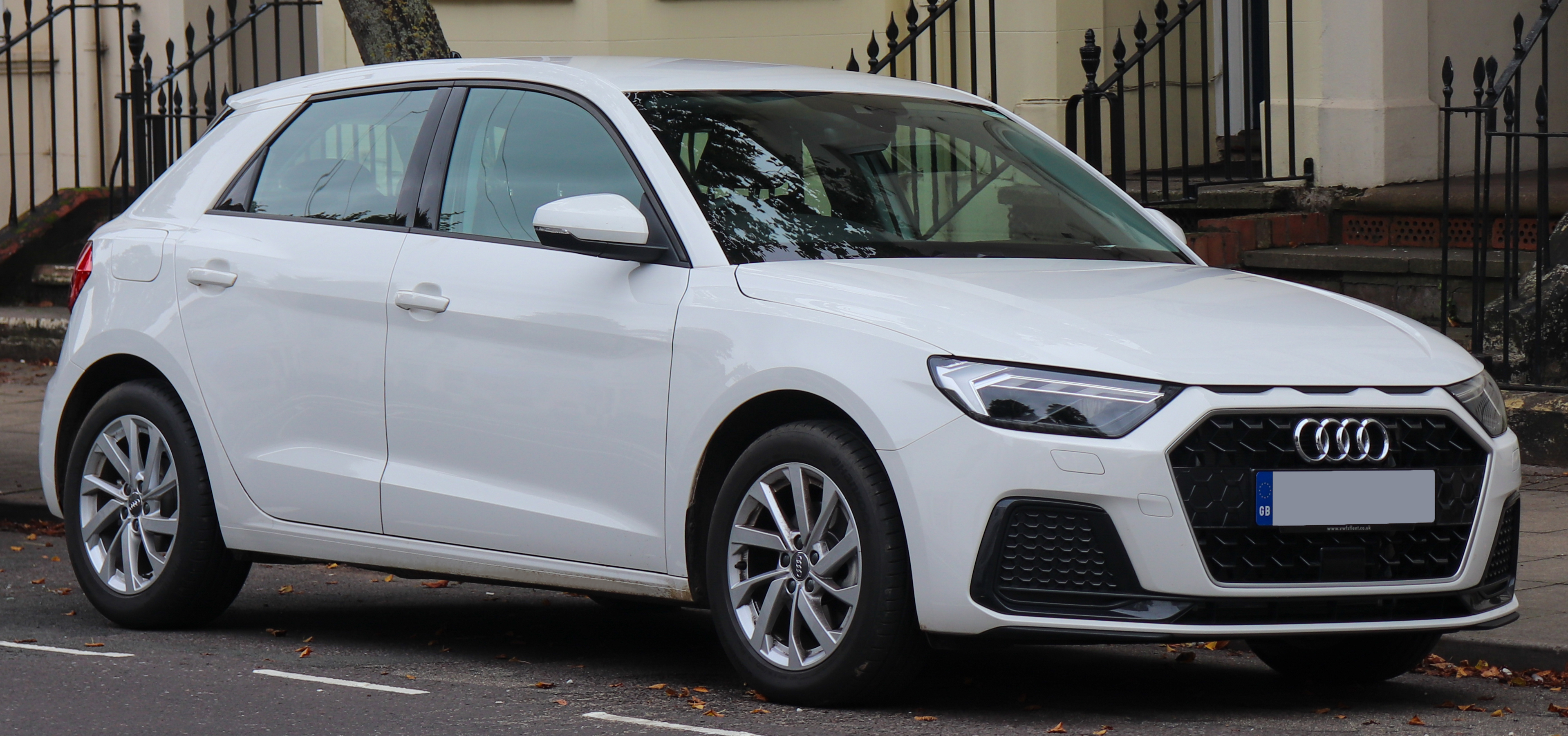
Audi A1
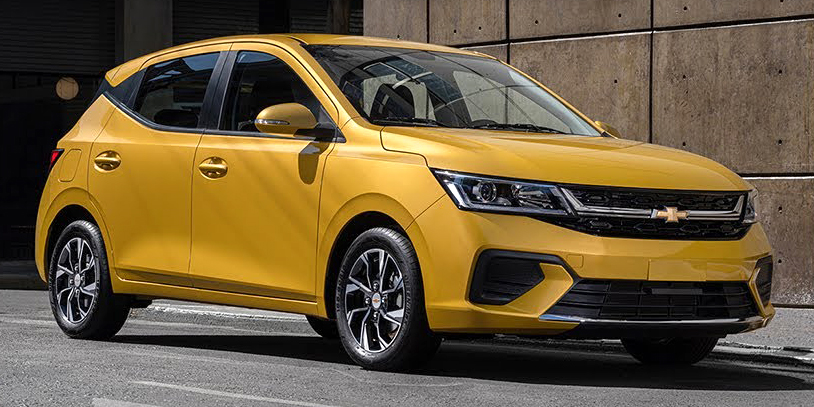
Chevrolet Aveo
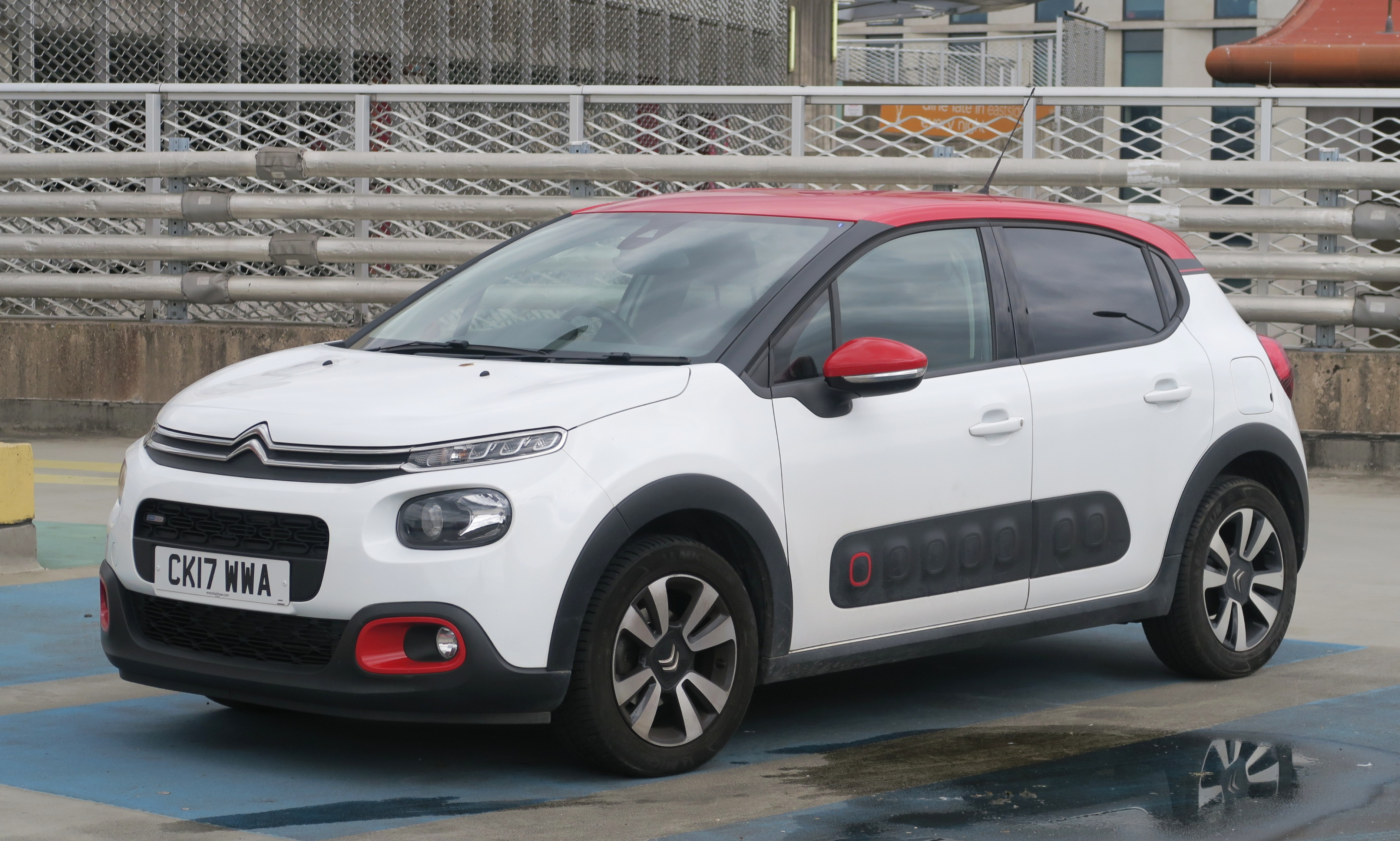
Citroën C3
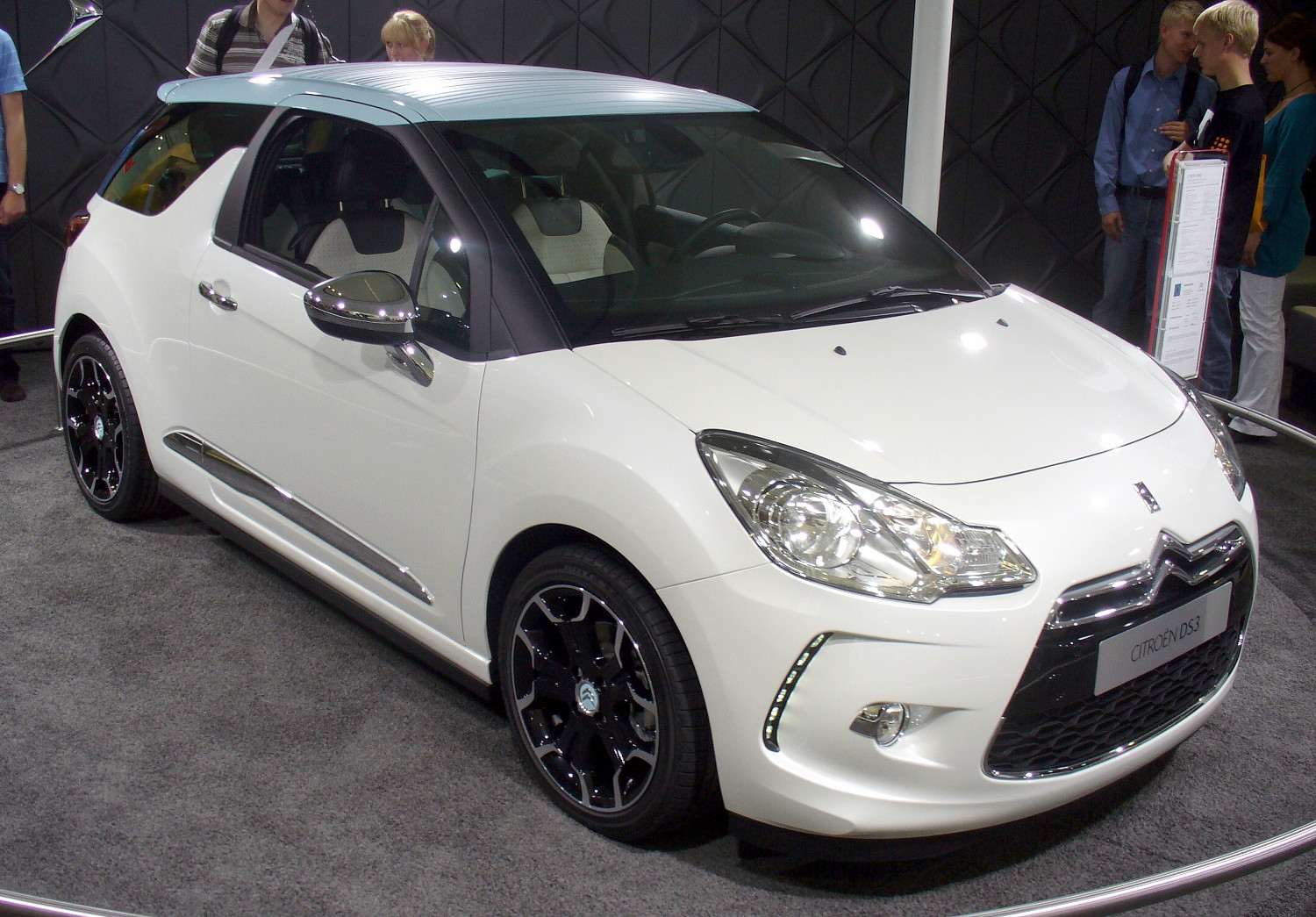
Citroen DS3
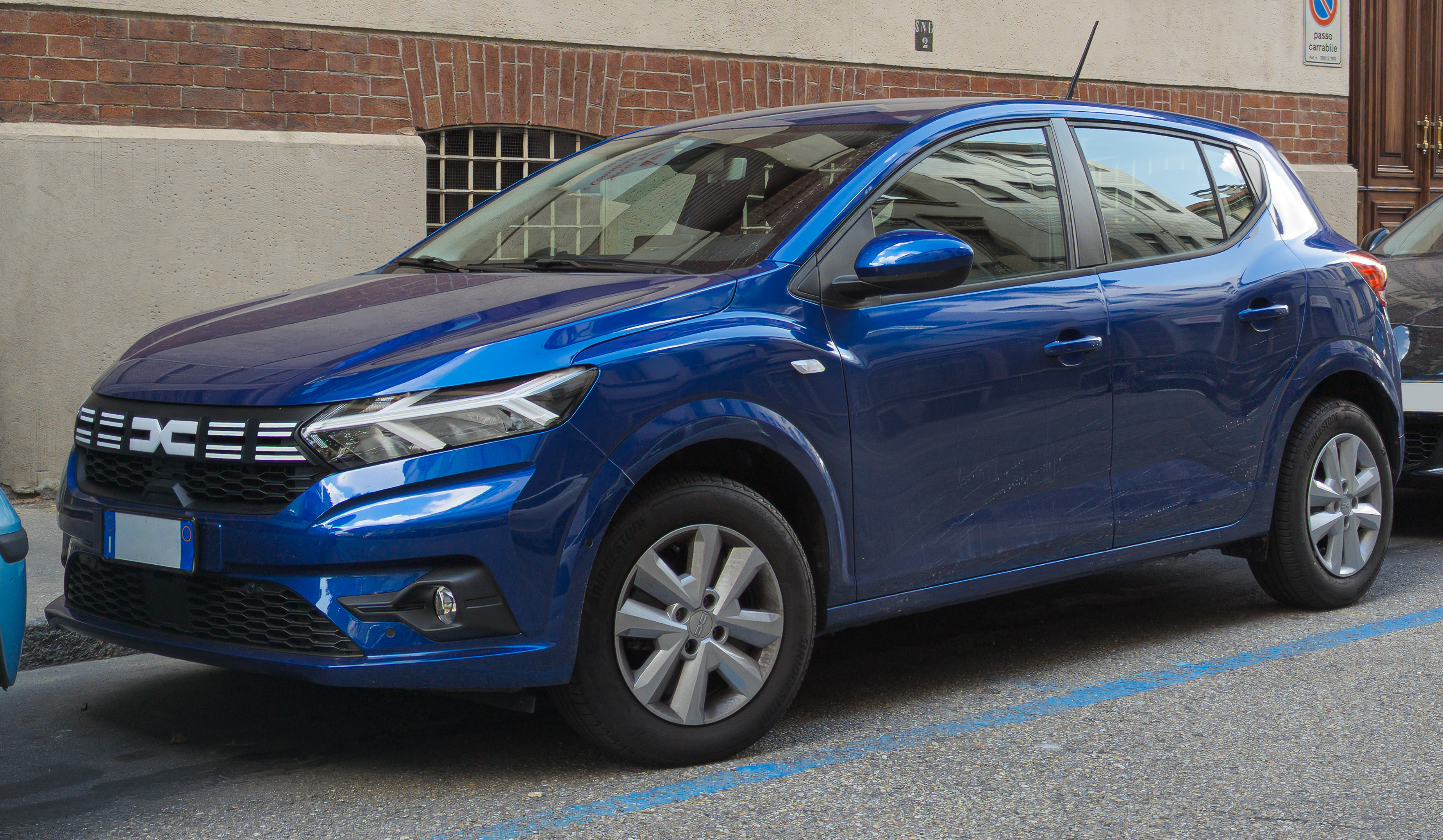
Dacia Sandero
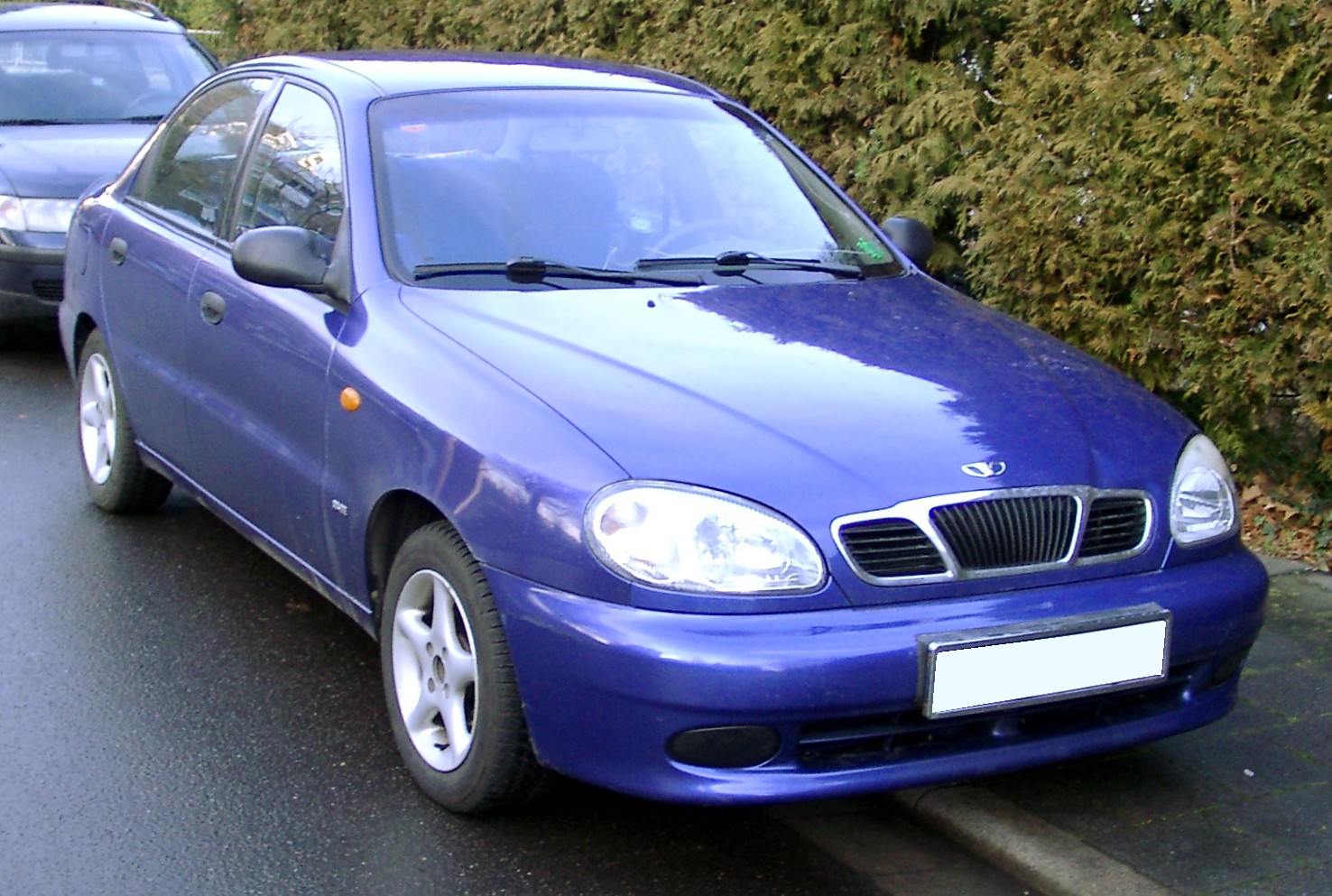
Daewoo Lanos
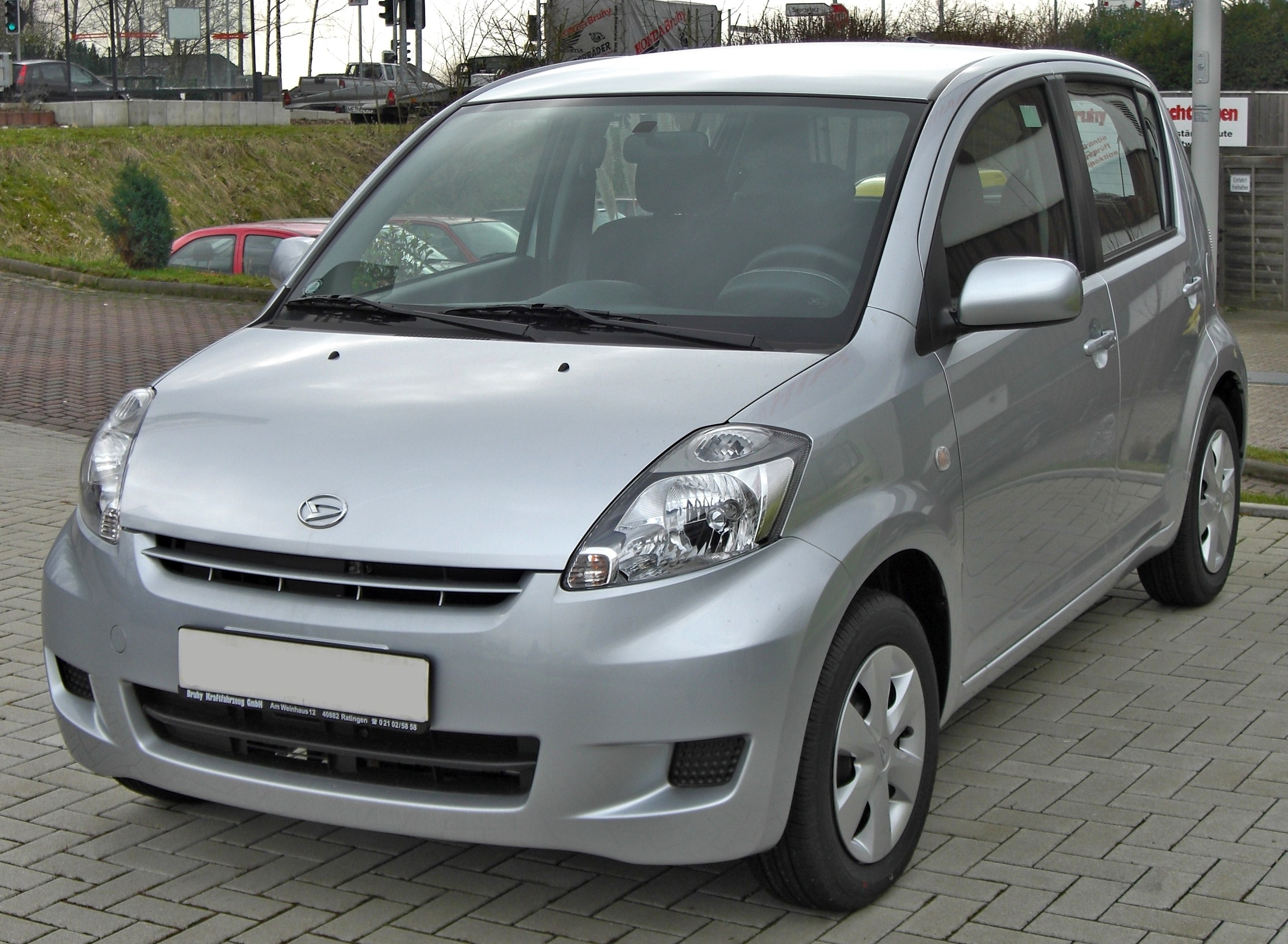
Daihatsu Sirion
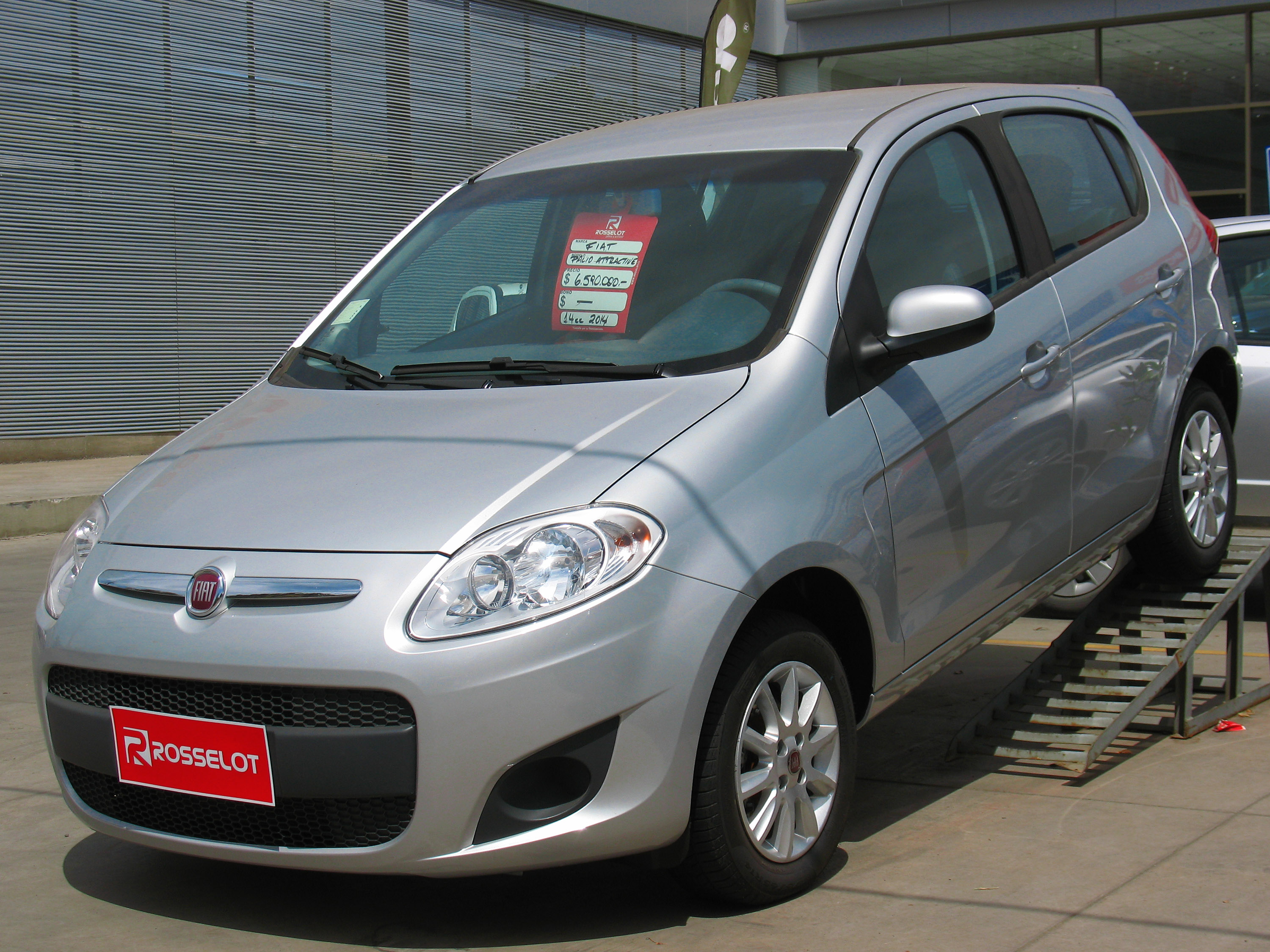
Fiat Palio
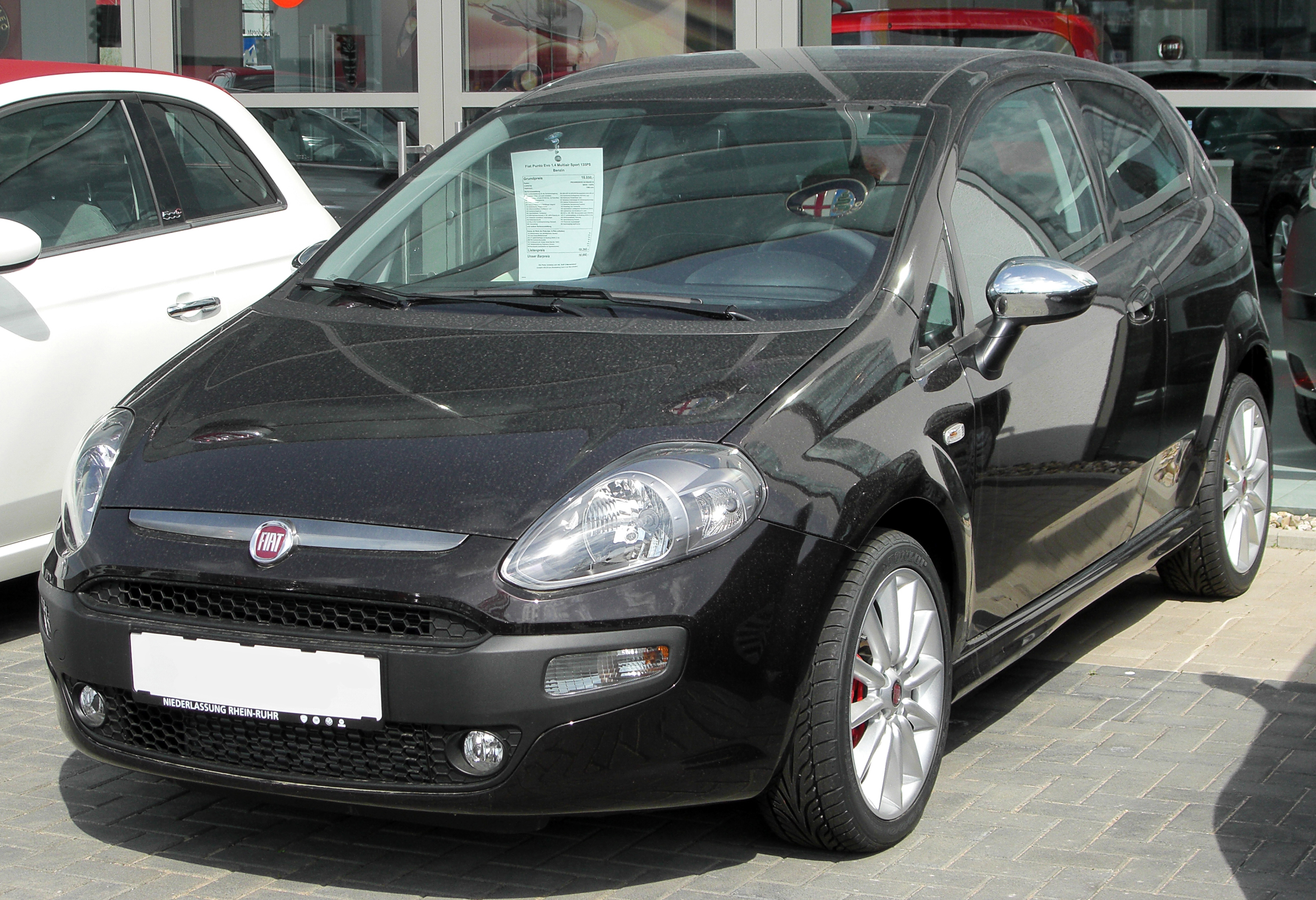
Fiat Punto Evo
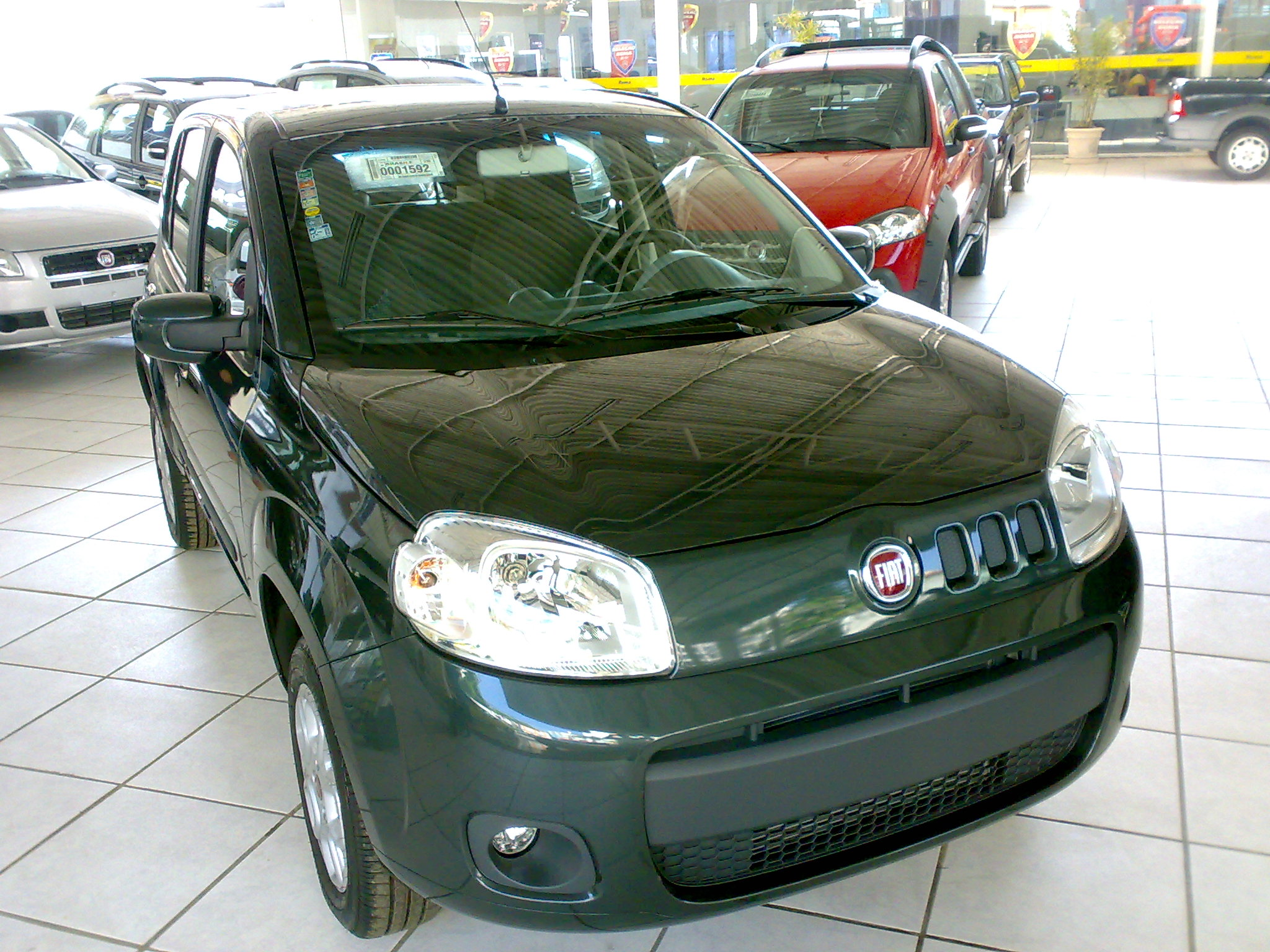
Fiat Uno
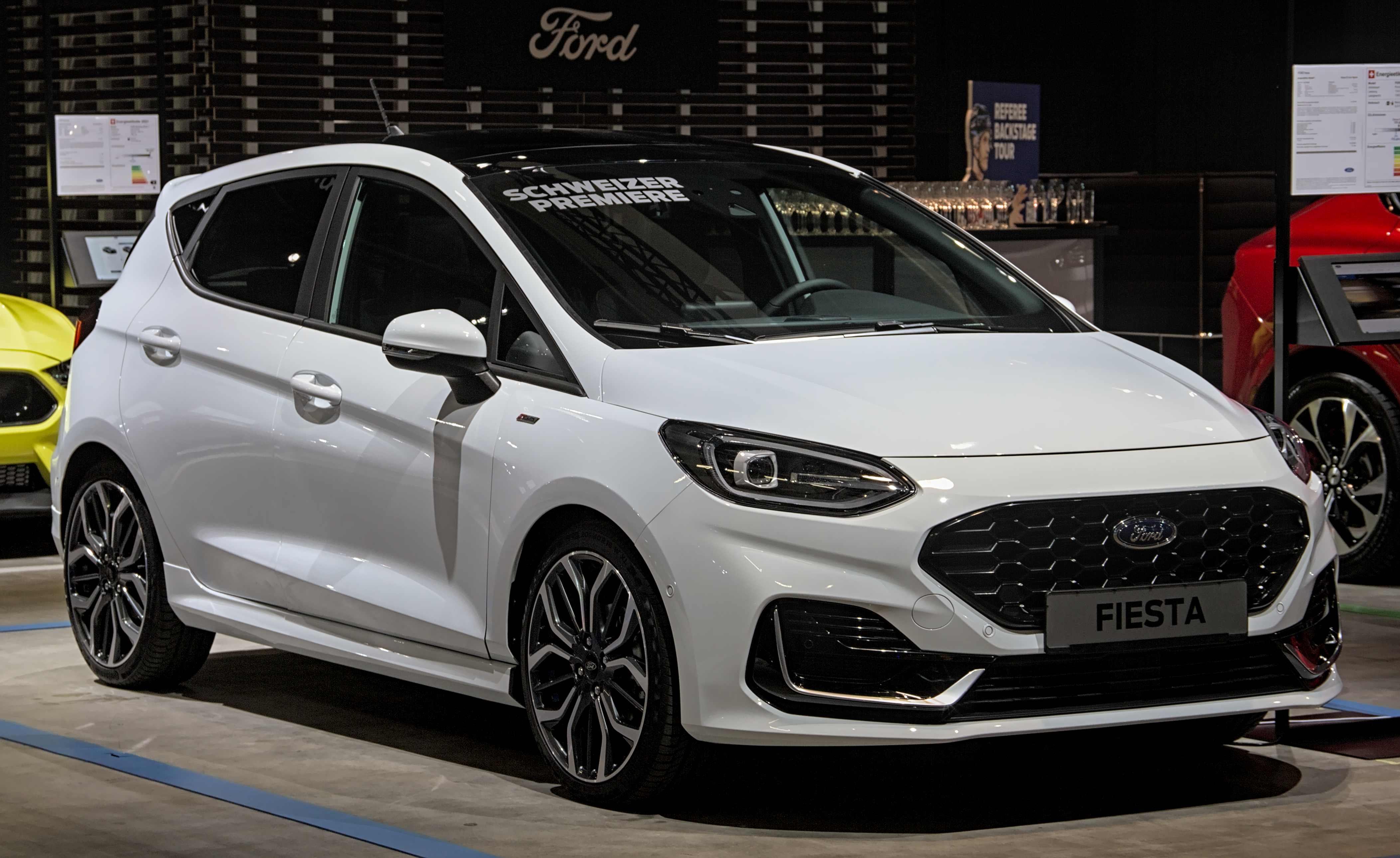
Ford Fiesta
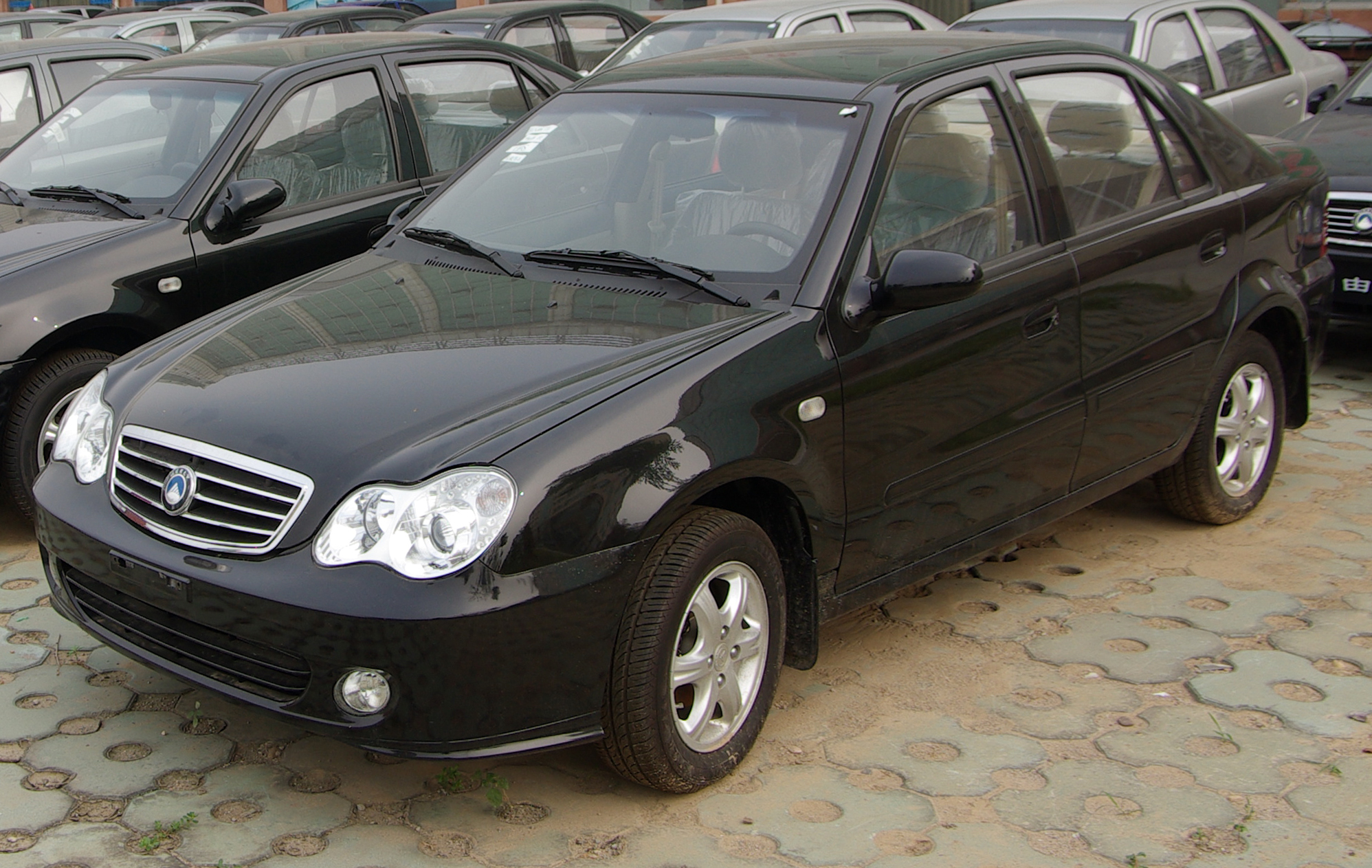
Geely CK
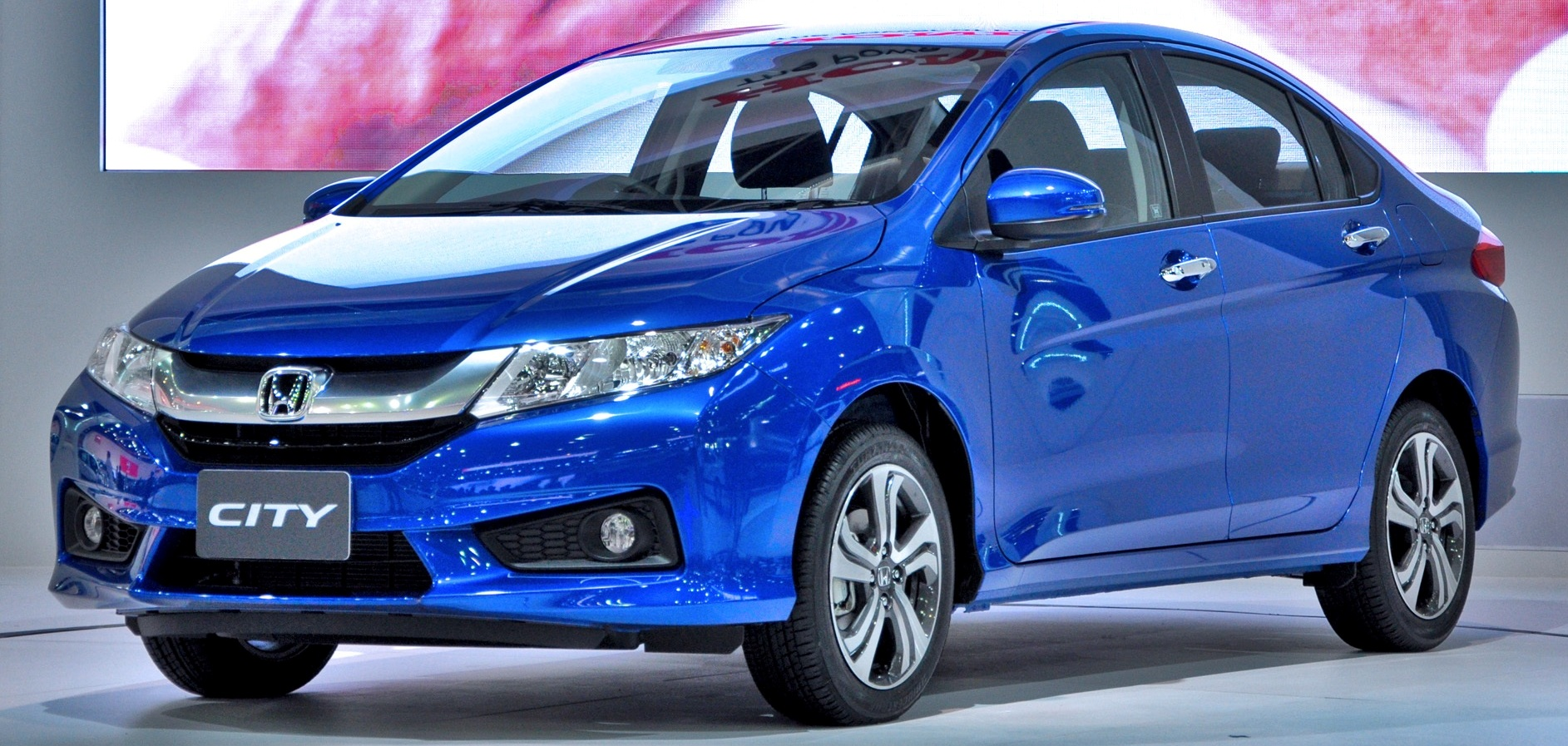
Honda City
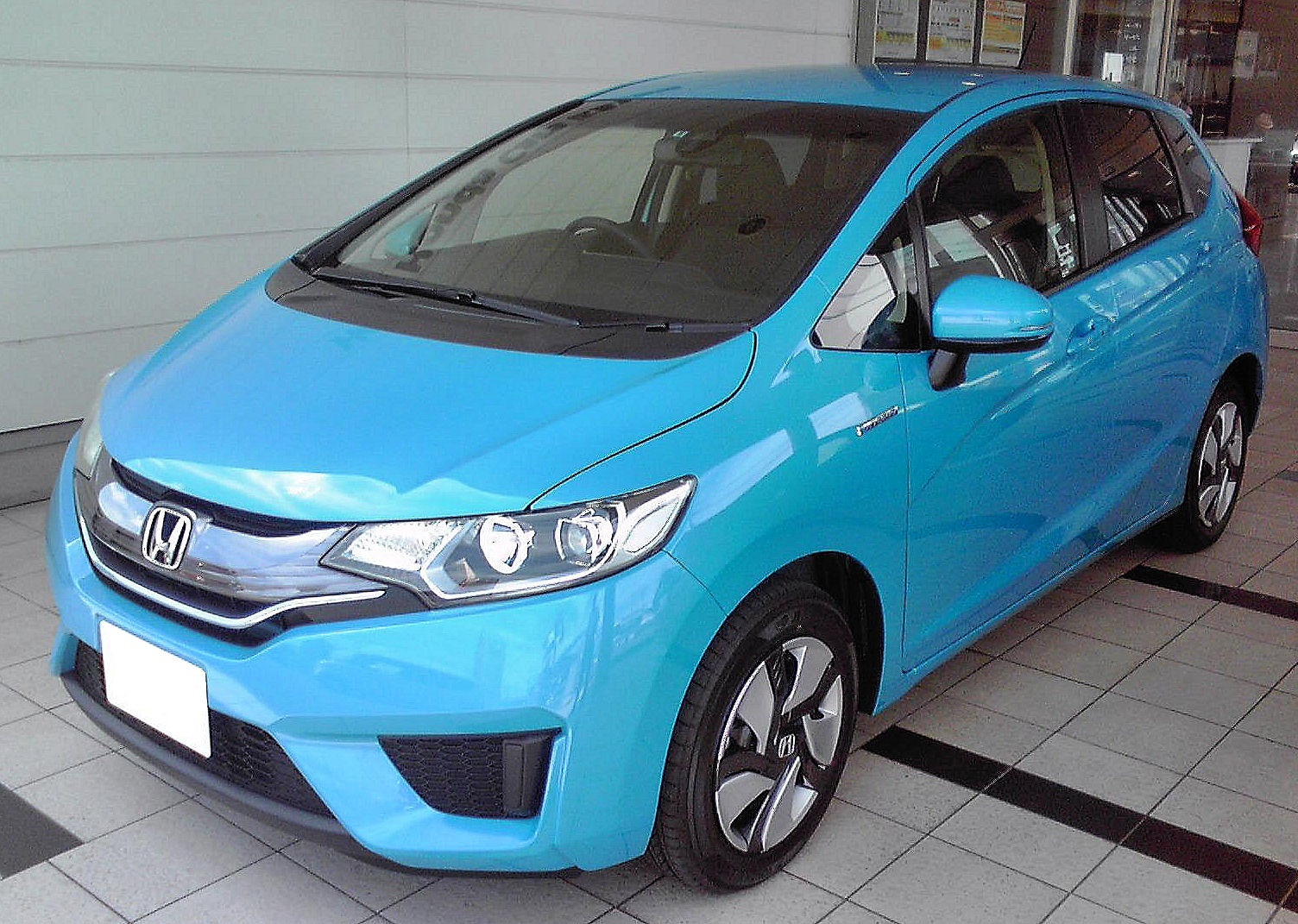
Honda Jazz
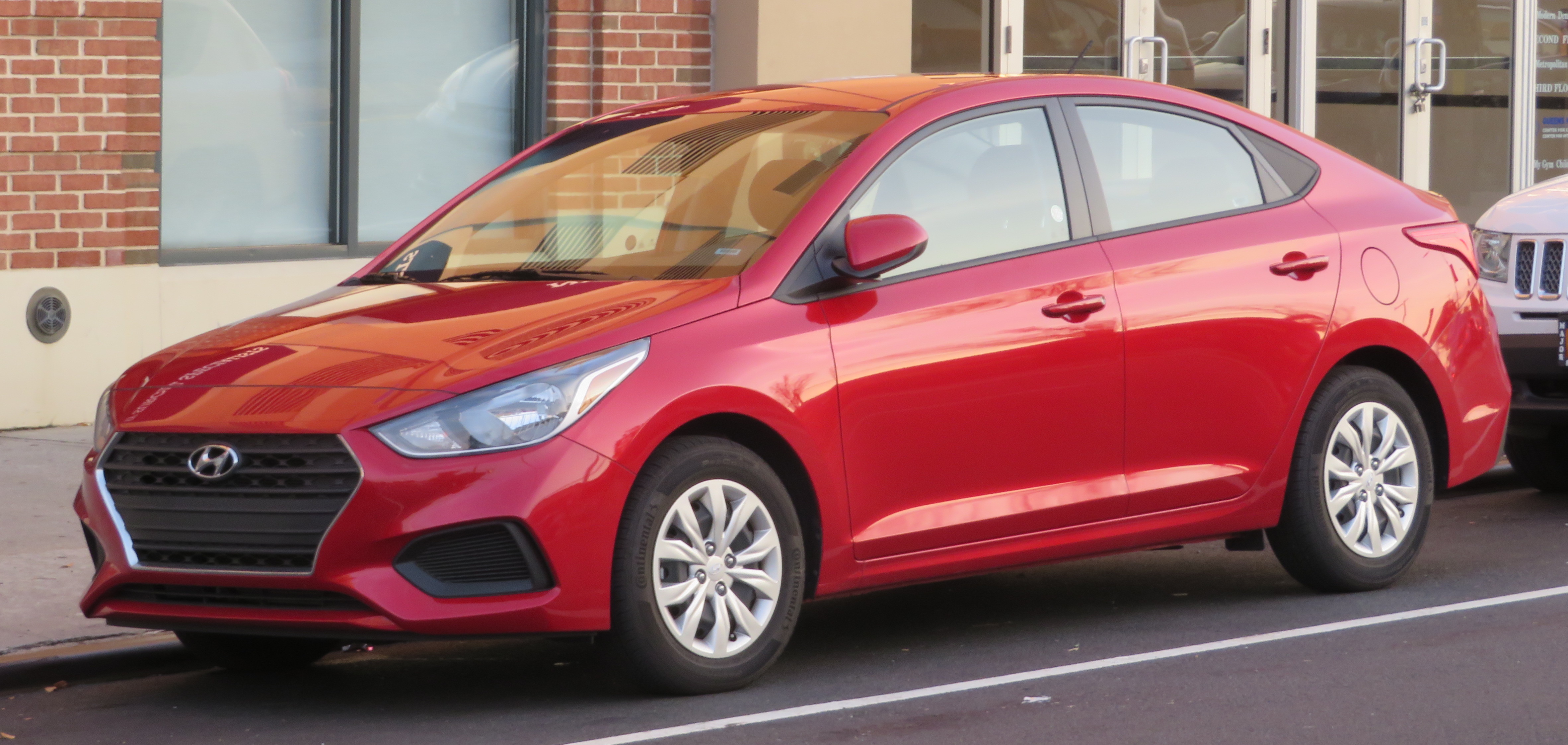
Hyundai Accent
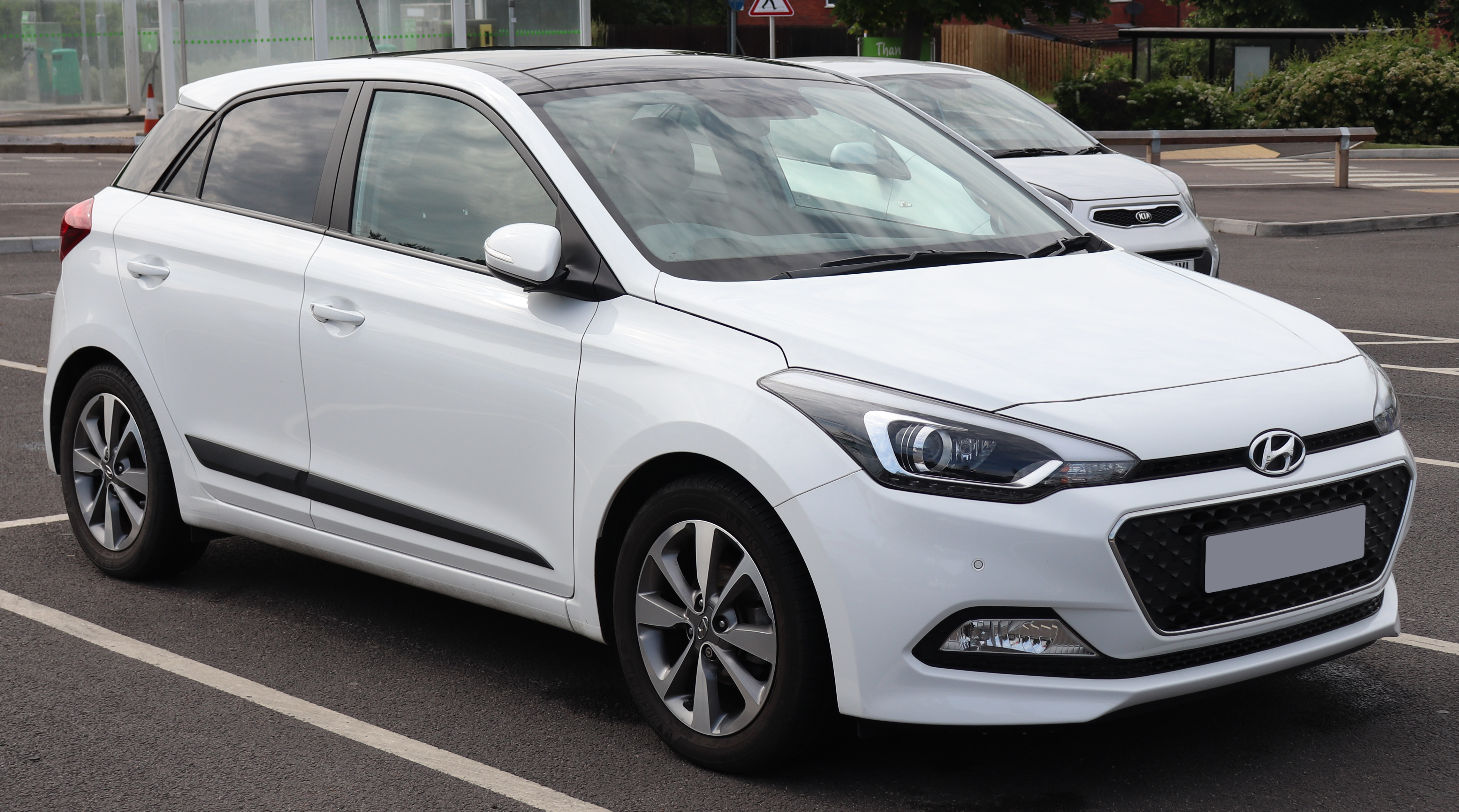
Hyundai i20
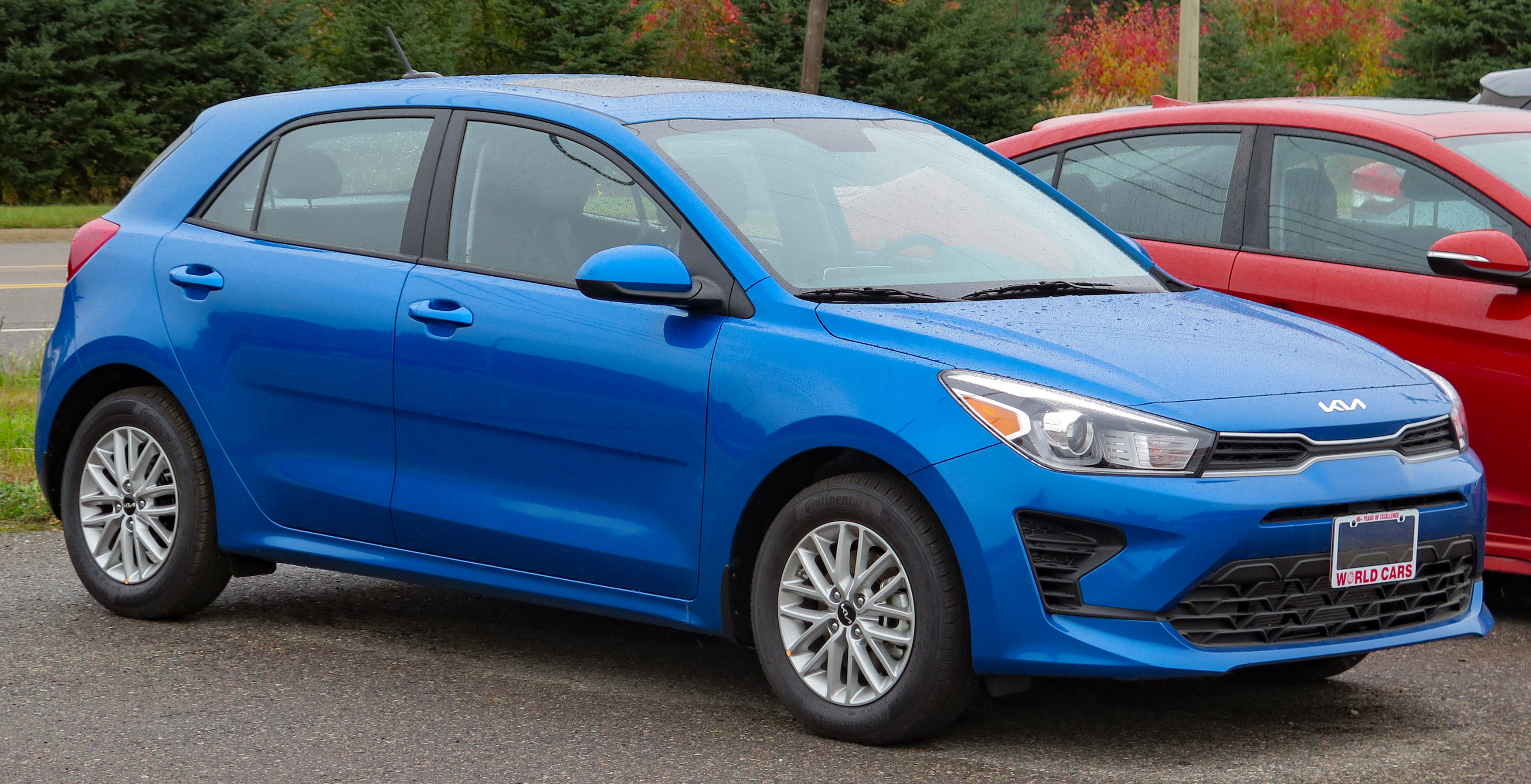
Kia Rio
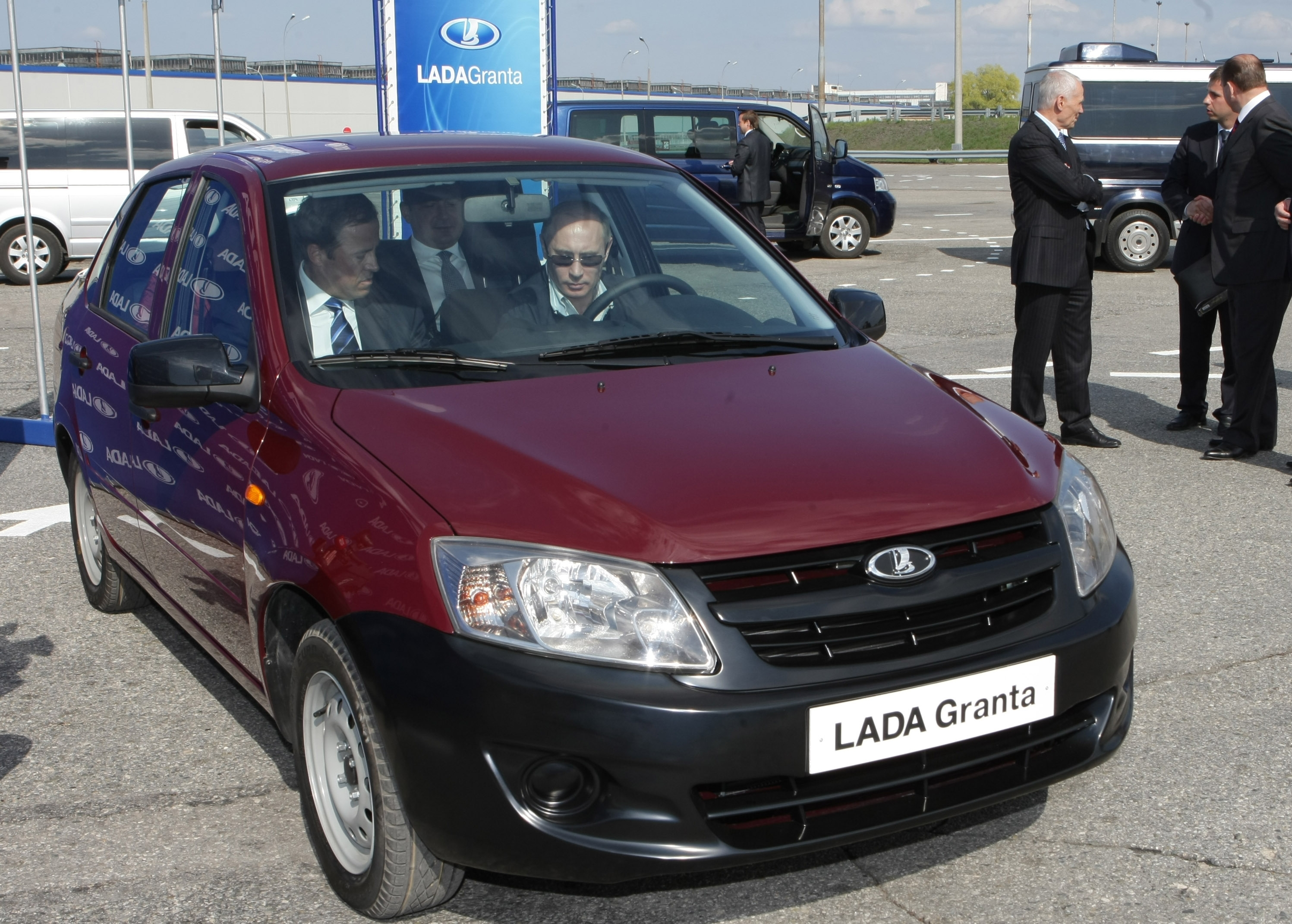
Lada Granta
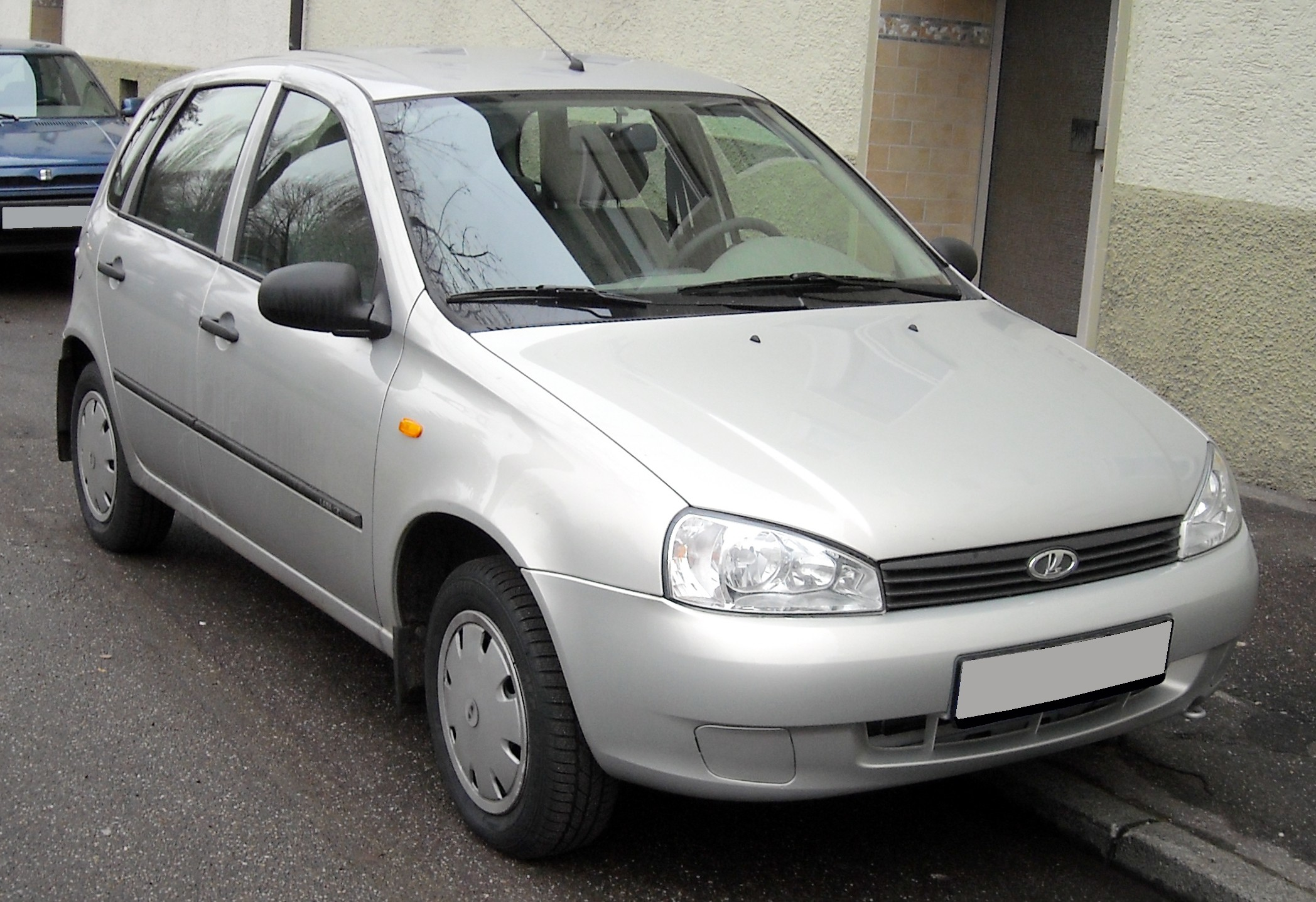
Lada Kalina
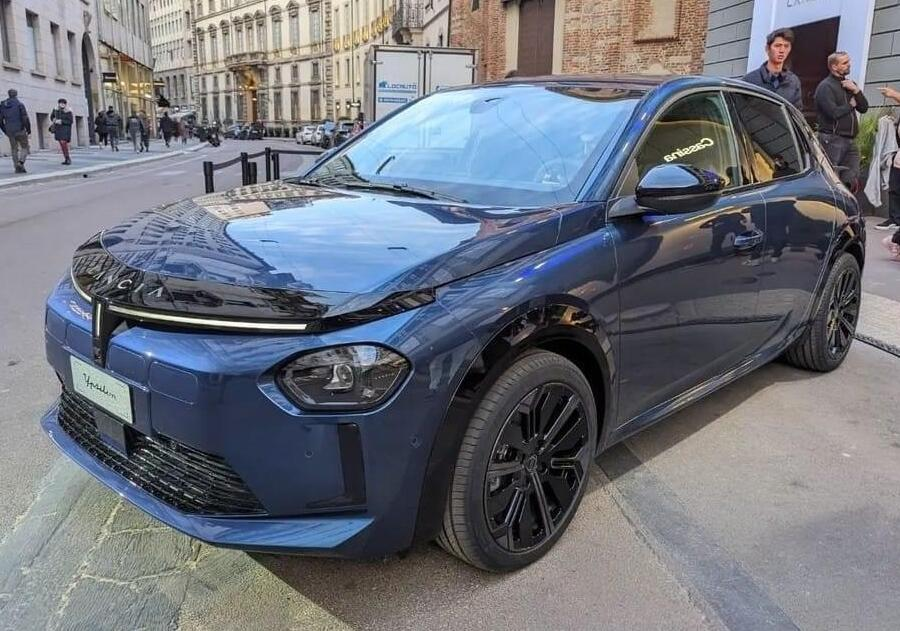
Lancia Ypsilon
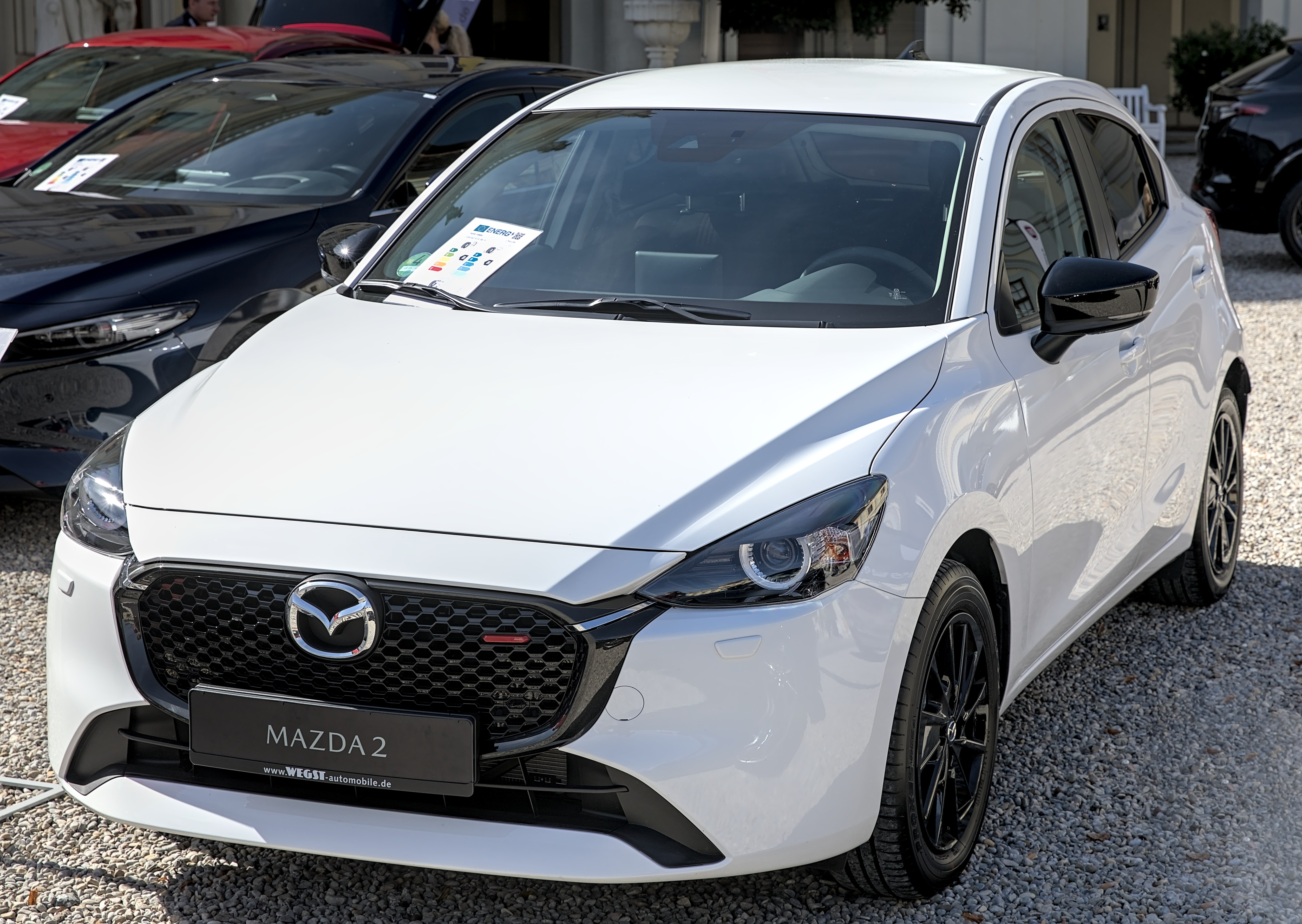
Mazda 2
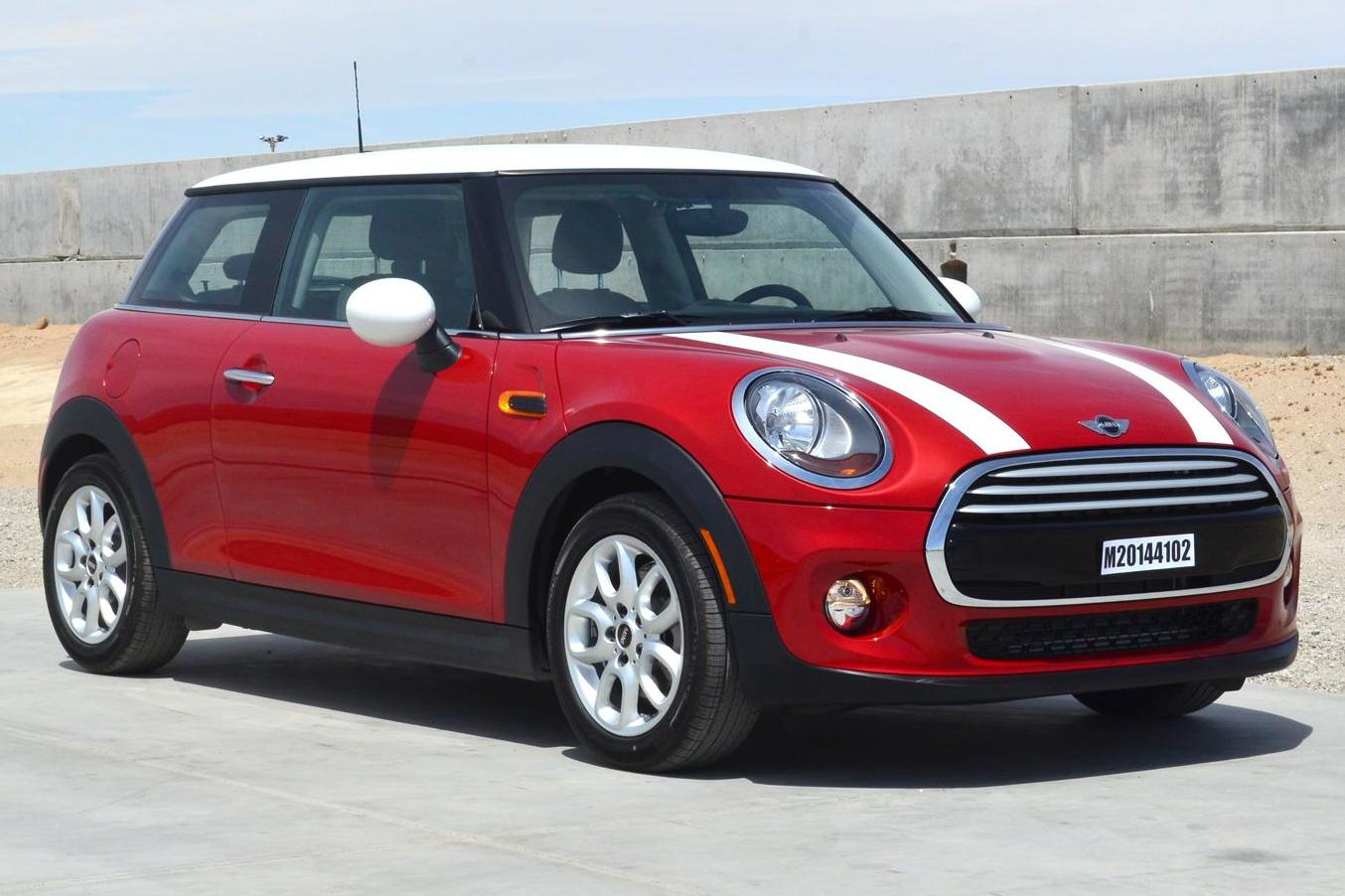
Mini (BMW)
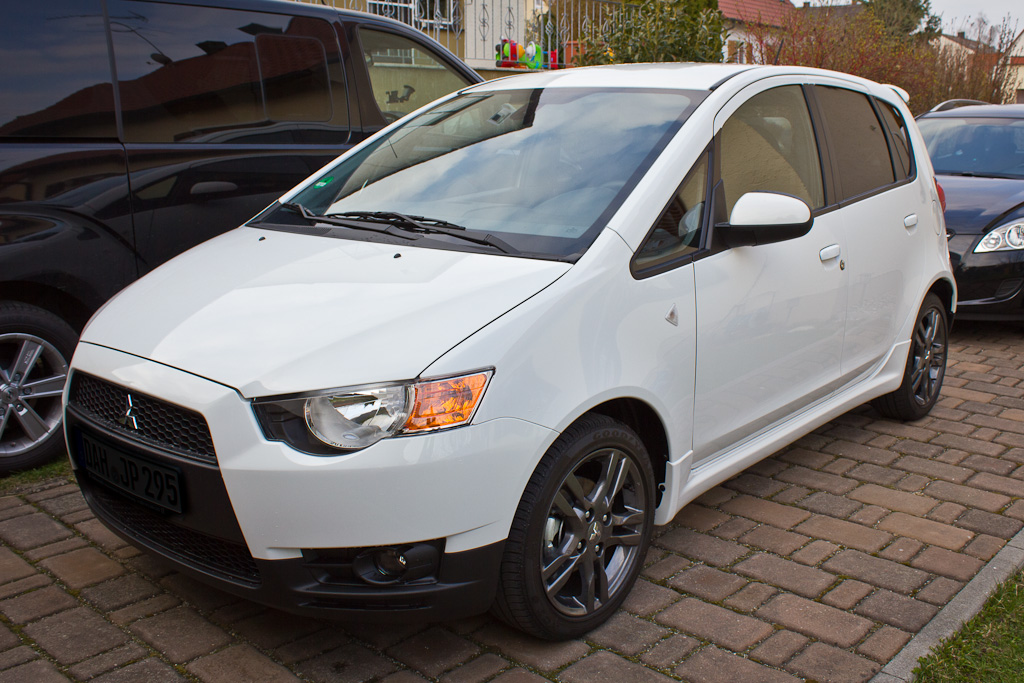
Mitsubishi Colt
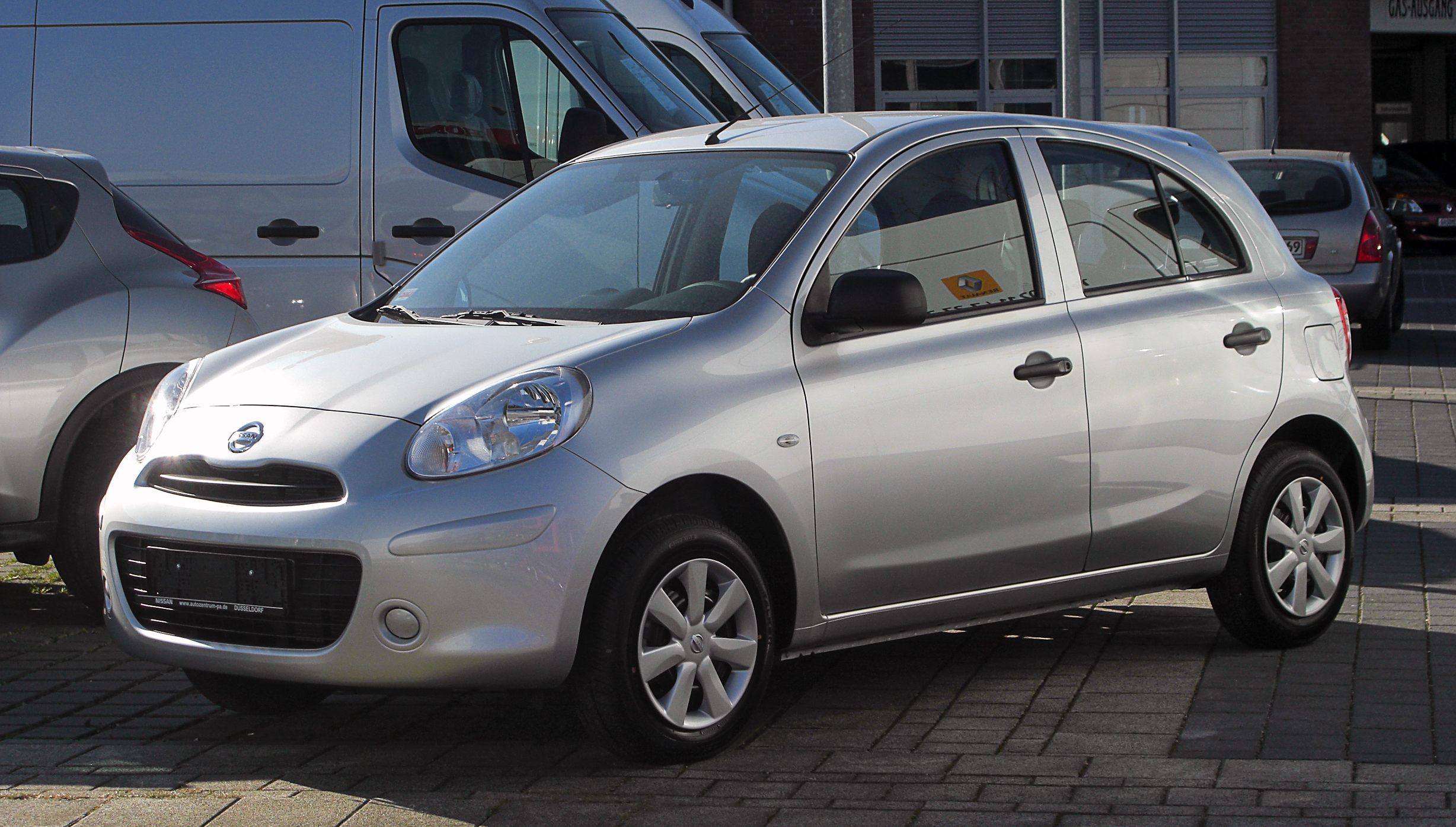
Nissan Micra
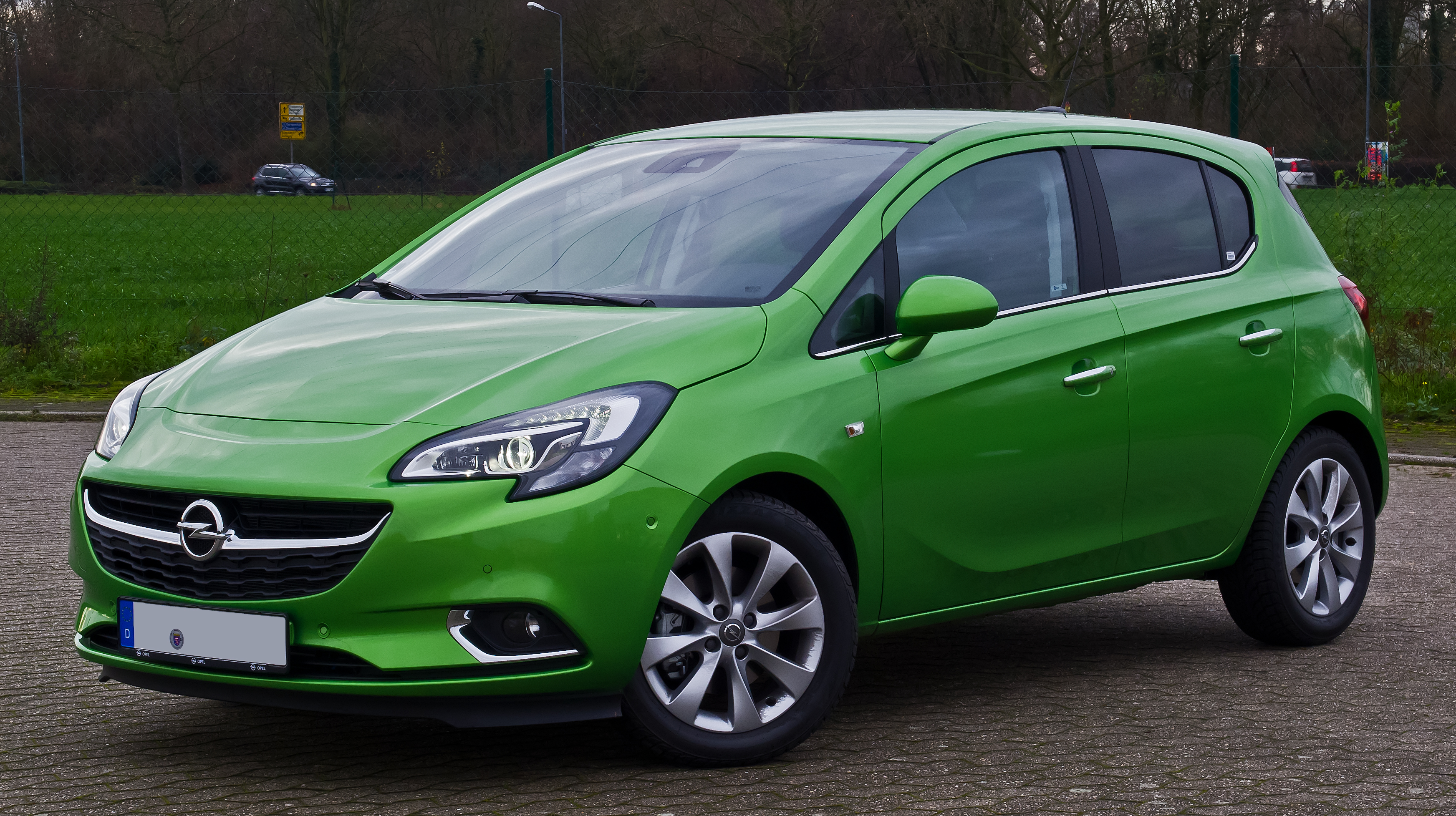
Opel Corsa
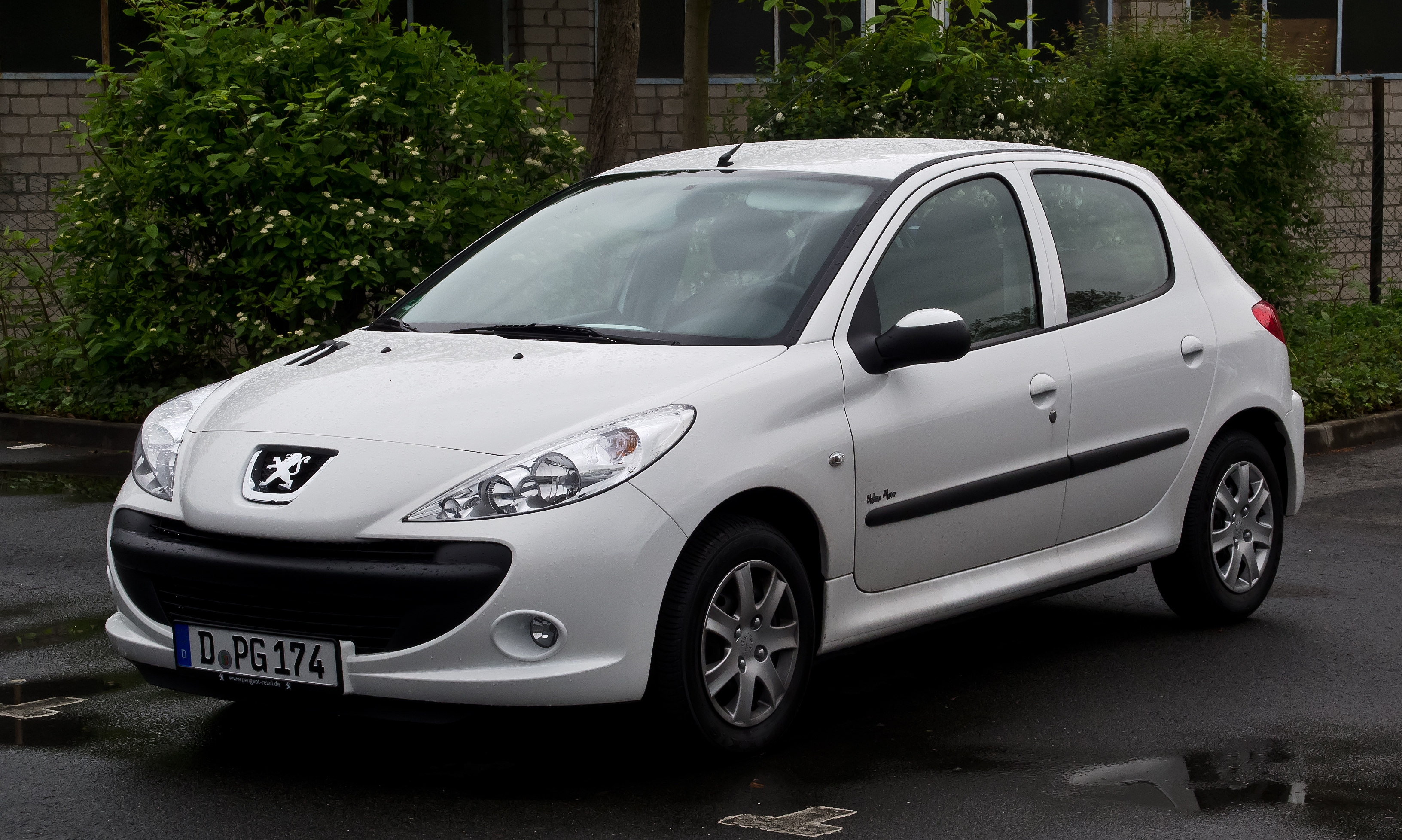
Peugeot 206+
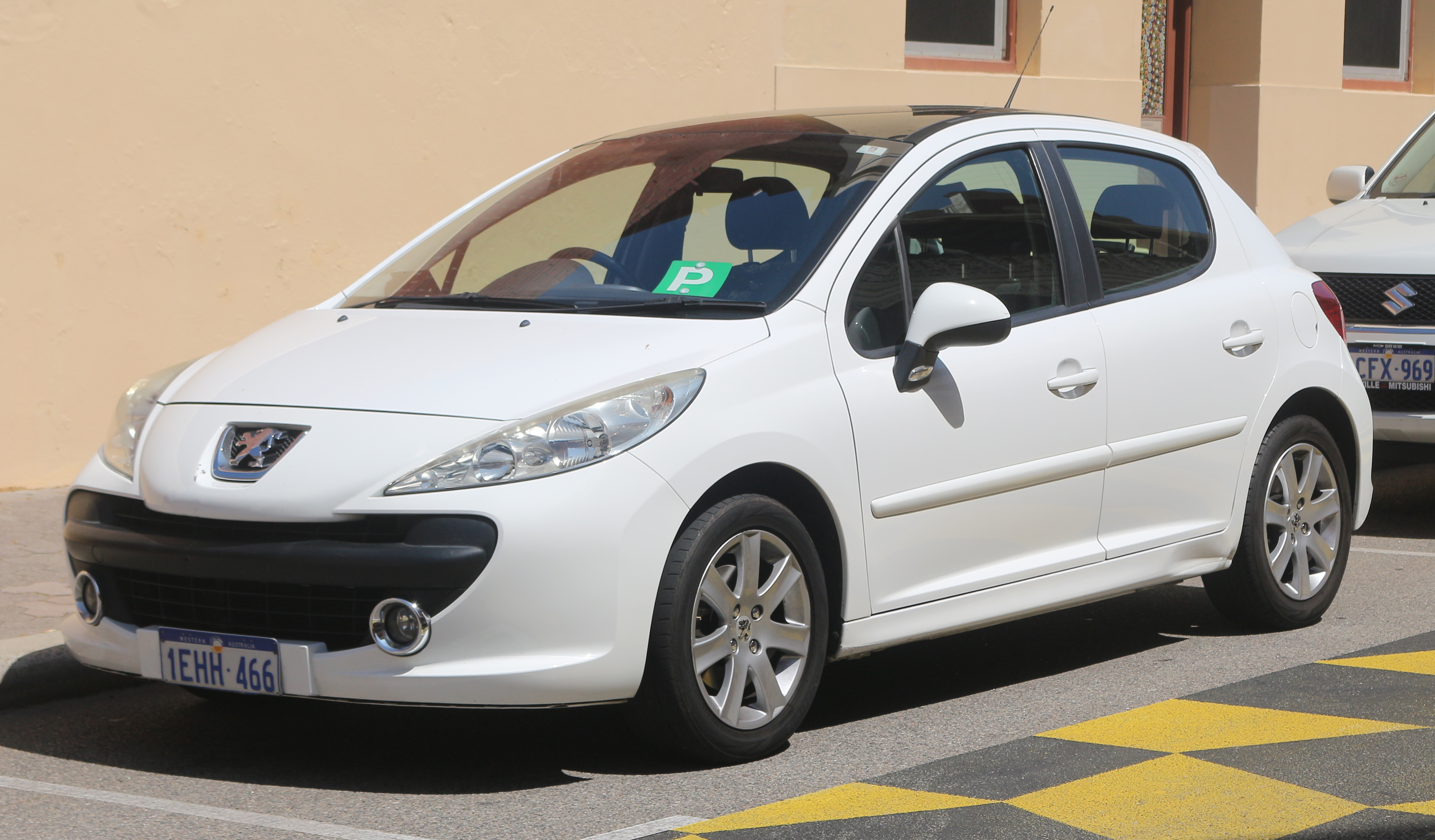
Peugeot 207
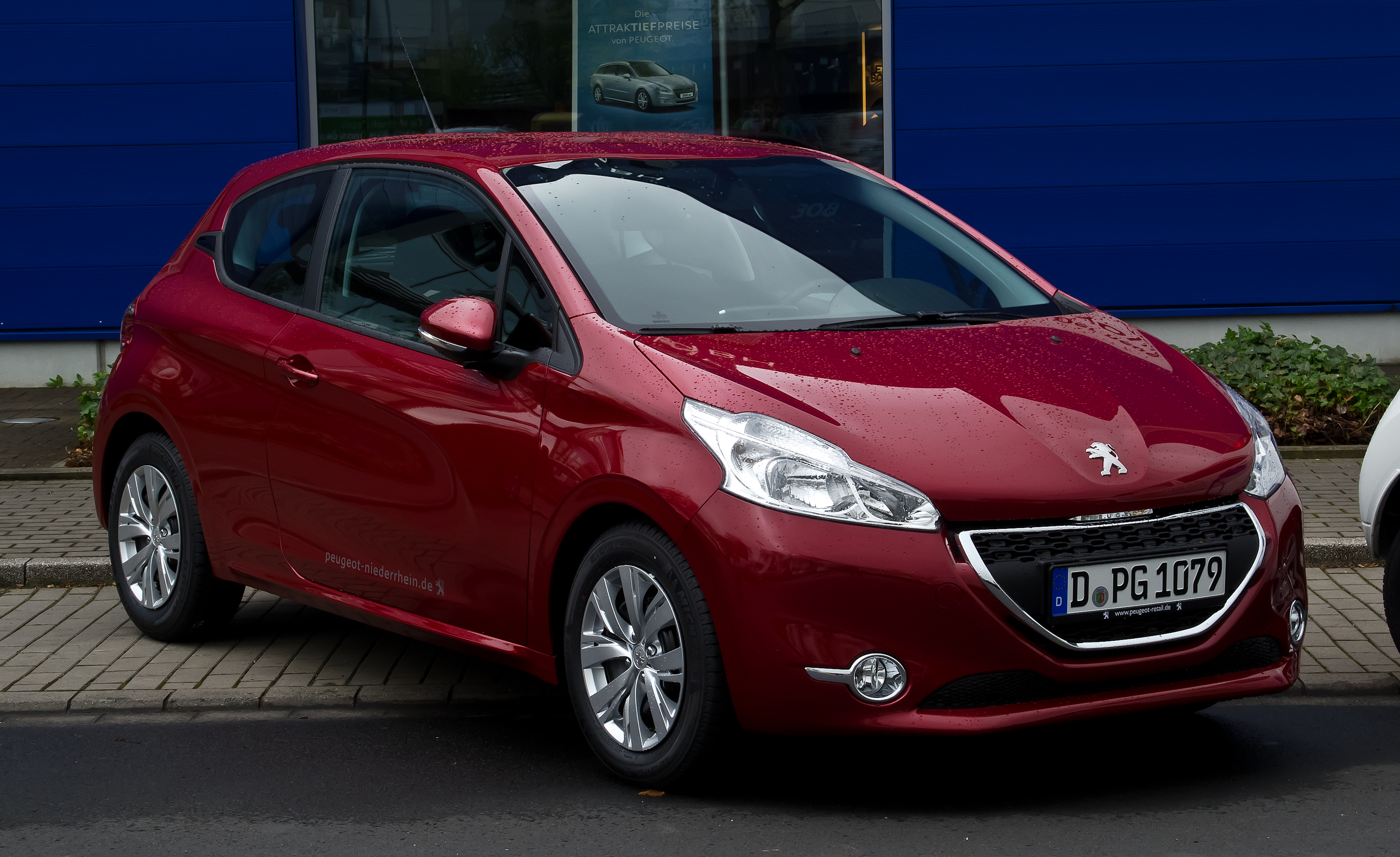
Peugeot 208
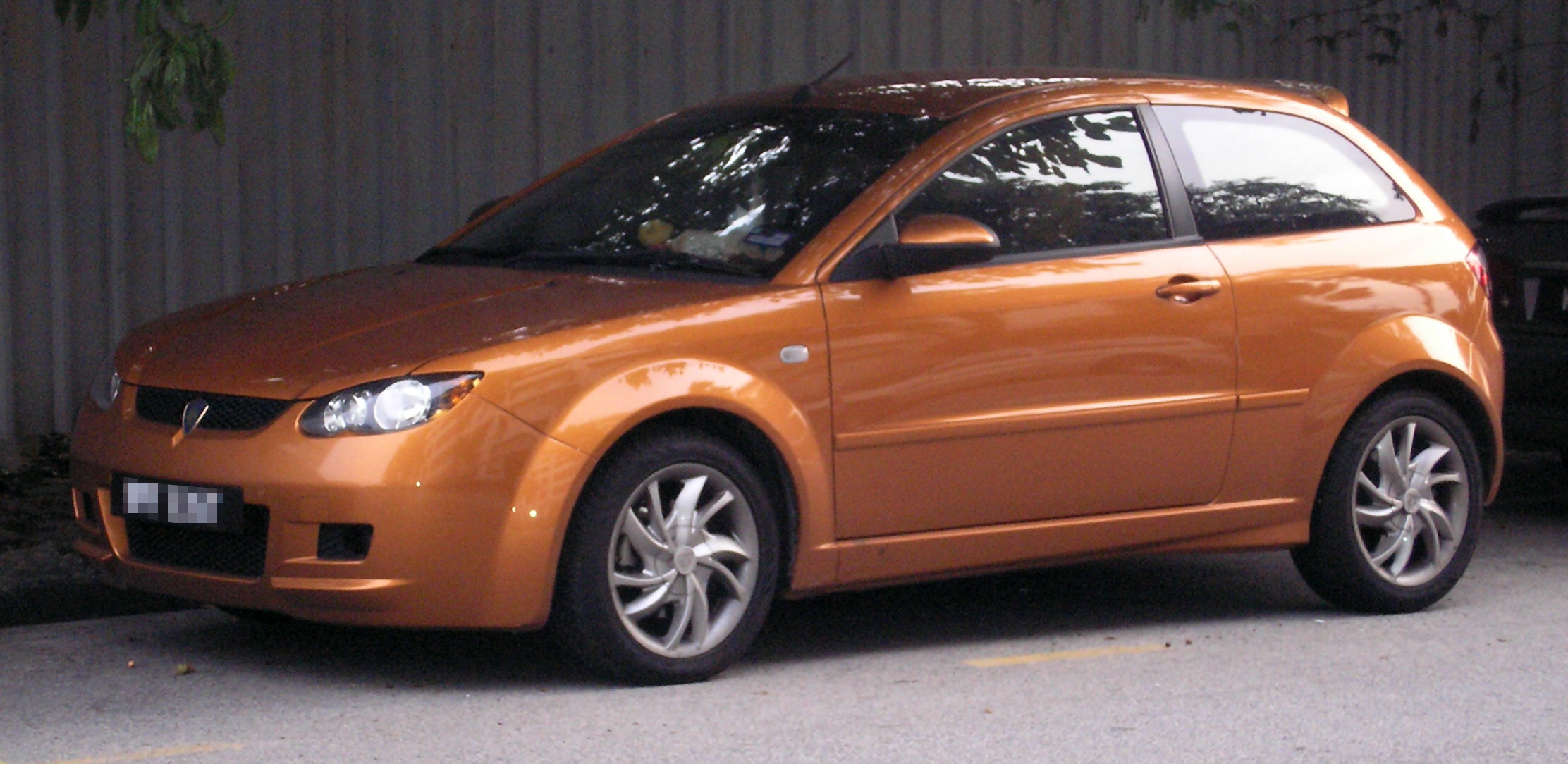
Proton Satria
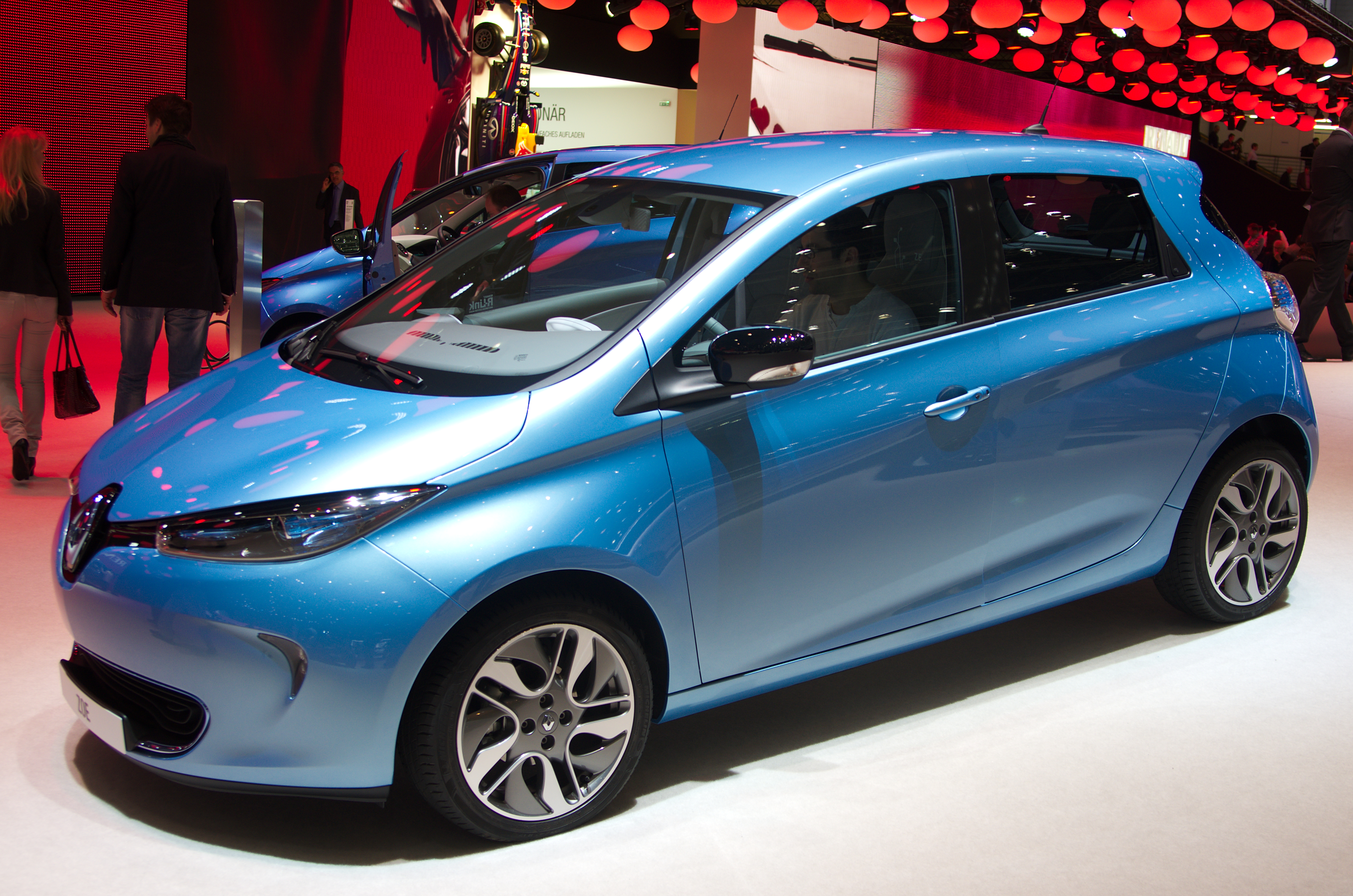
Renault Zoé (électrique)
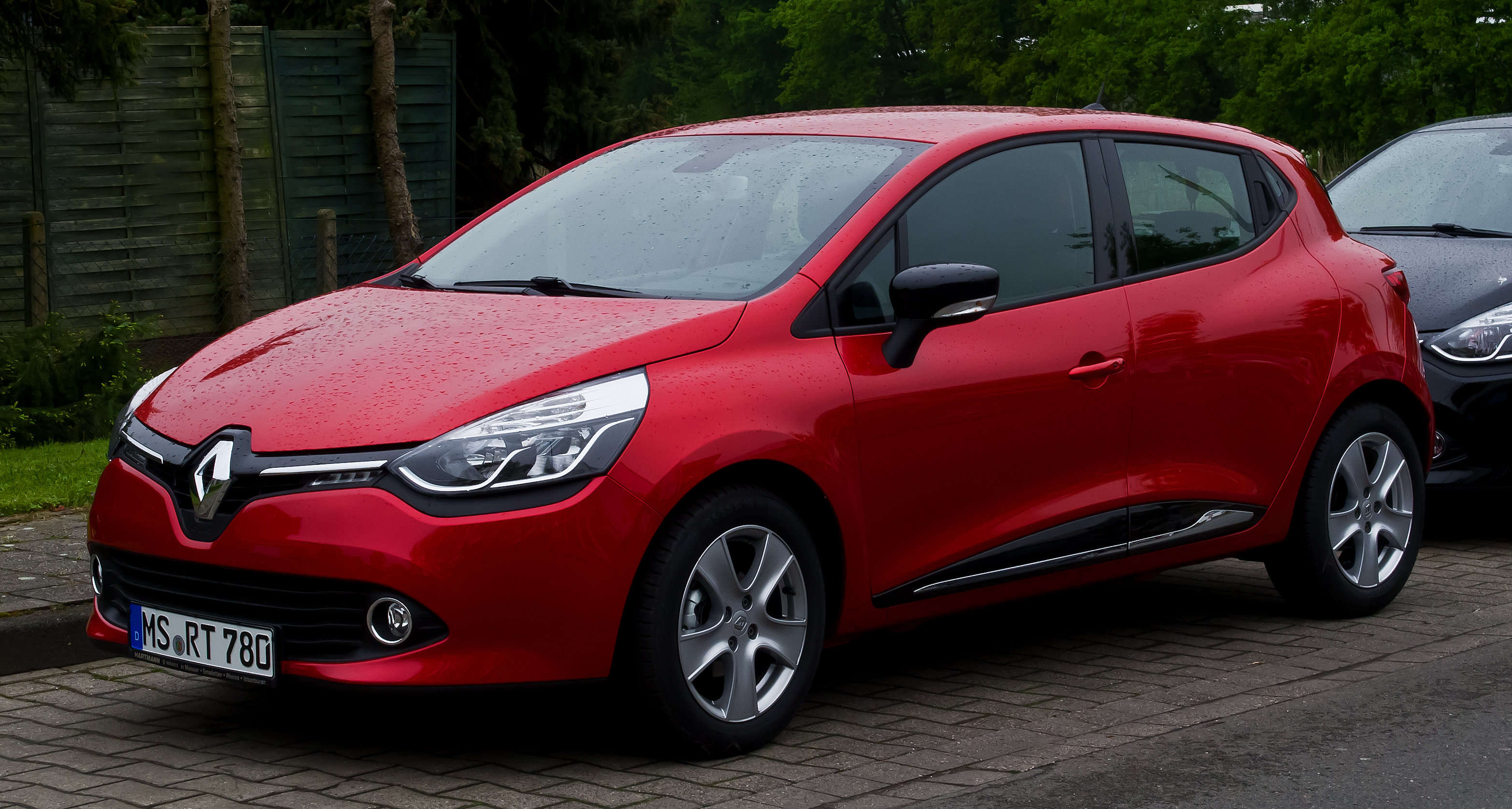
Renault Clio
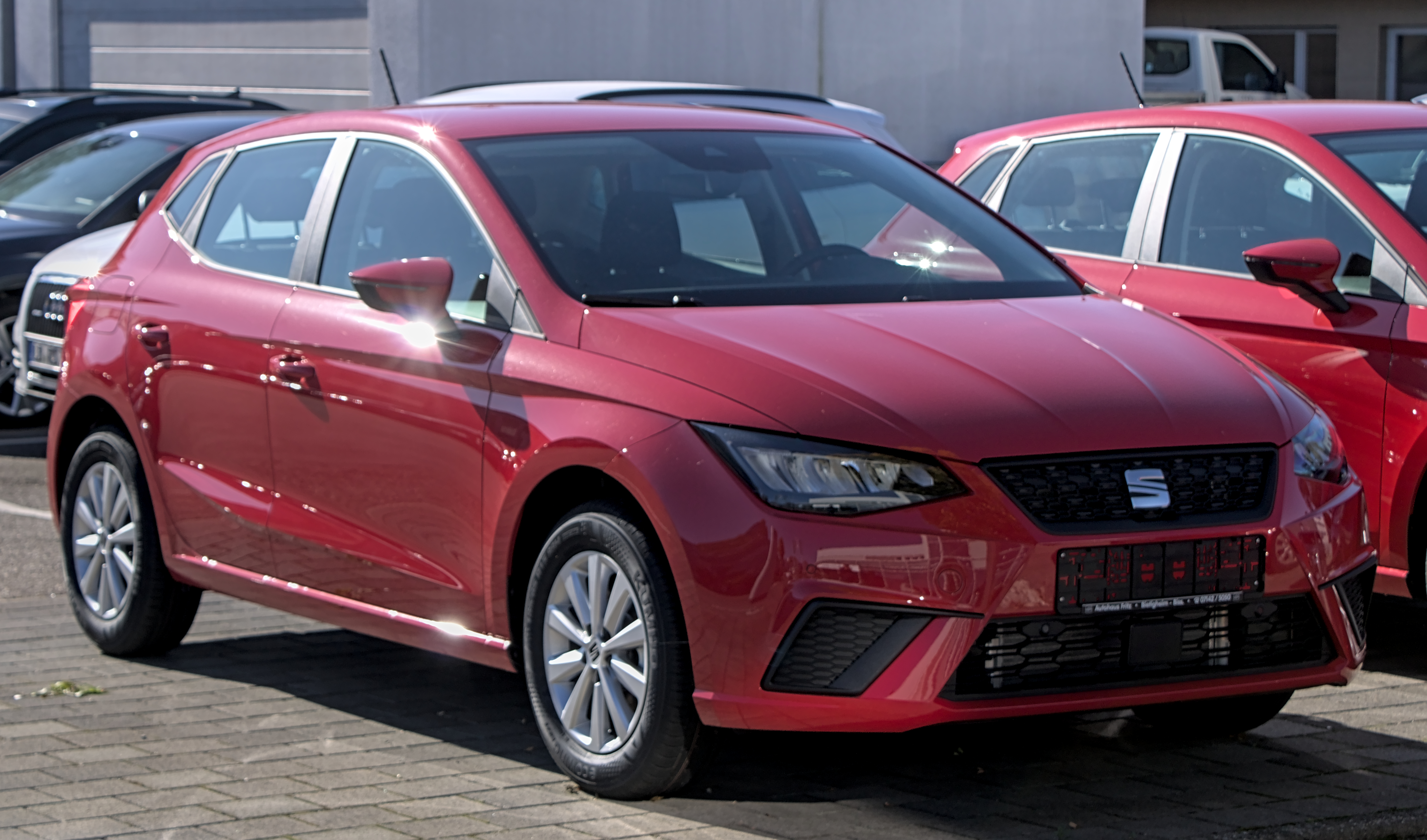
SEAT Ibiza
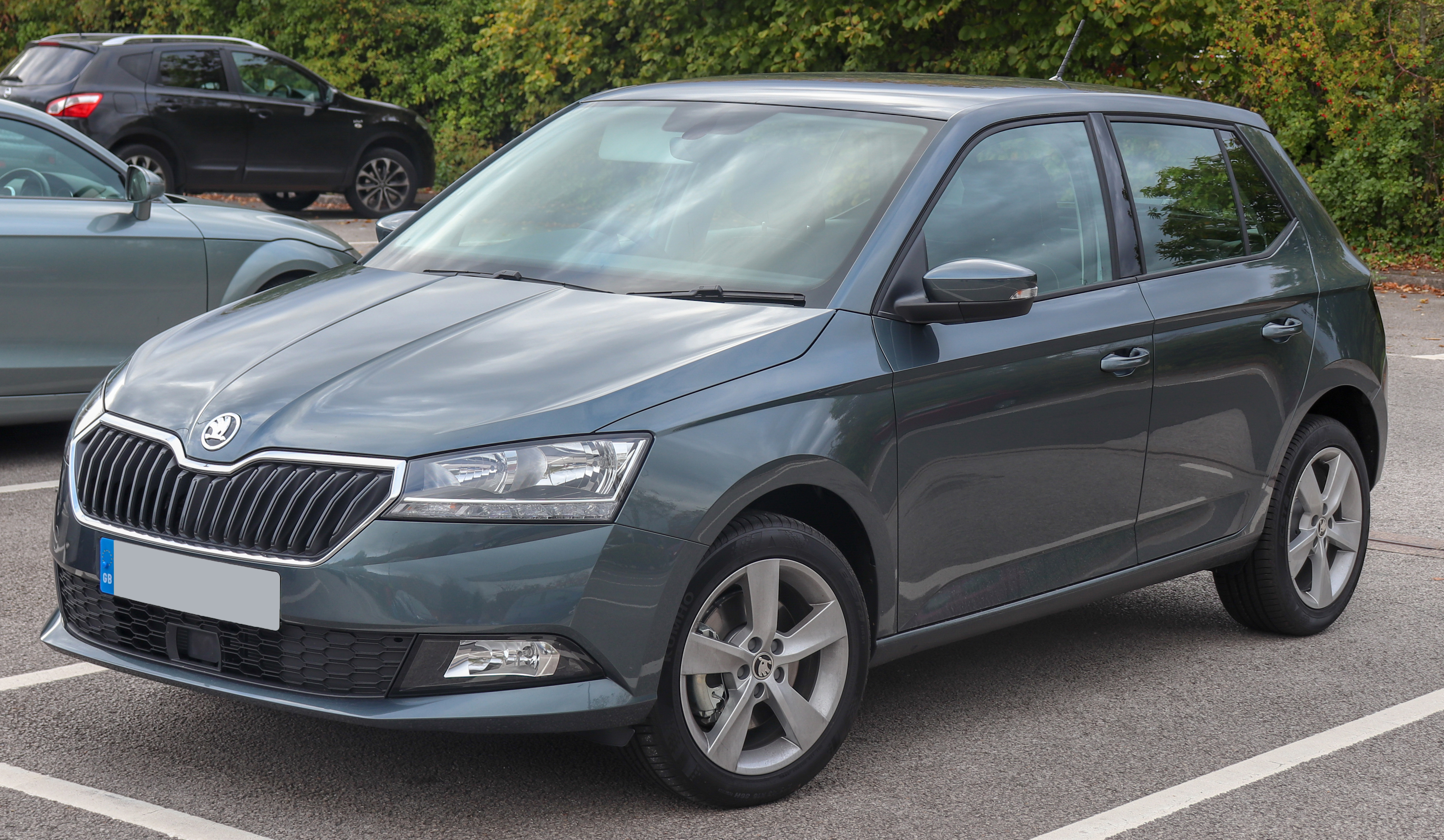
Škoda Fabia
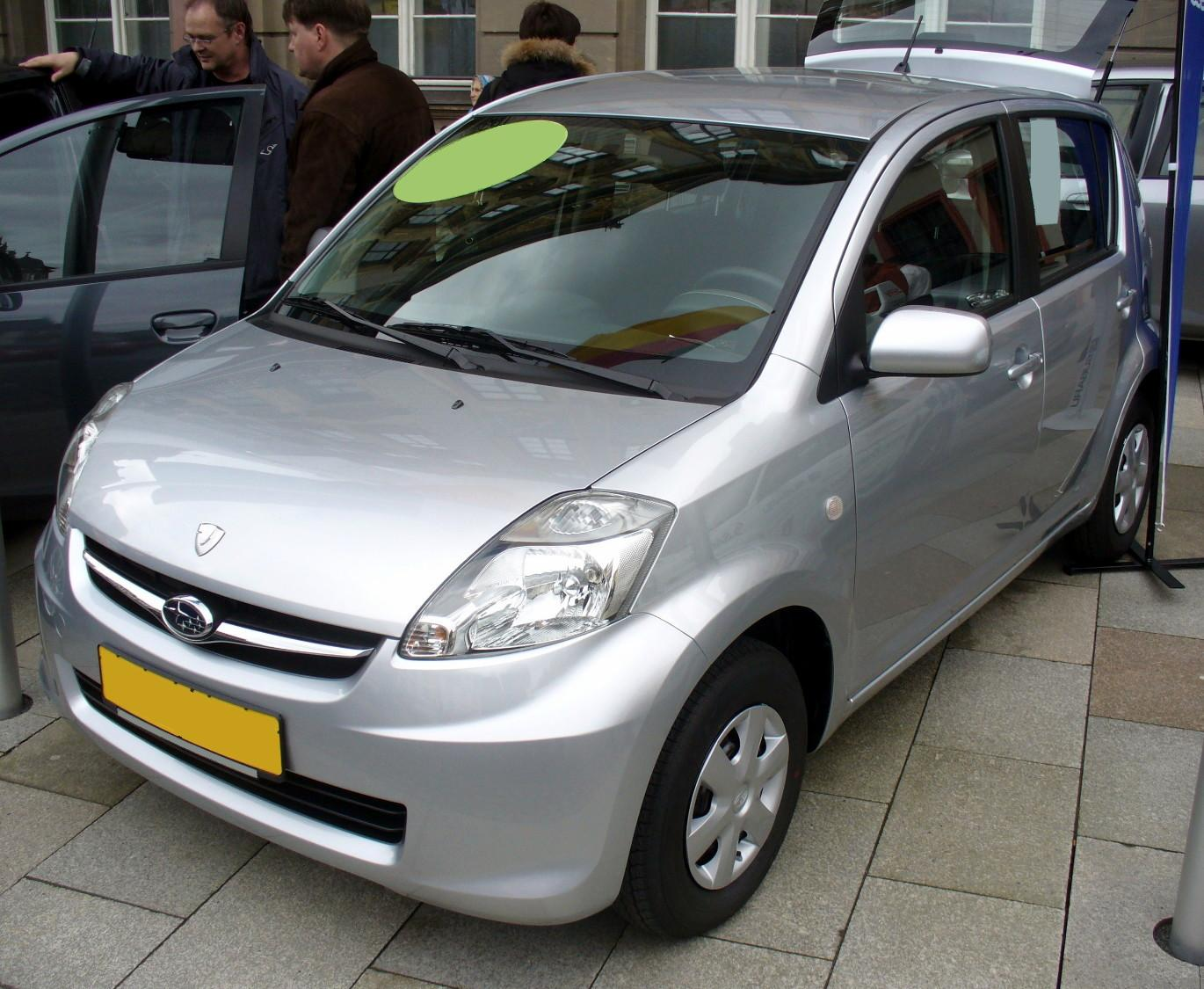
Subaru Justy
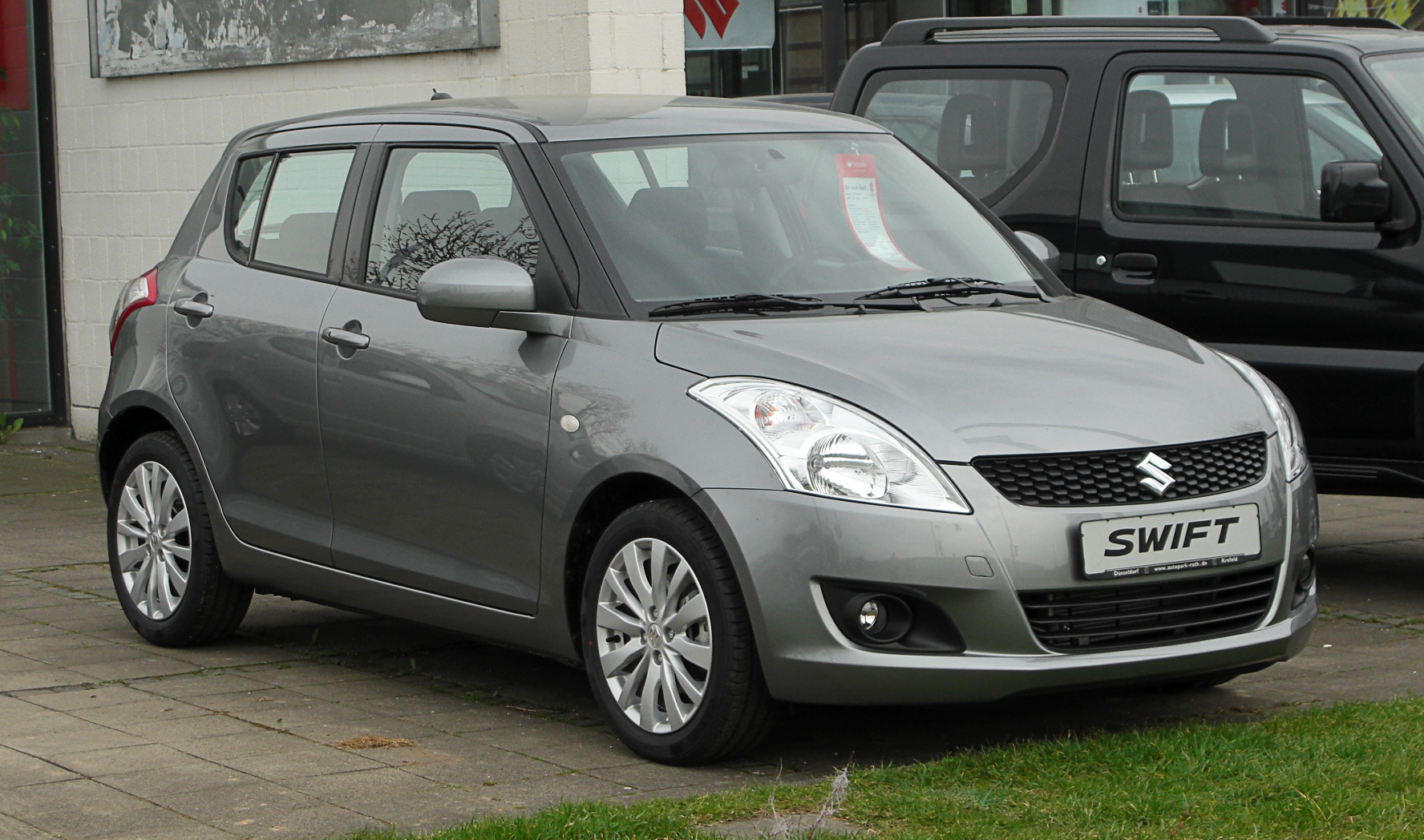
Suzuki Swift
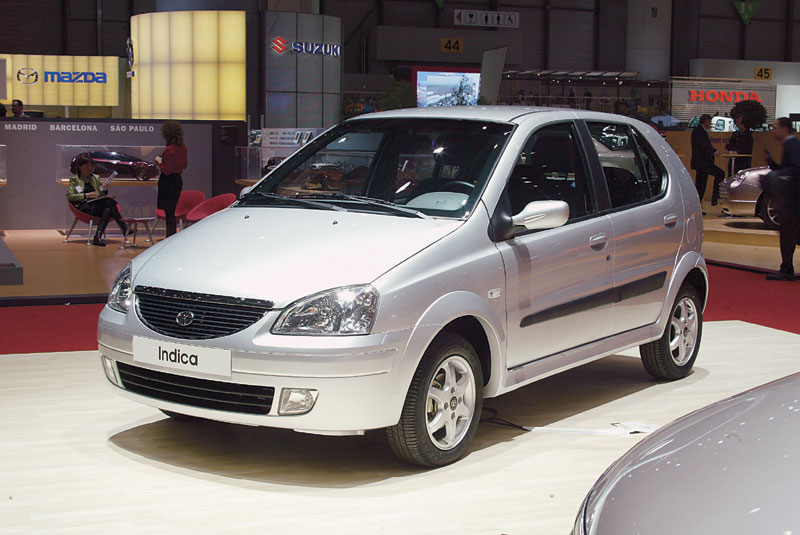
Tata Indica
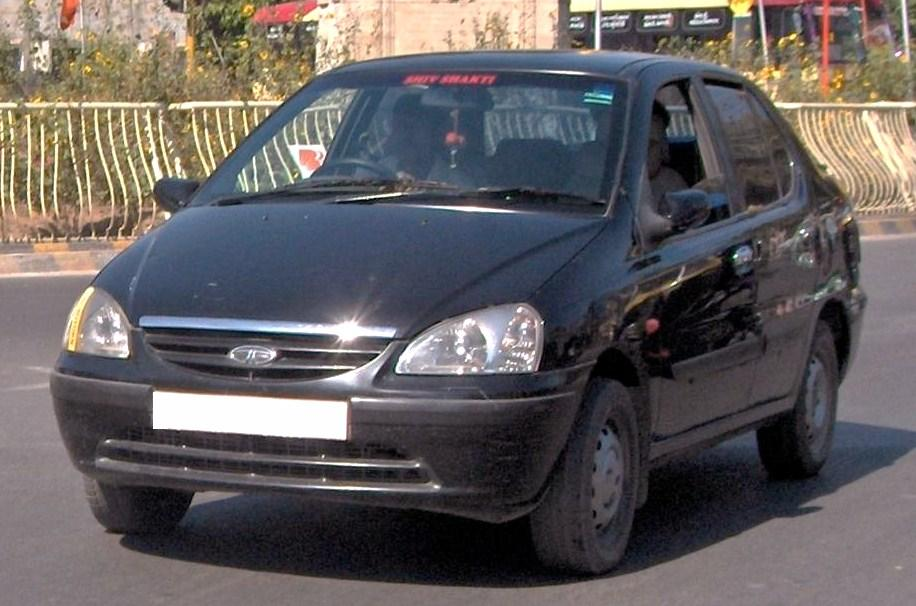
Tata Indigo
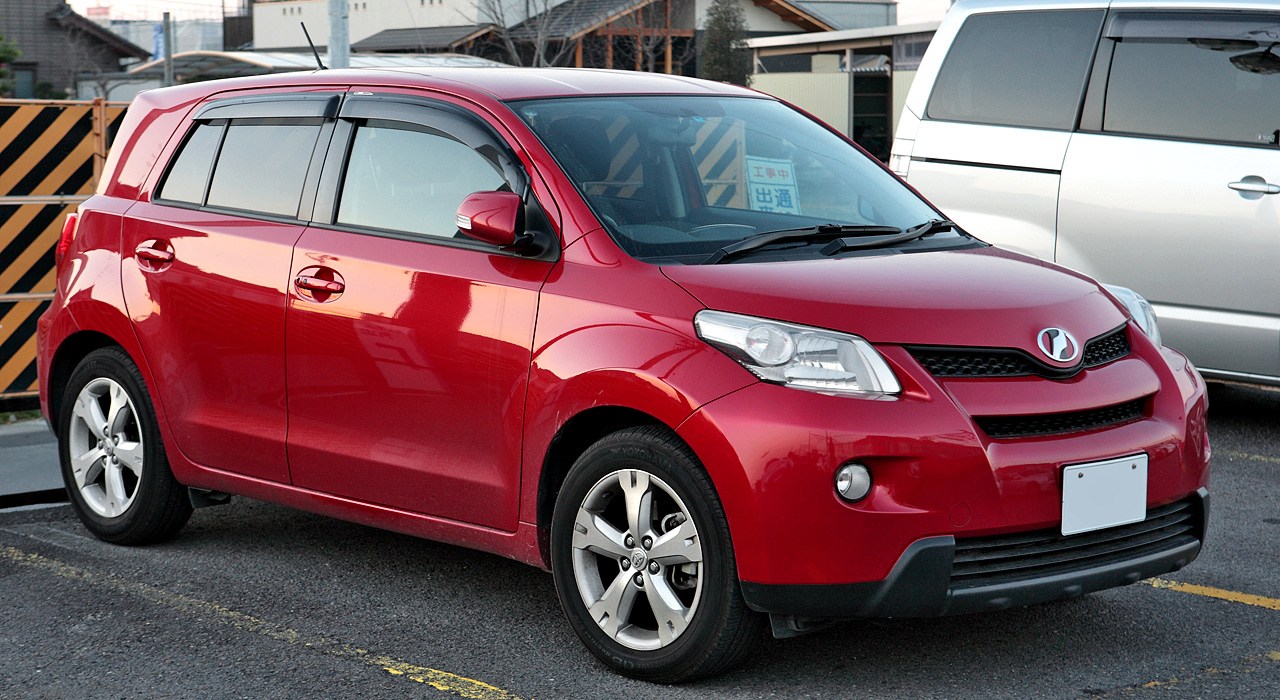
Toyota Ist
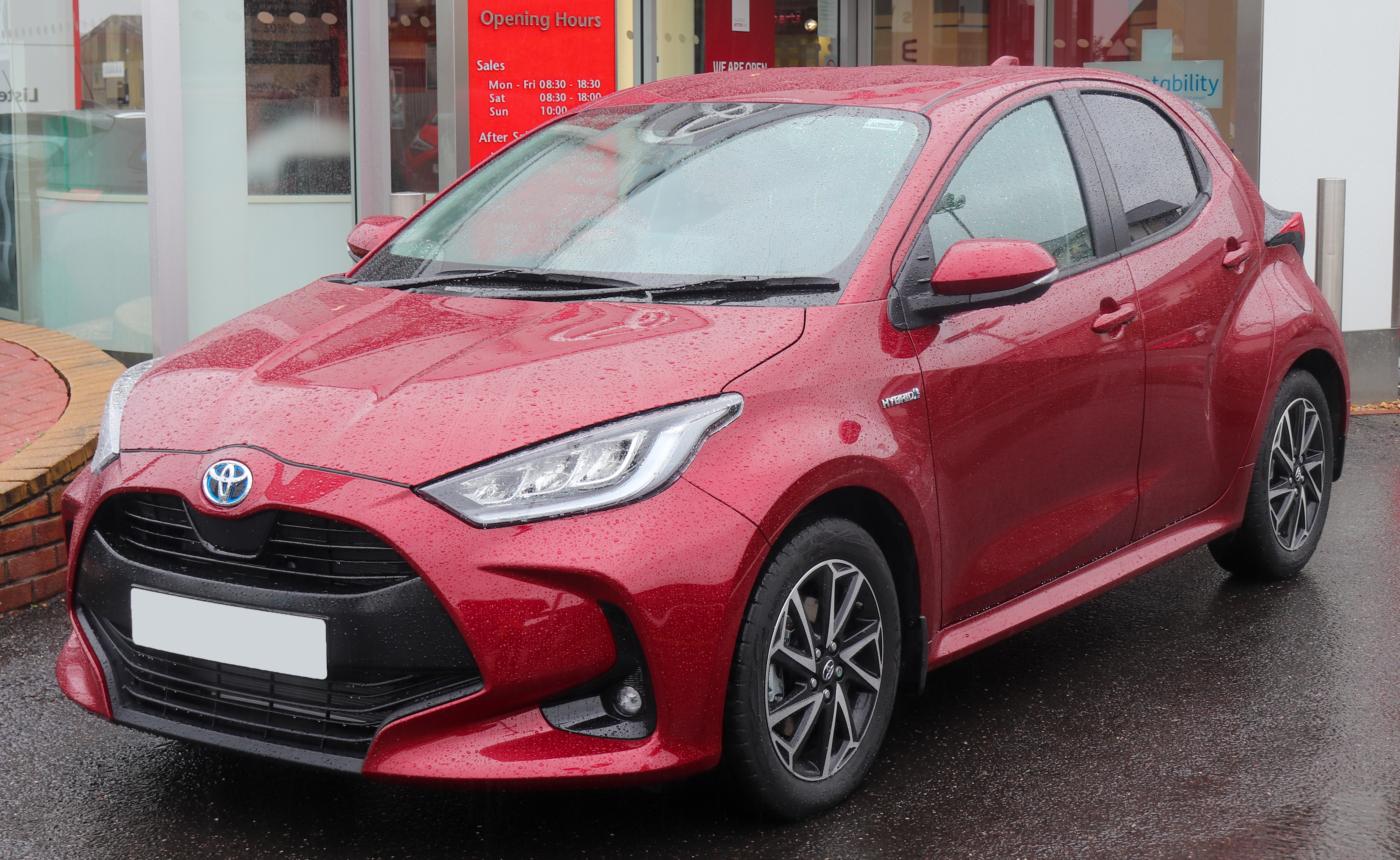
Toyota Yaris
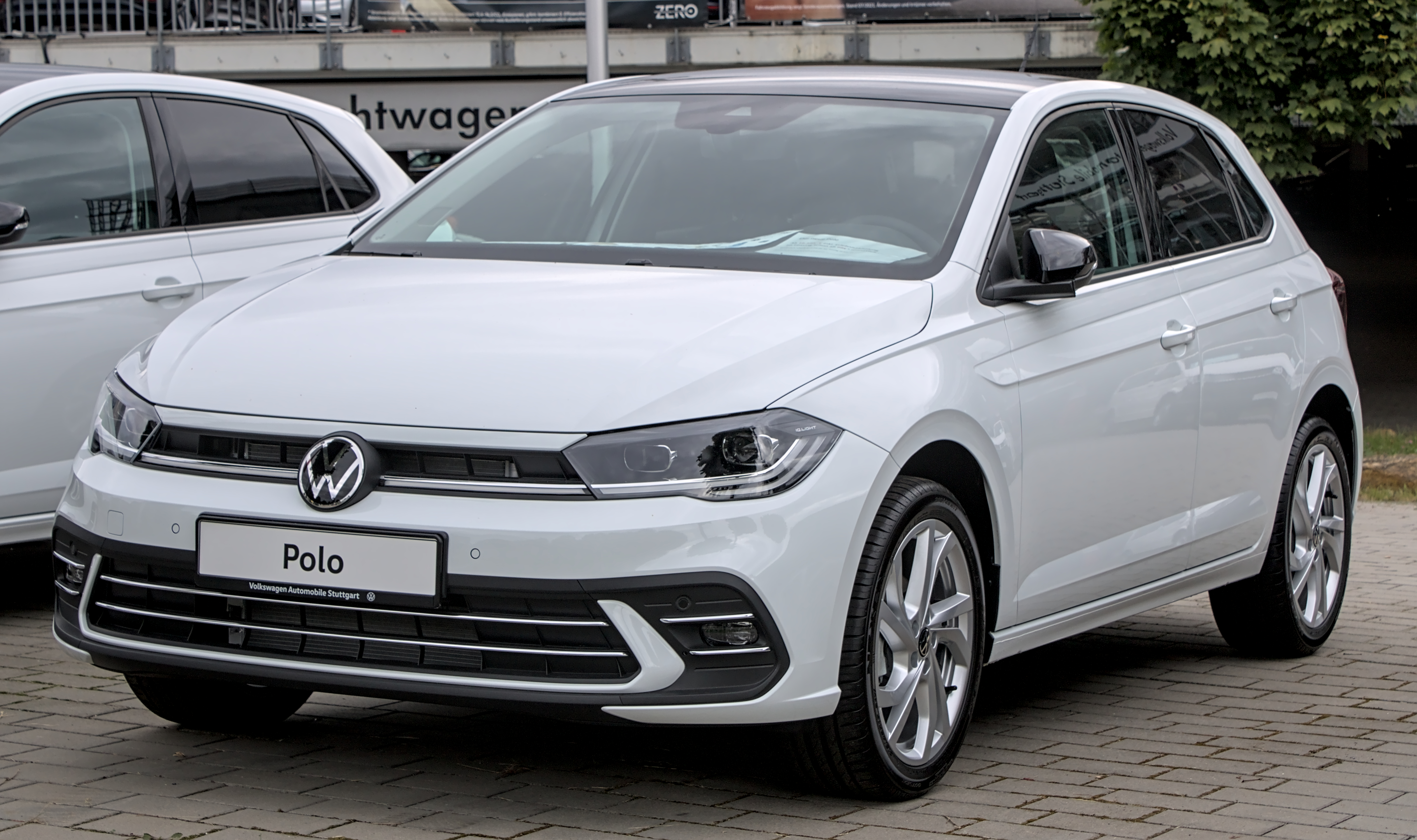
Volkswagen Polo
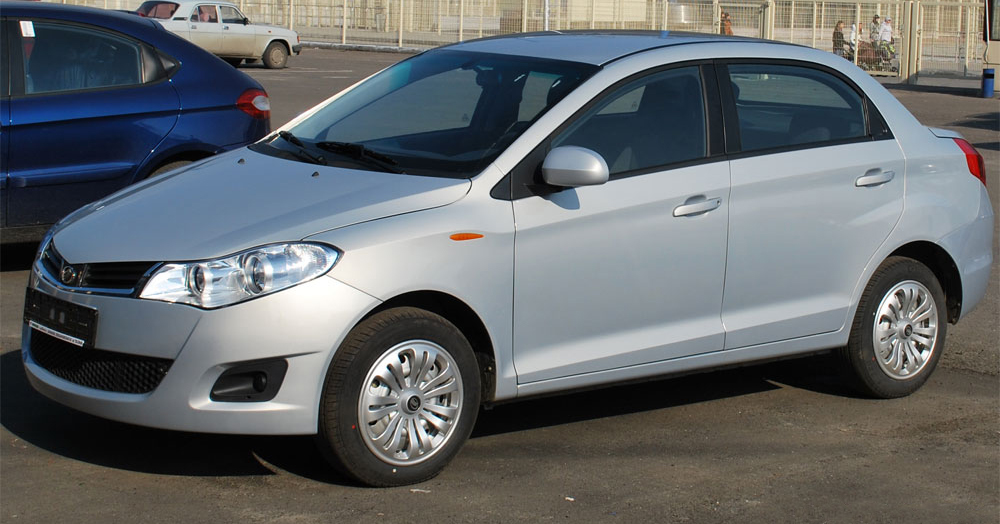
ЗАЗ Forza
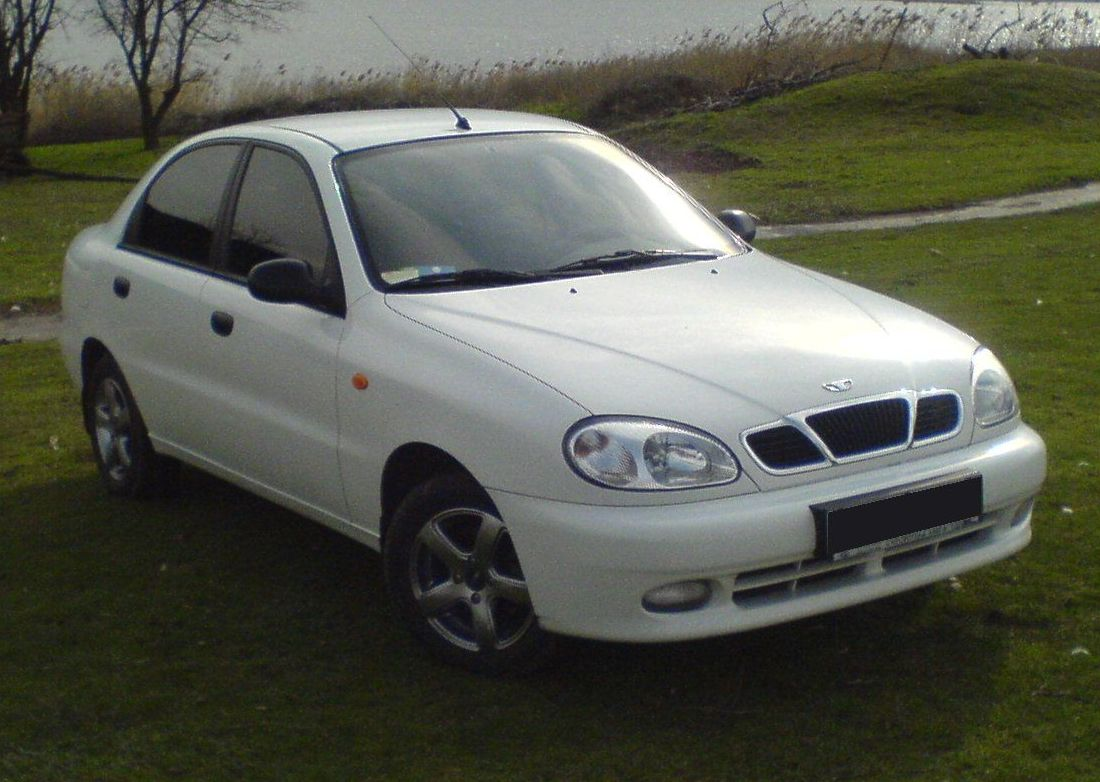
ЗАЗ Sens
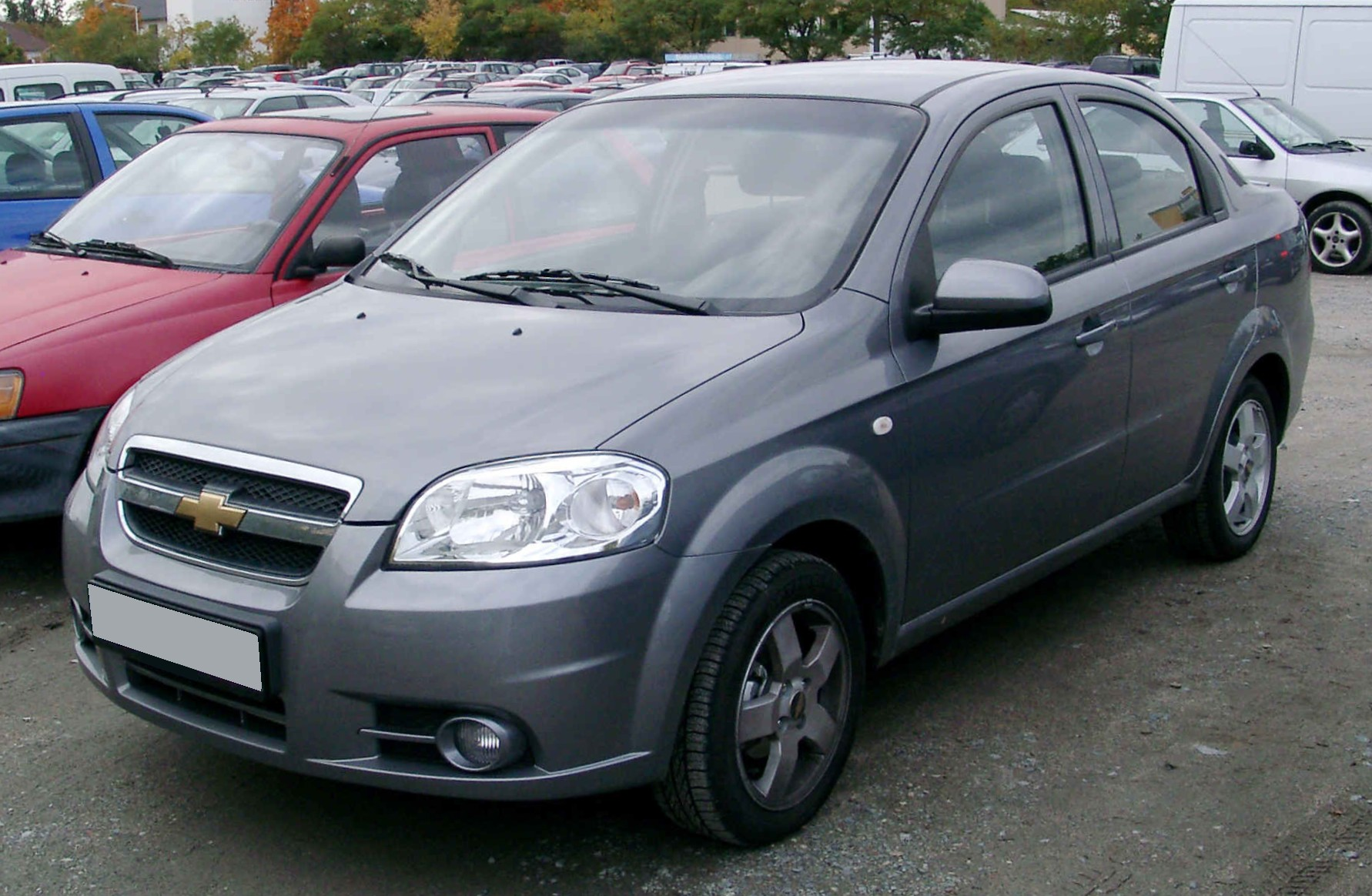
ЗАЗ Vida

## Попередні моделі

### 1970-1979

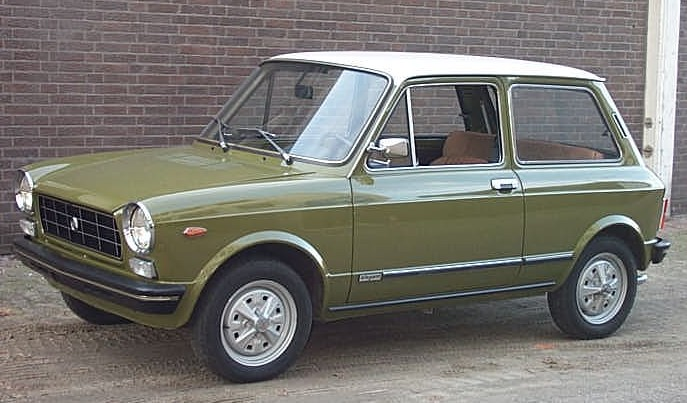
Autobianchi A112
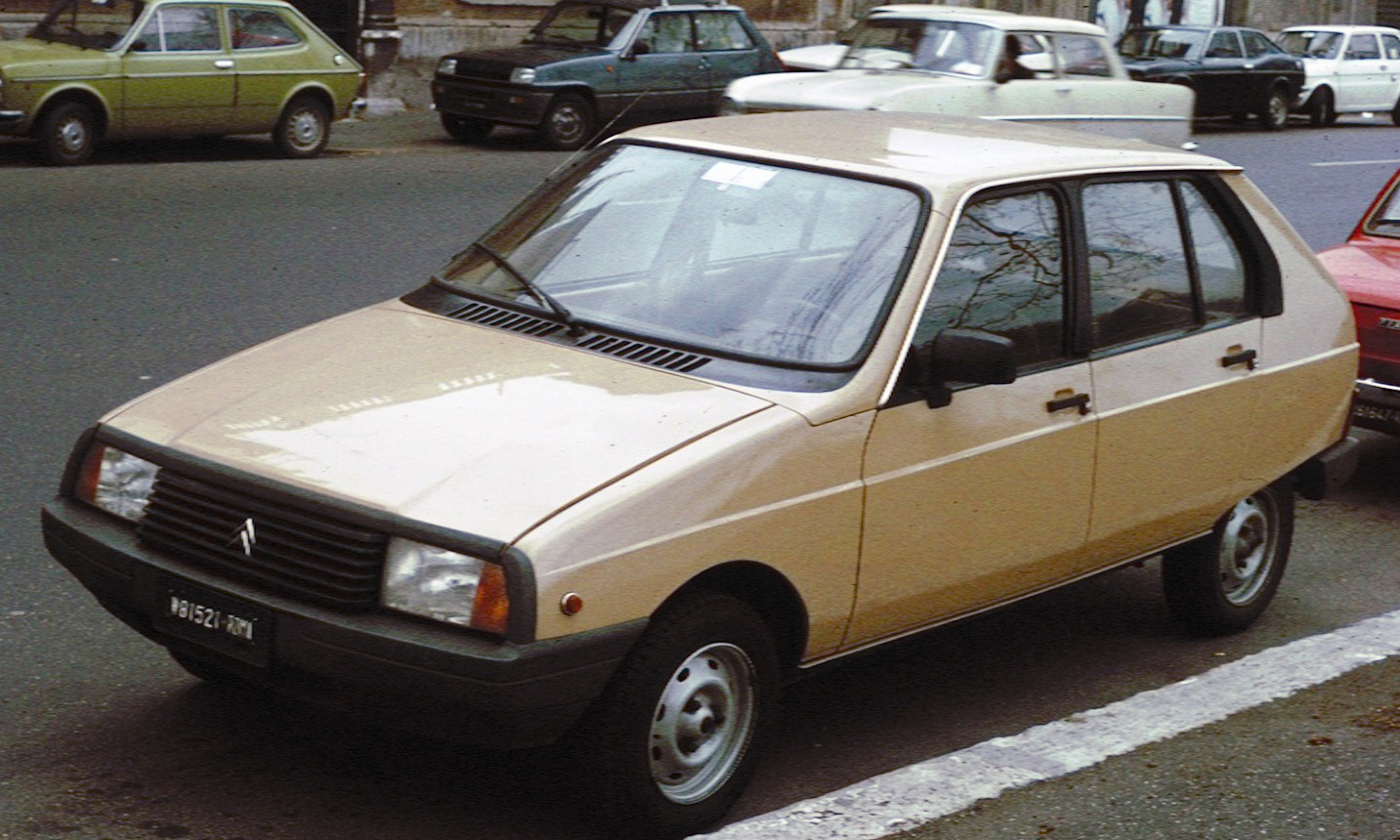
Citroen Visa
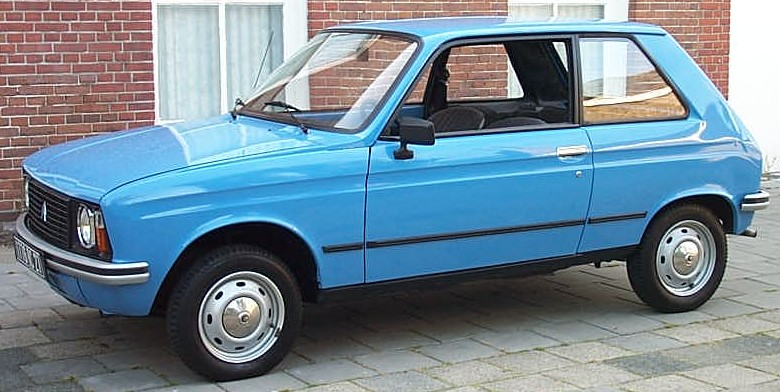
Citroen LN
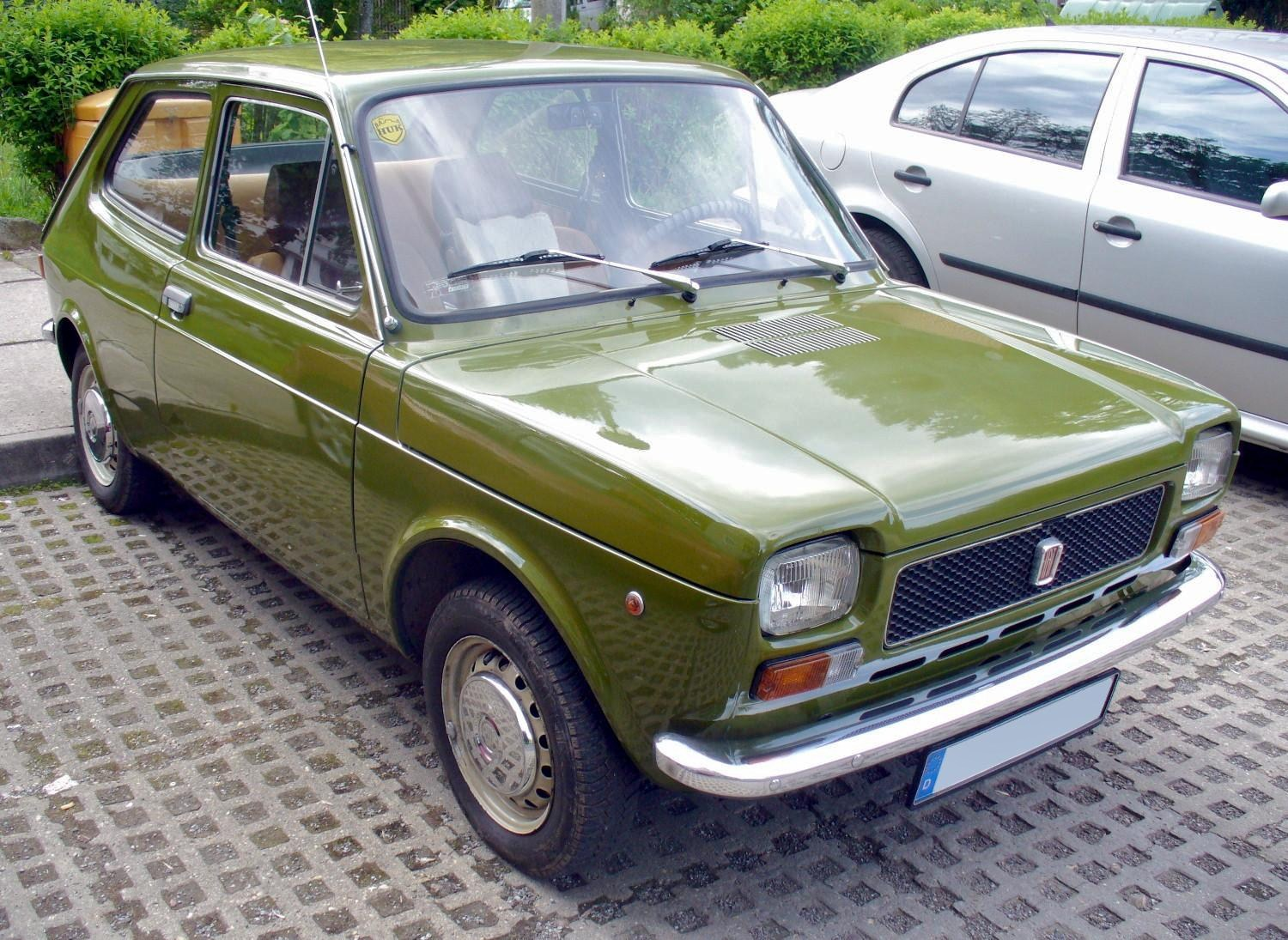
Fiat 127
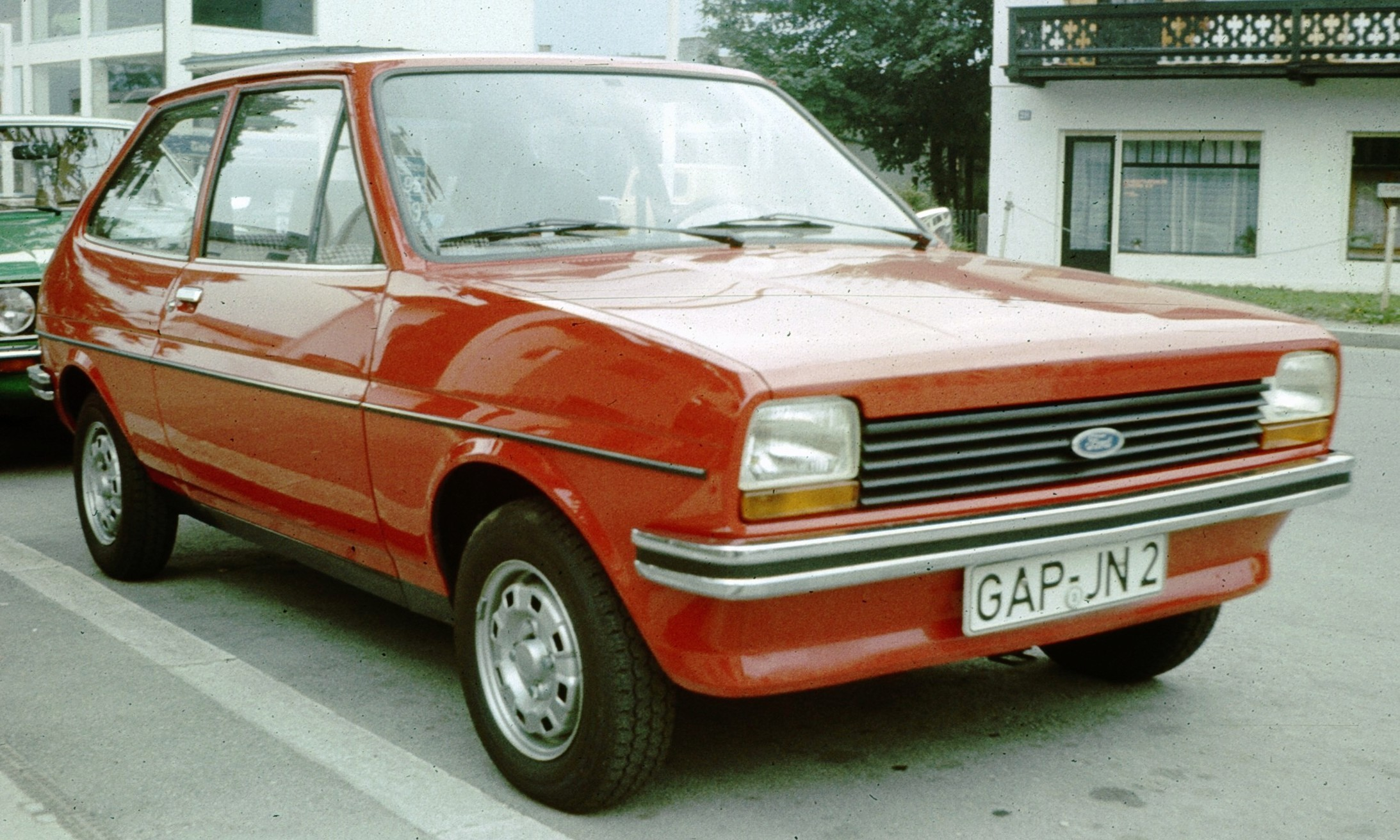
Ford Fiesta
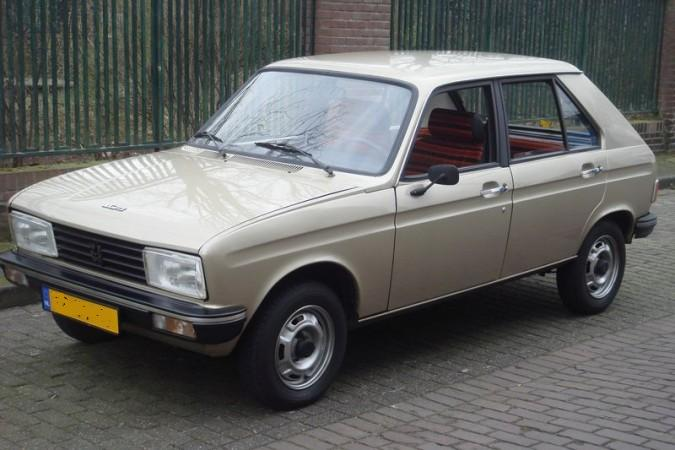
Peugeot 104
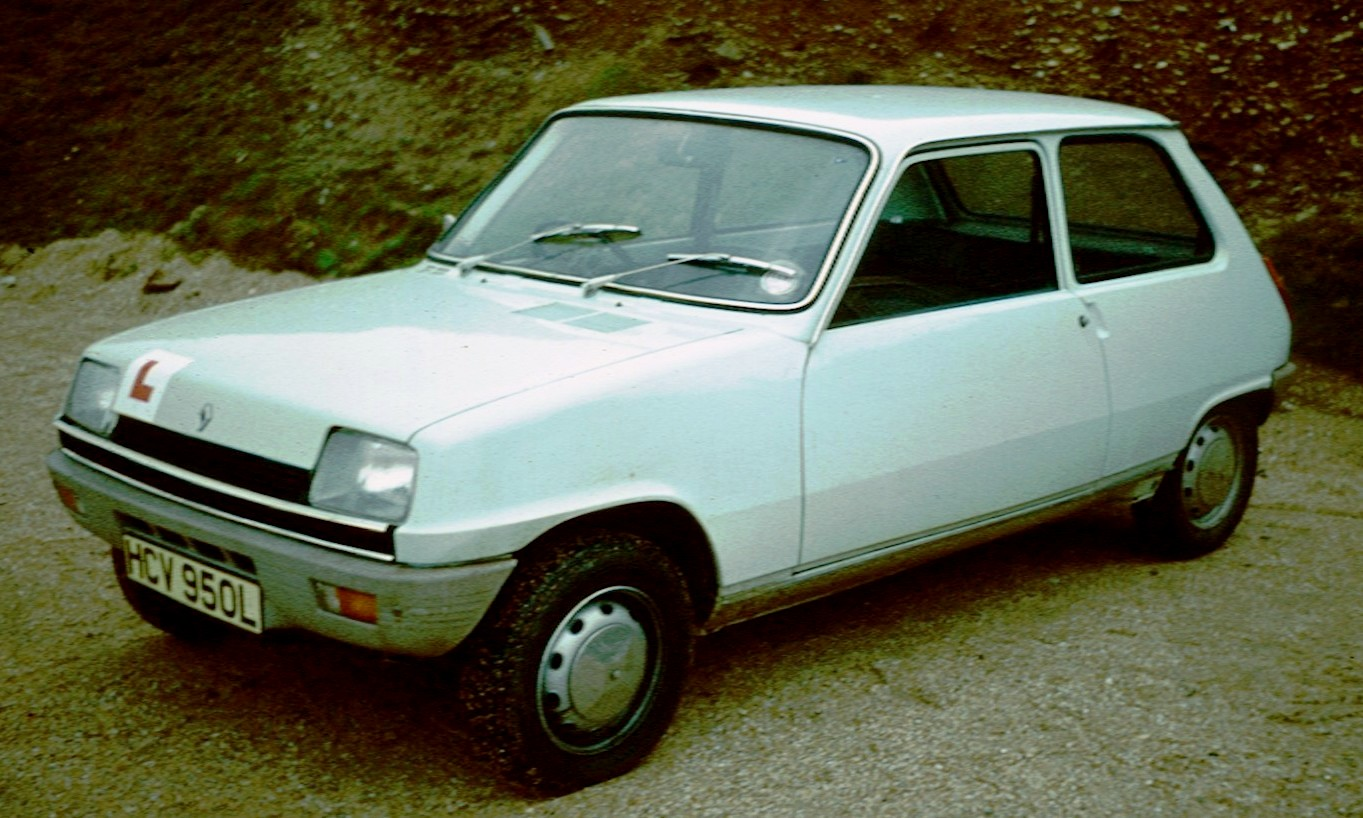
Renault 5
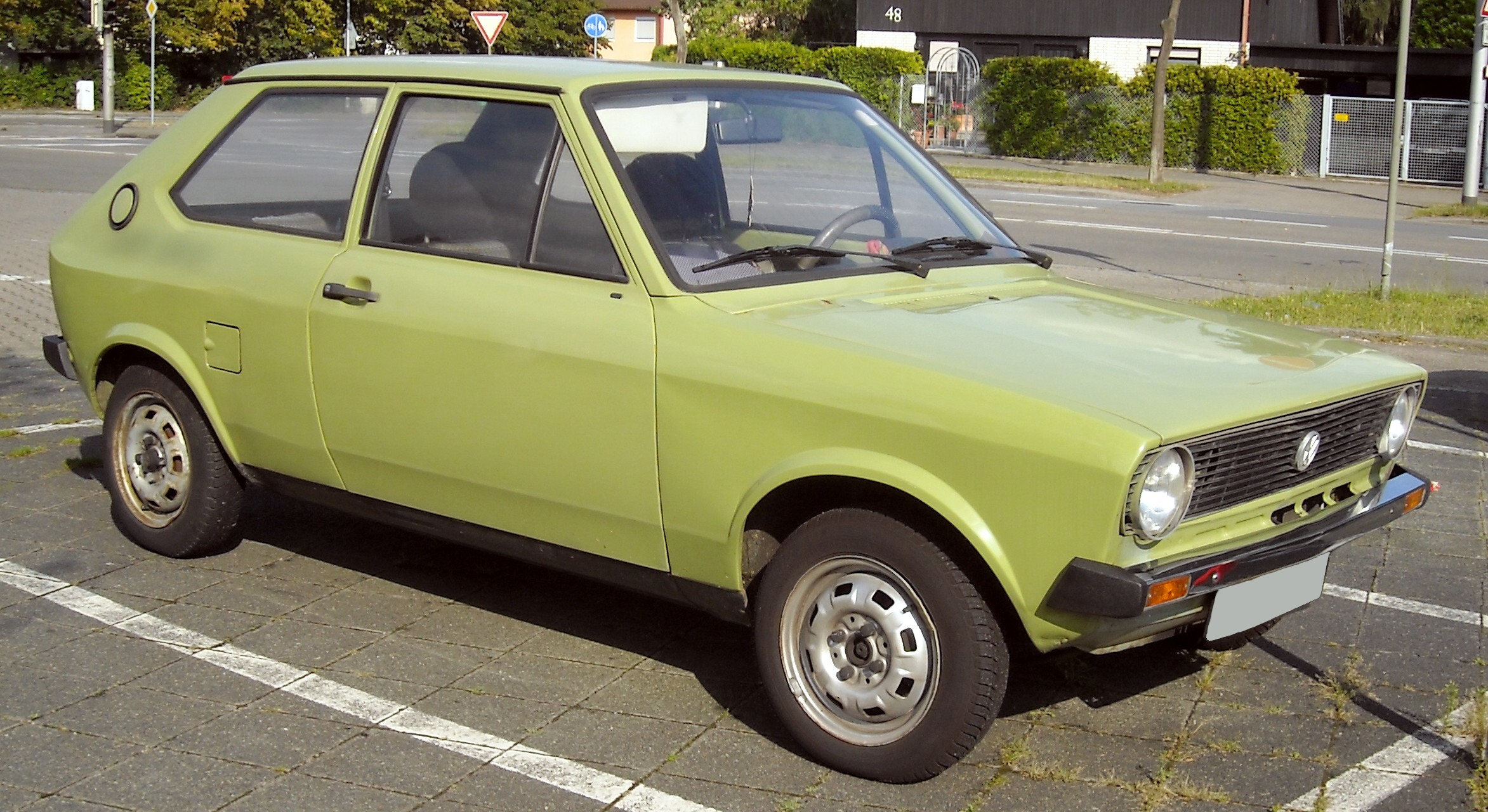
VW Polo I

### 1980-1989

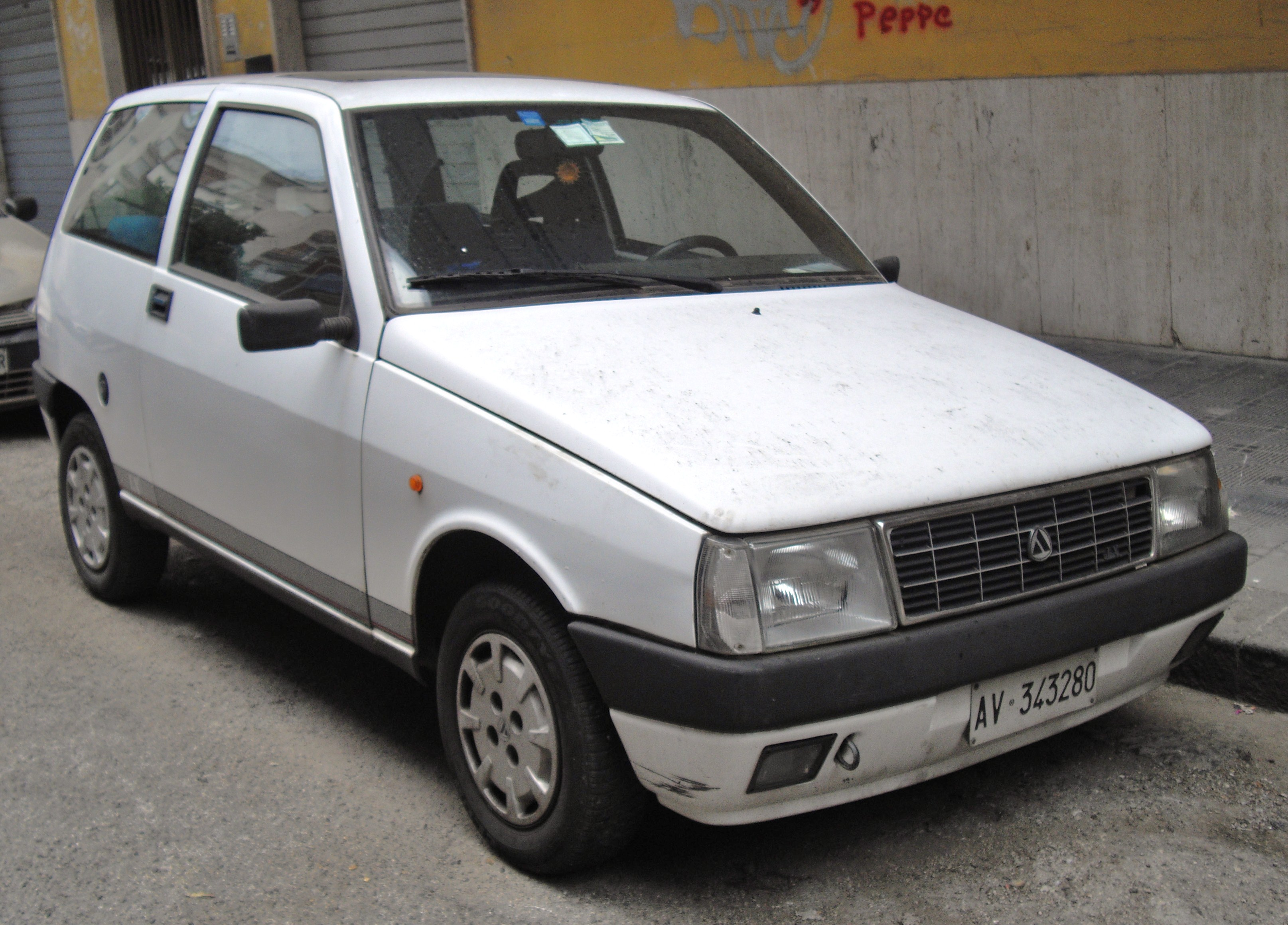
Autobianchi Y10, в деяких країнах: Lancia Y10
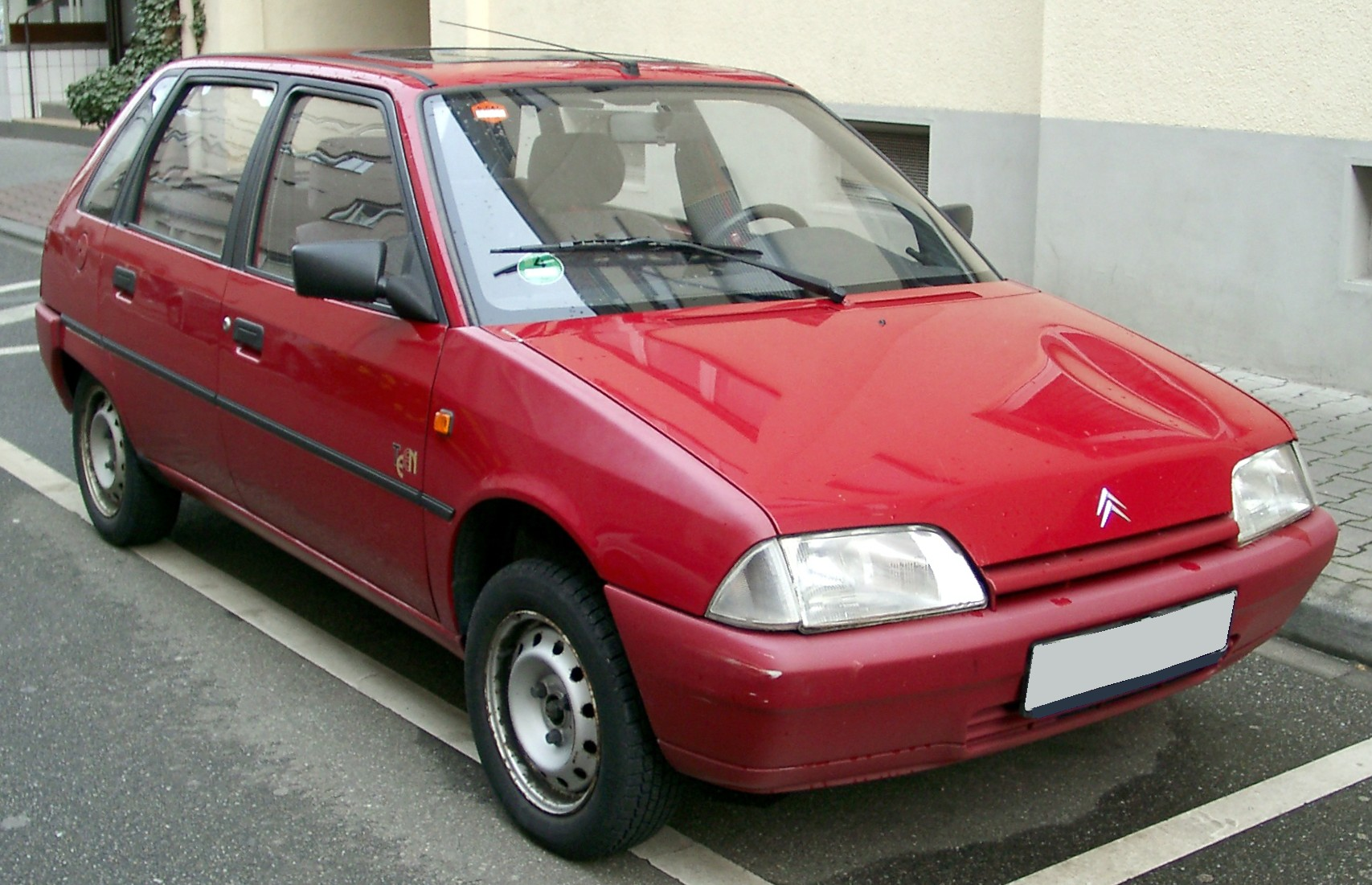
Citroen AX
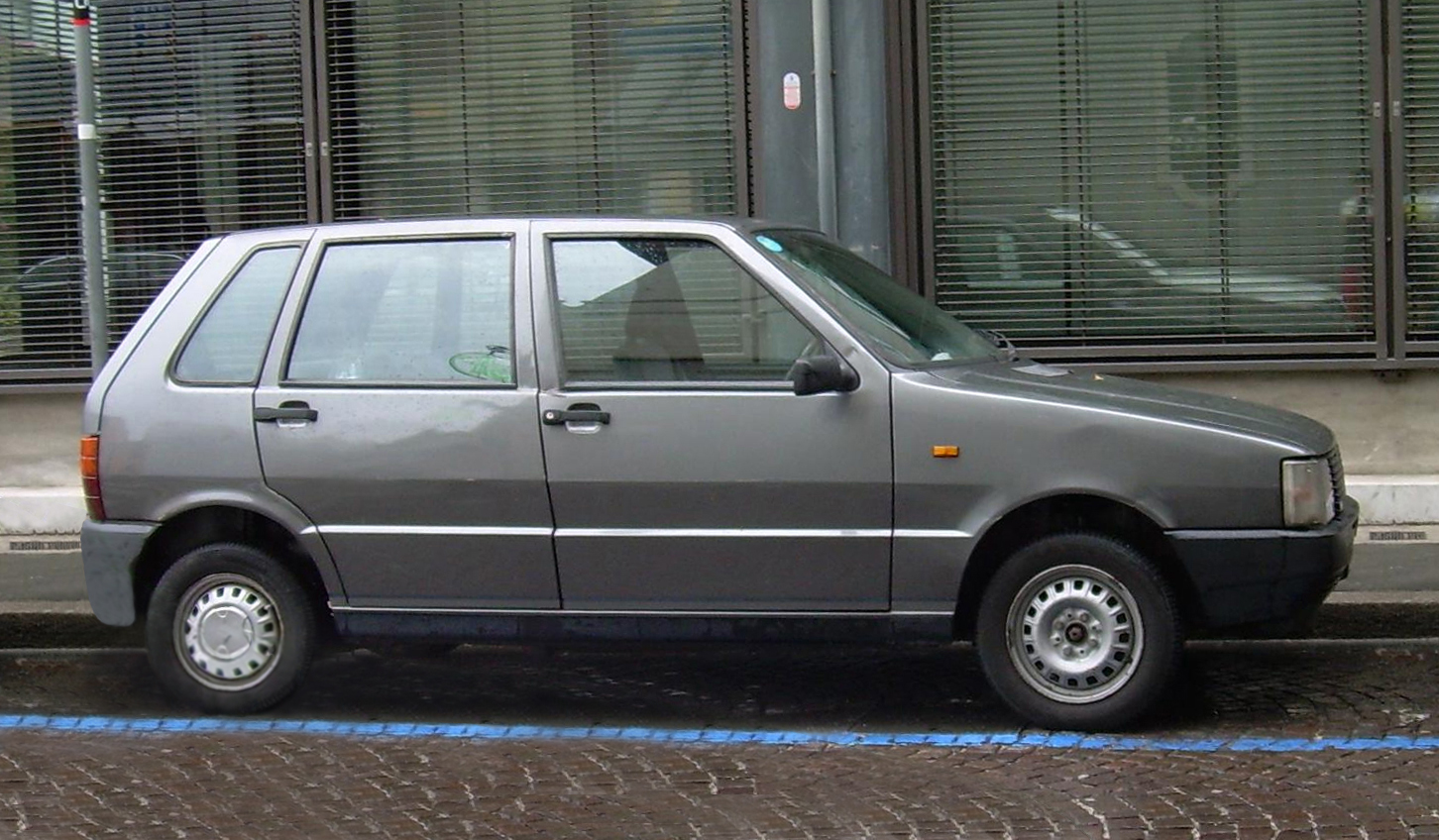
Fiat Uno
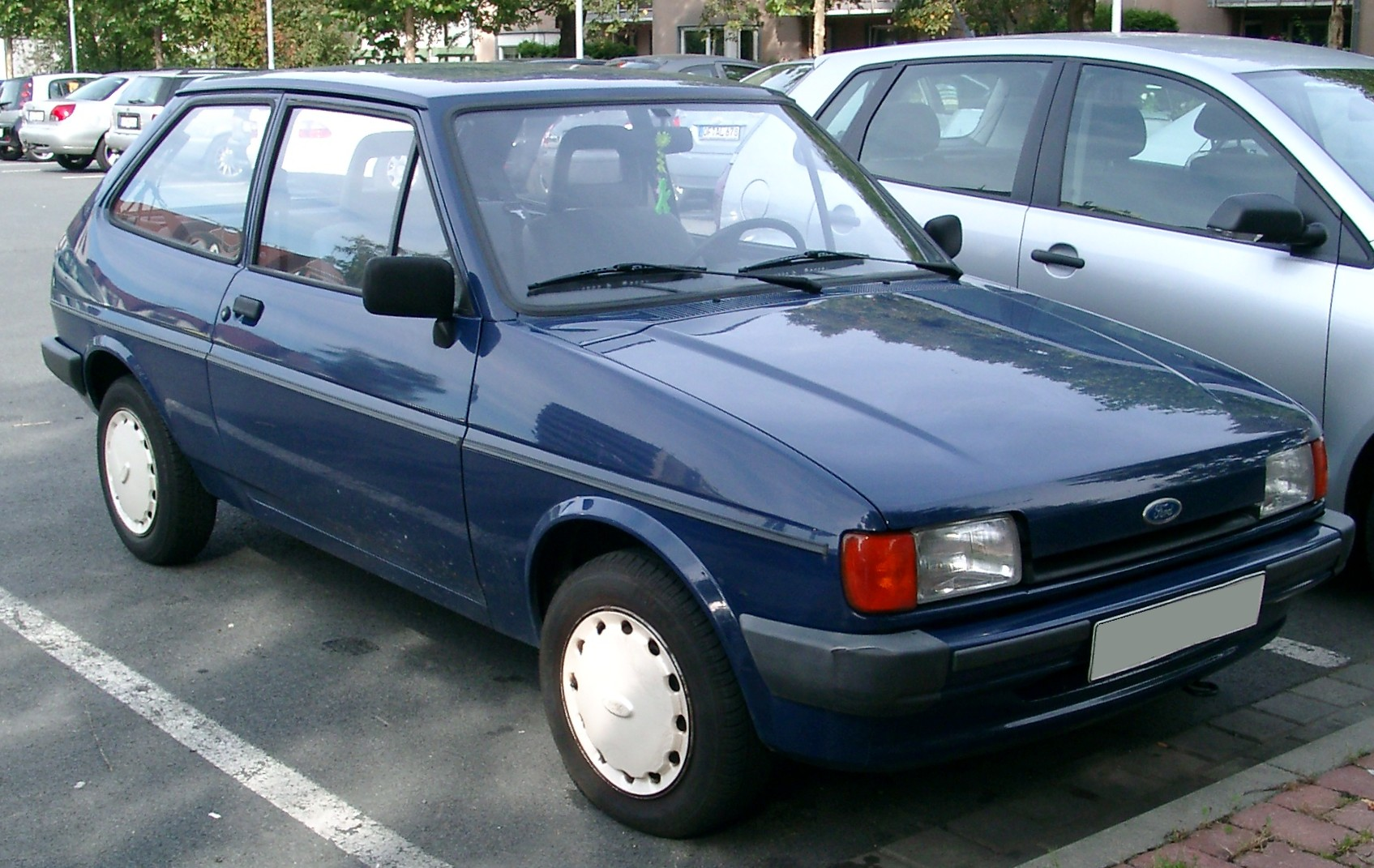
Ford Fiesta
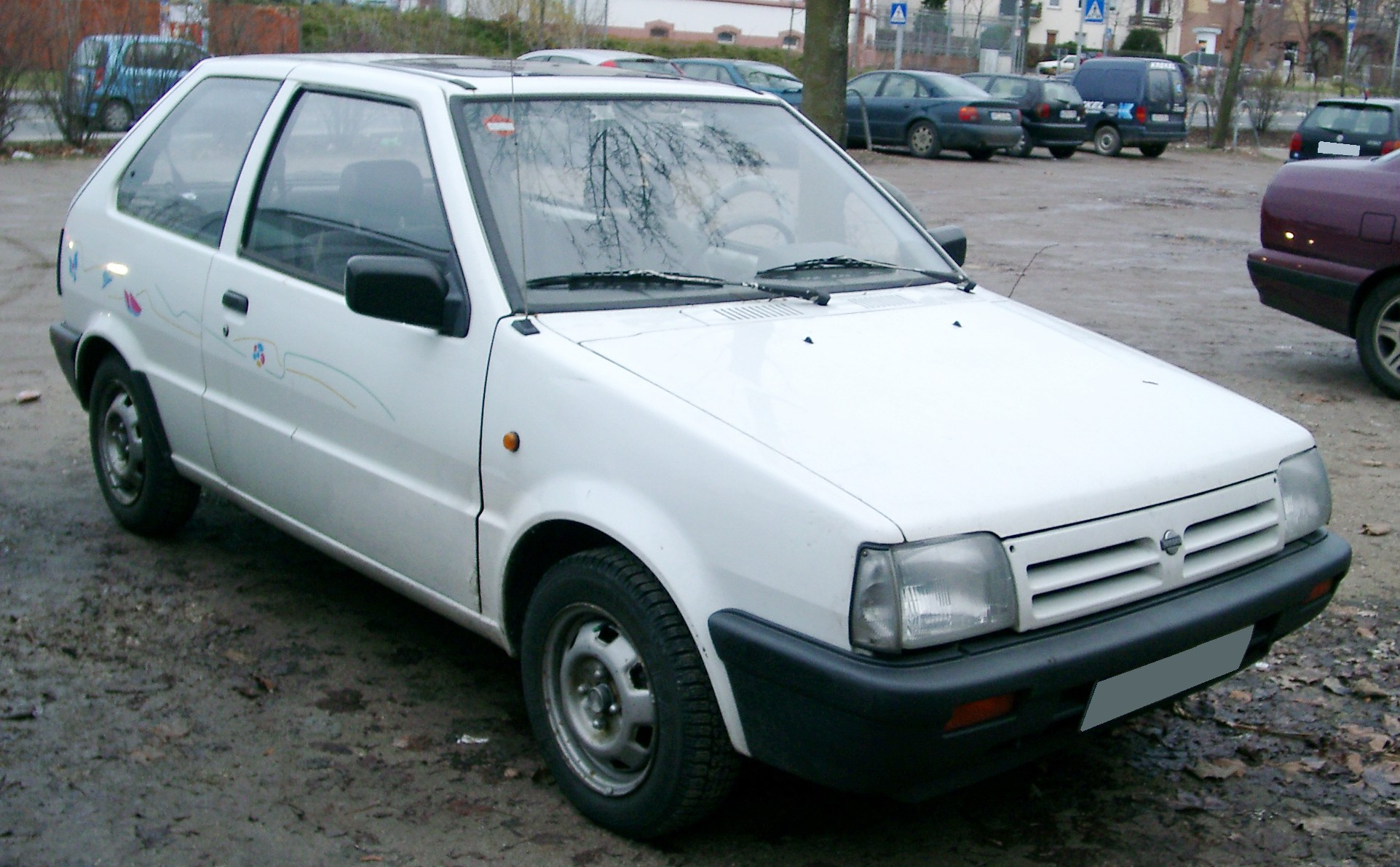
Nissan Micra
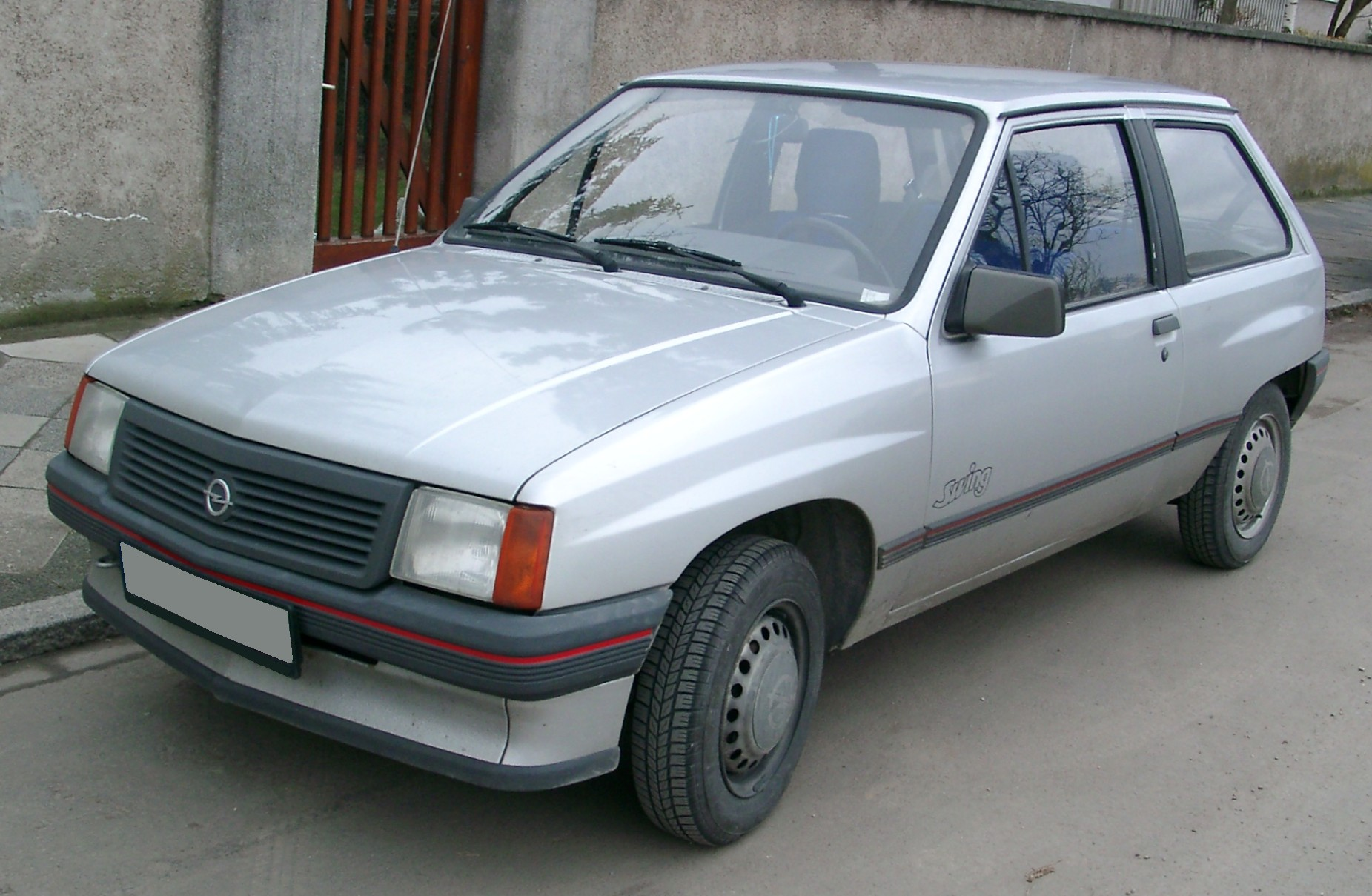
Opel Corsa A
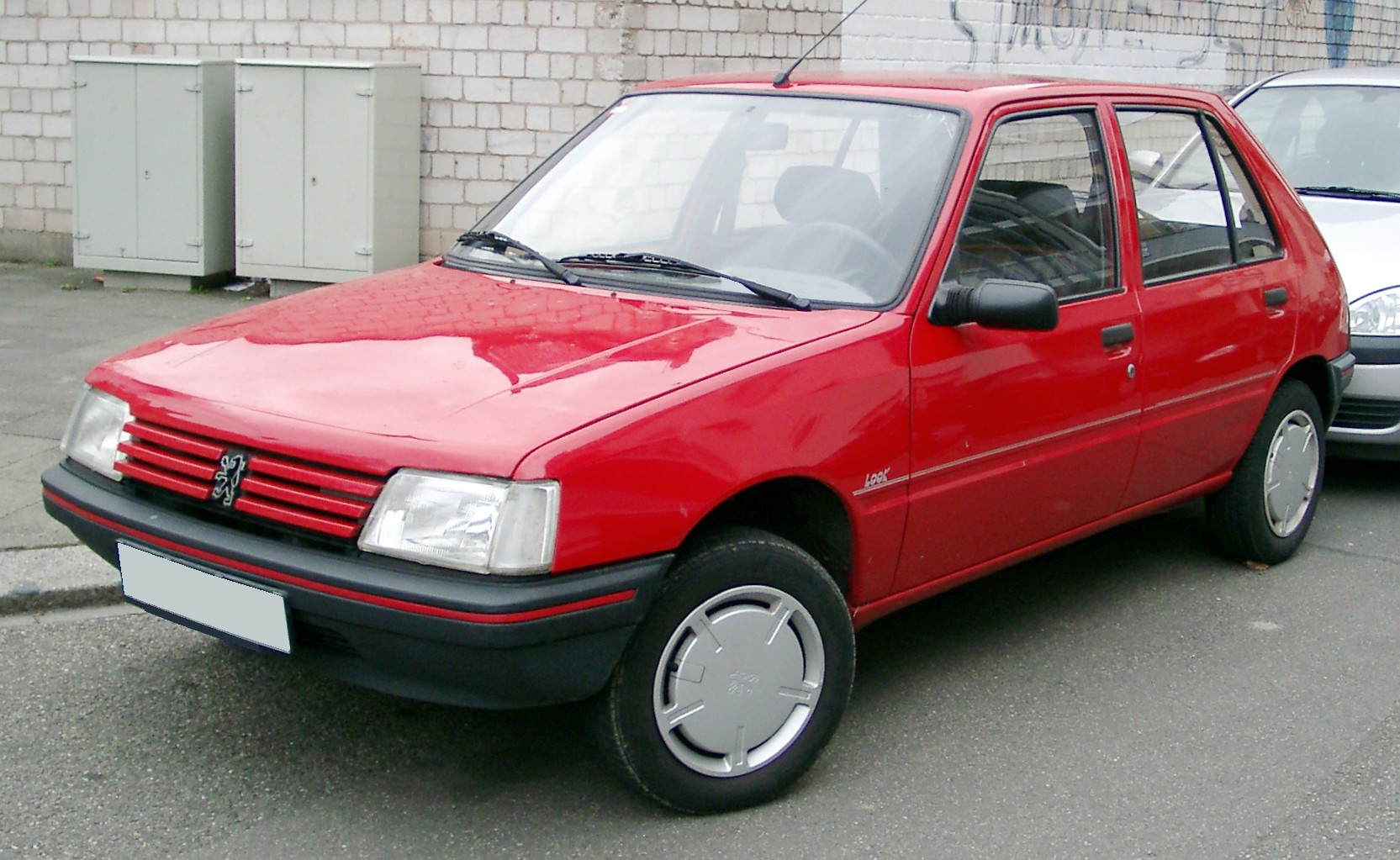
Peugeot 205
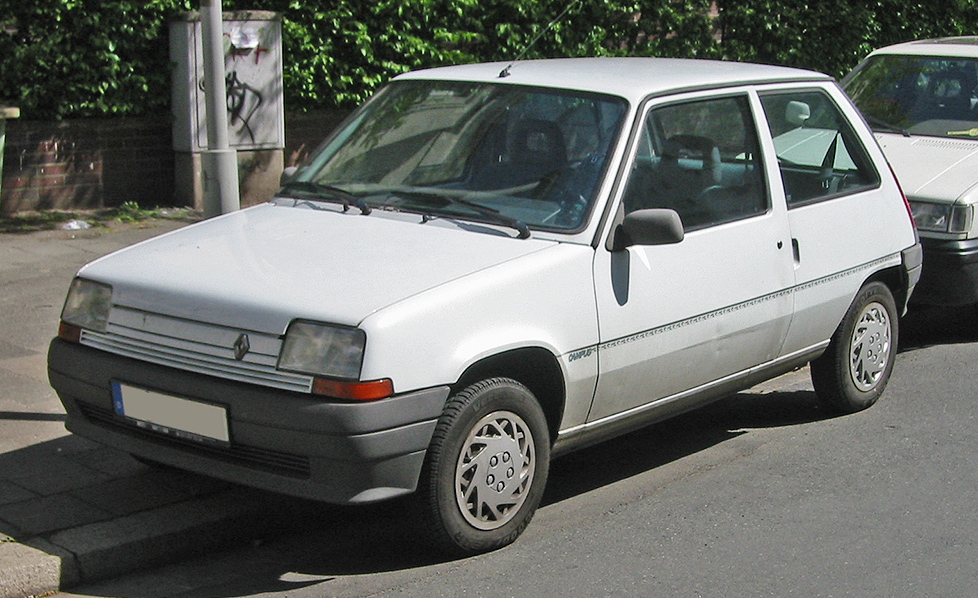
Renault 5
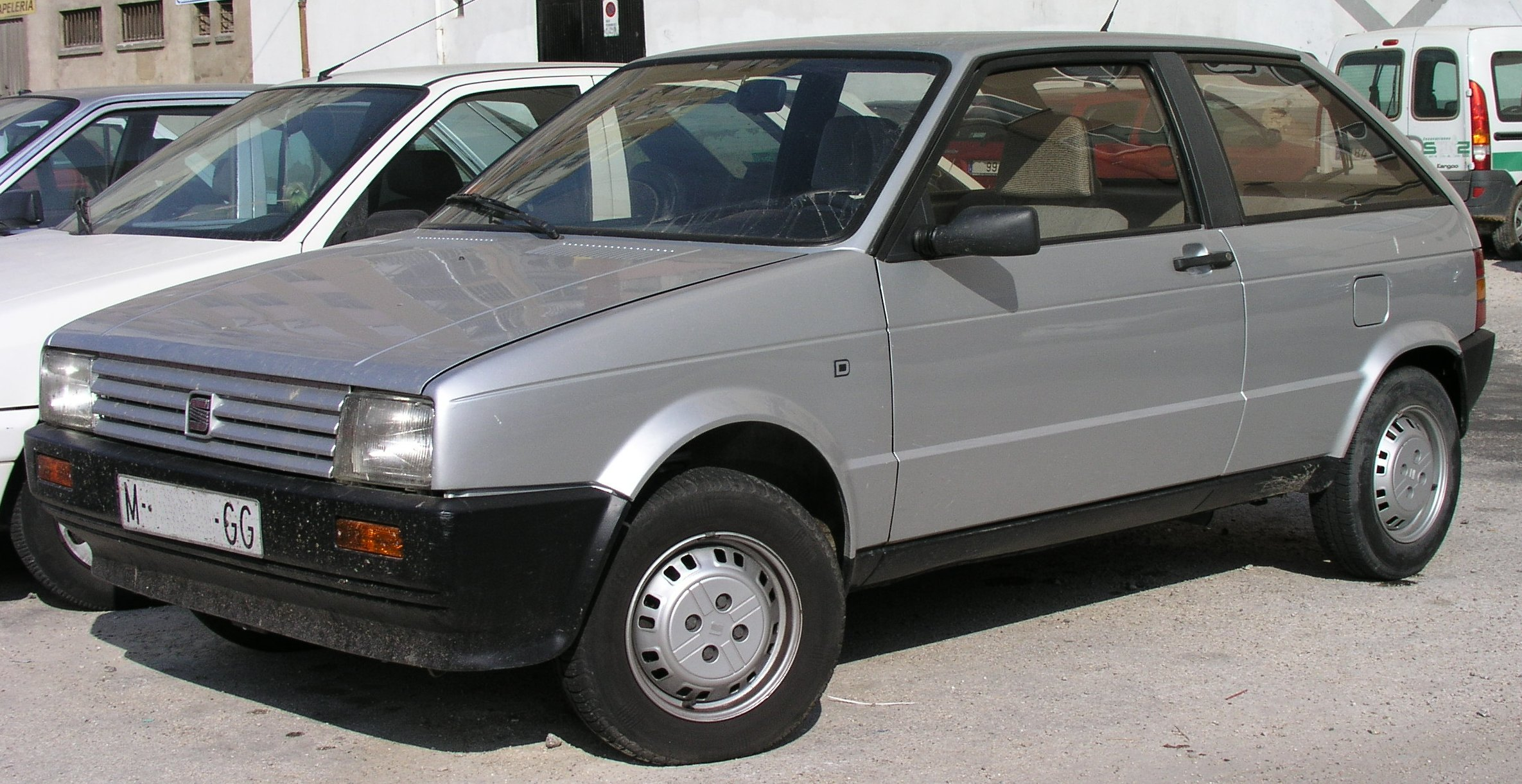
Seat Ibiza
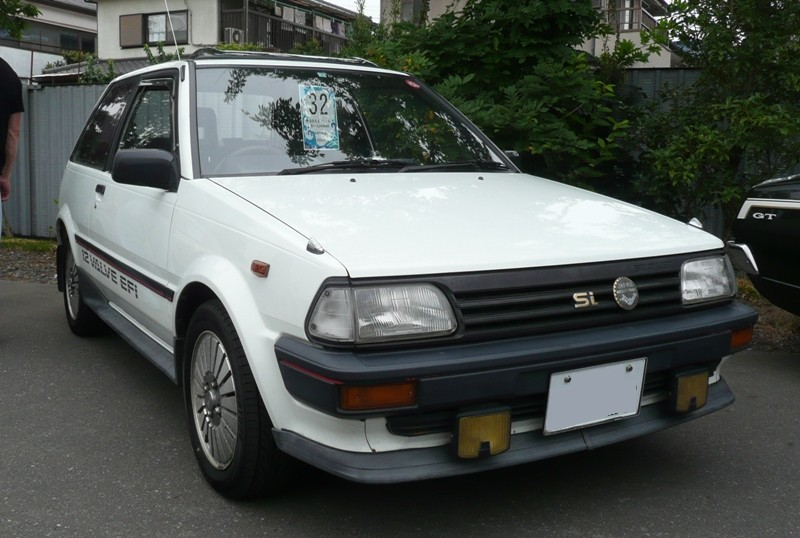
Toyota Starlet
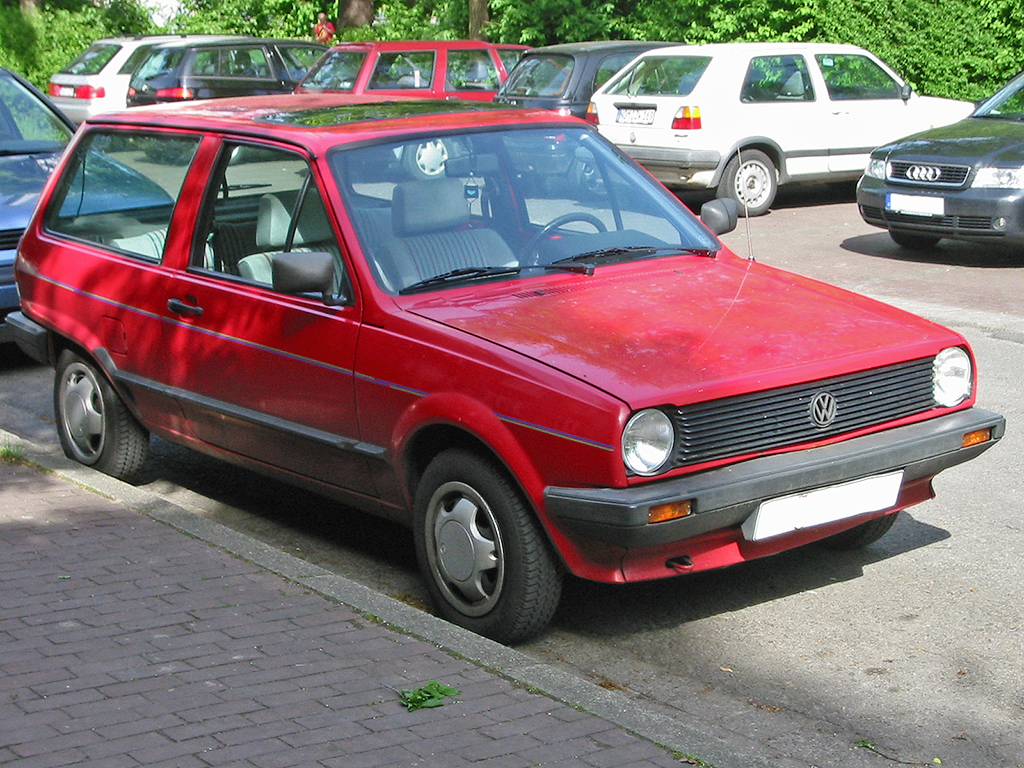
VW Polo II

### 1990-1999

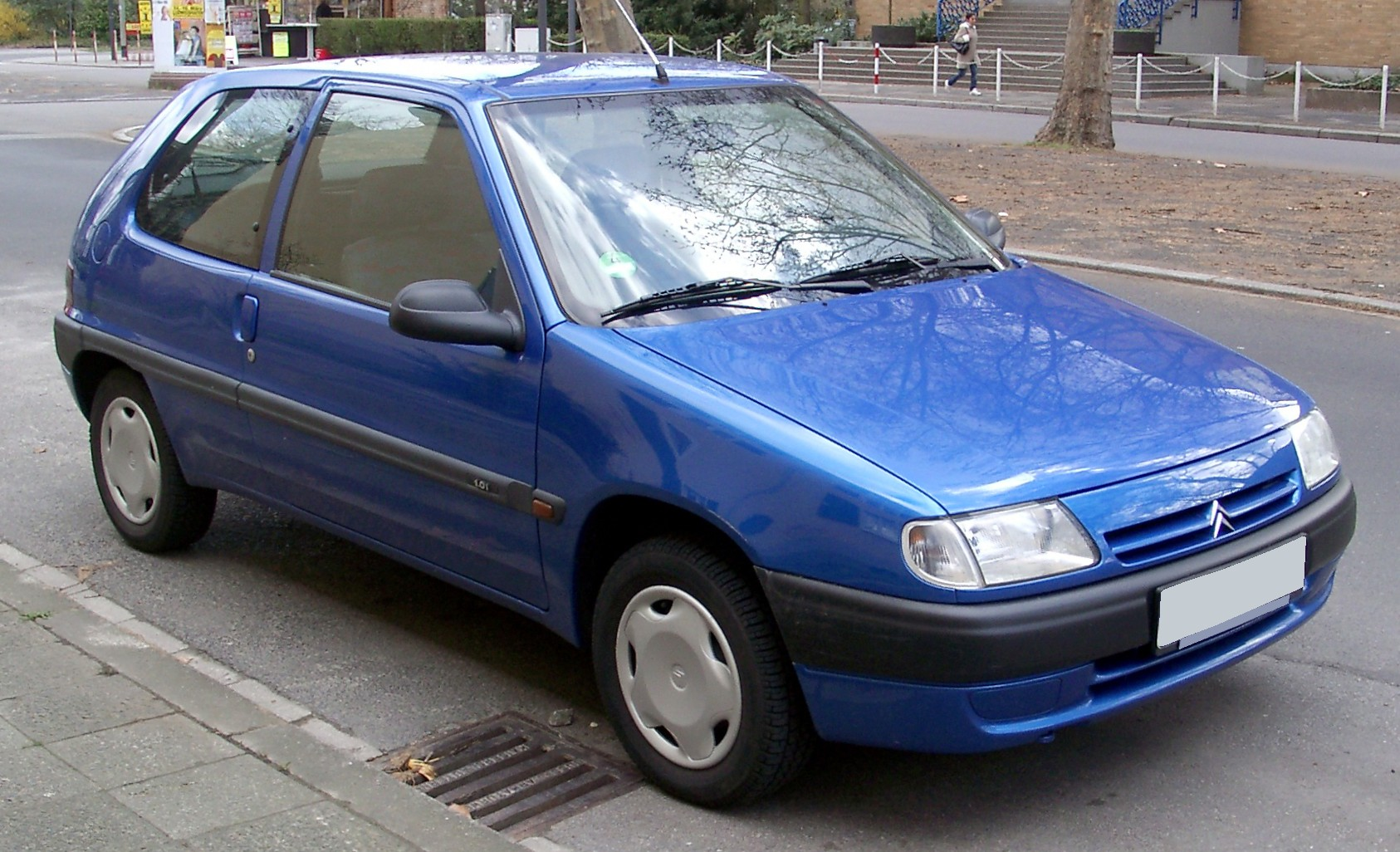
Citroen Saxo
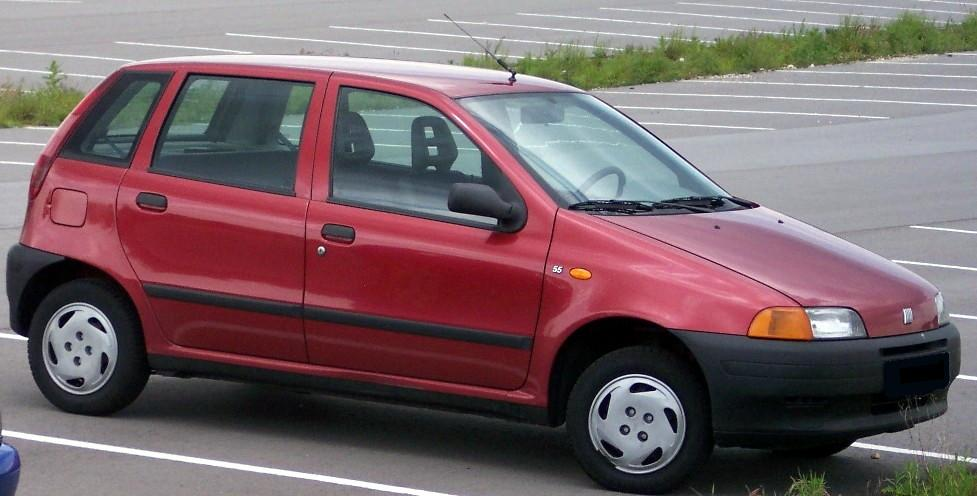
Fiat Punto
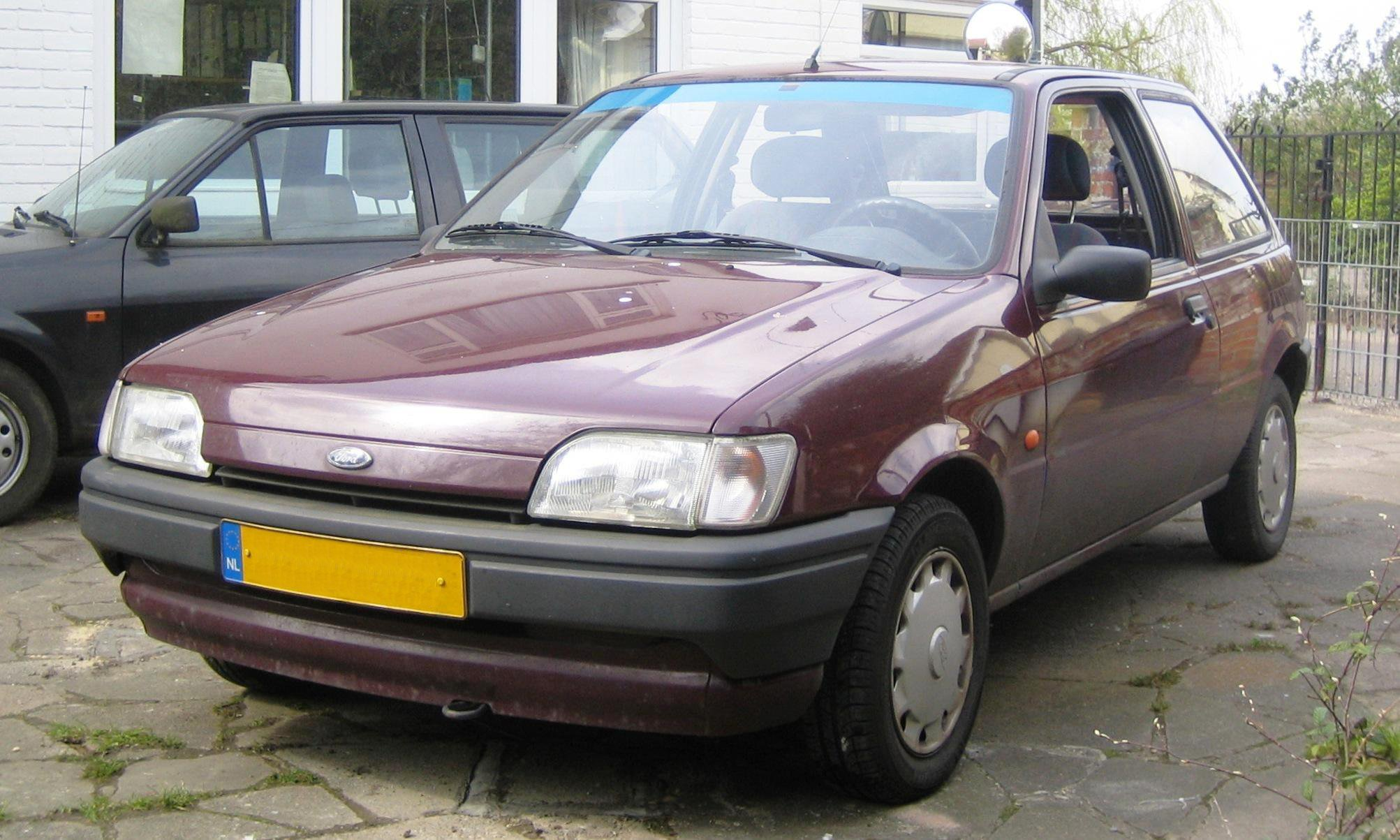
Ford Fiesta
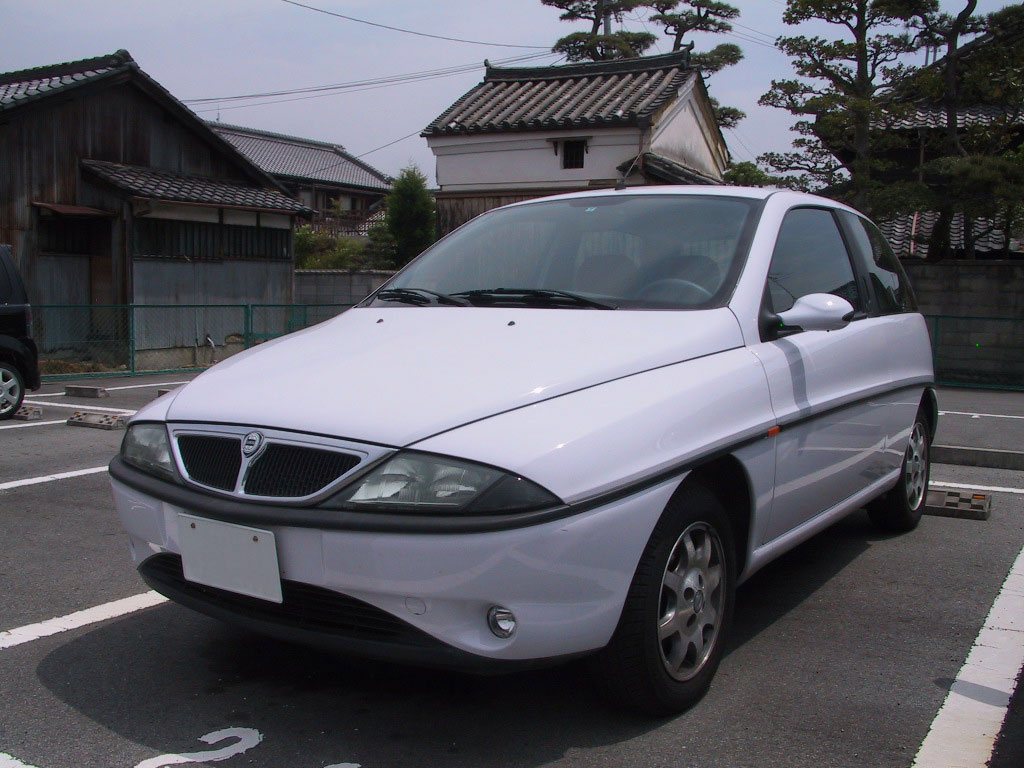
Lancia Y
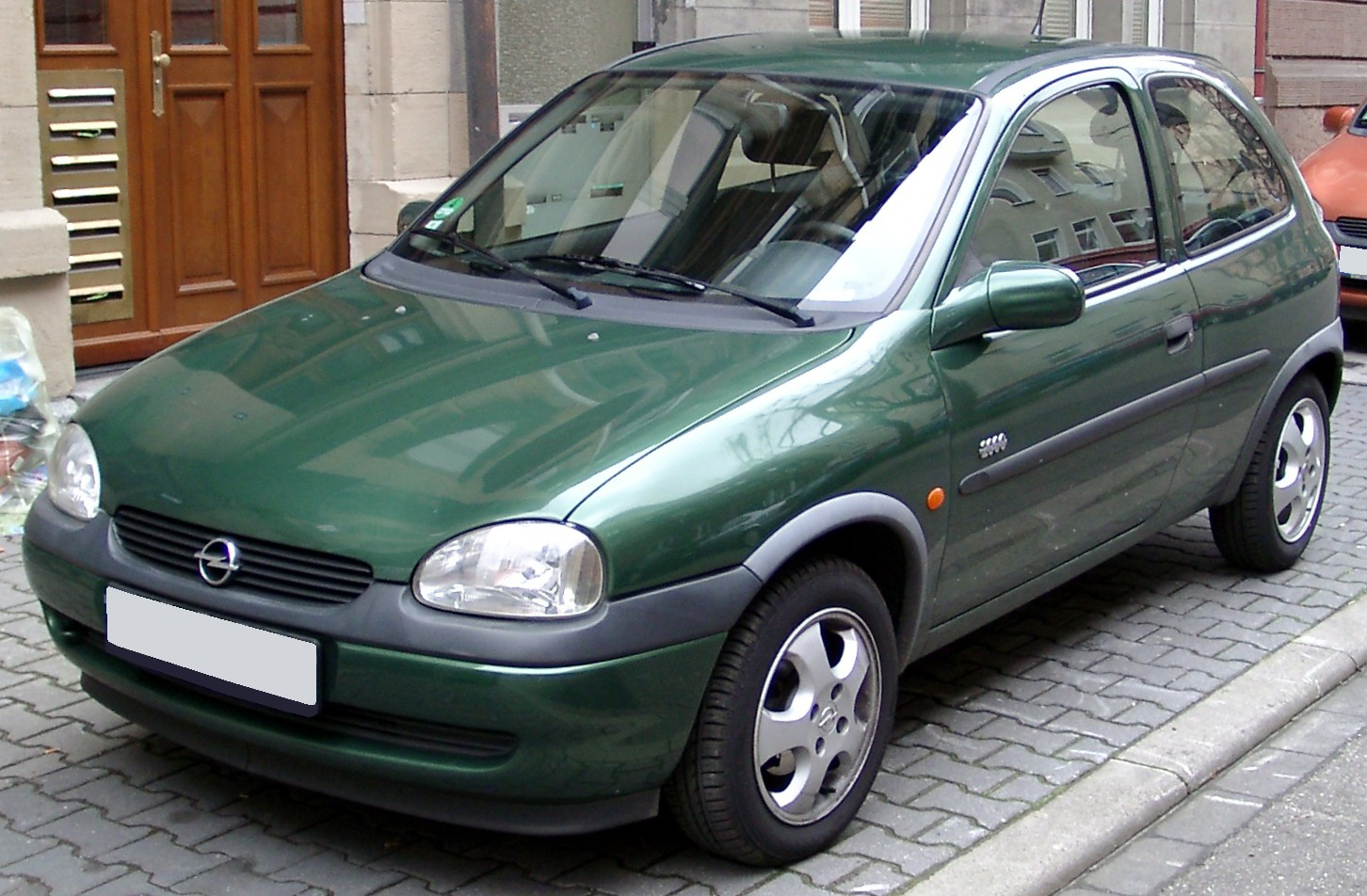
Opel Corsa B
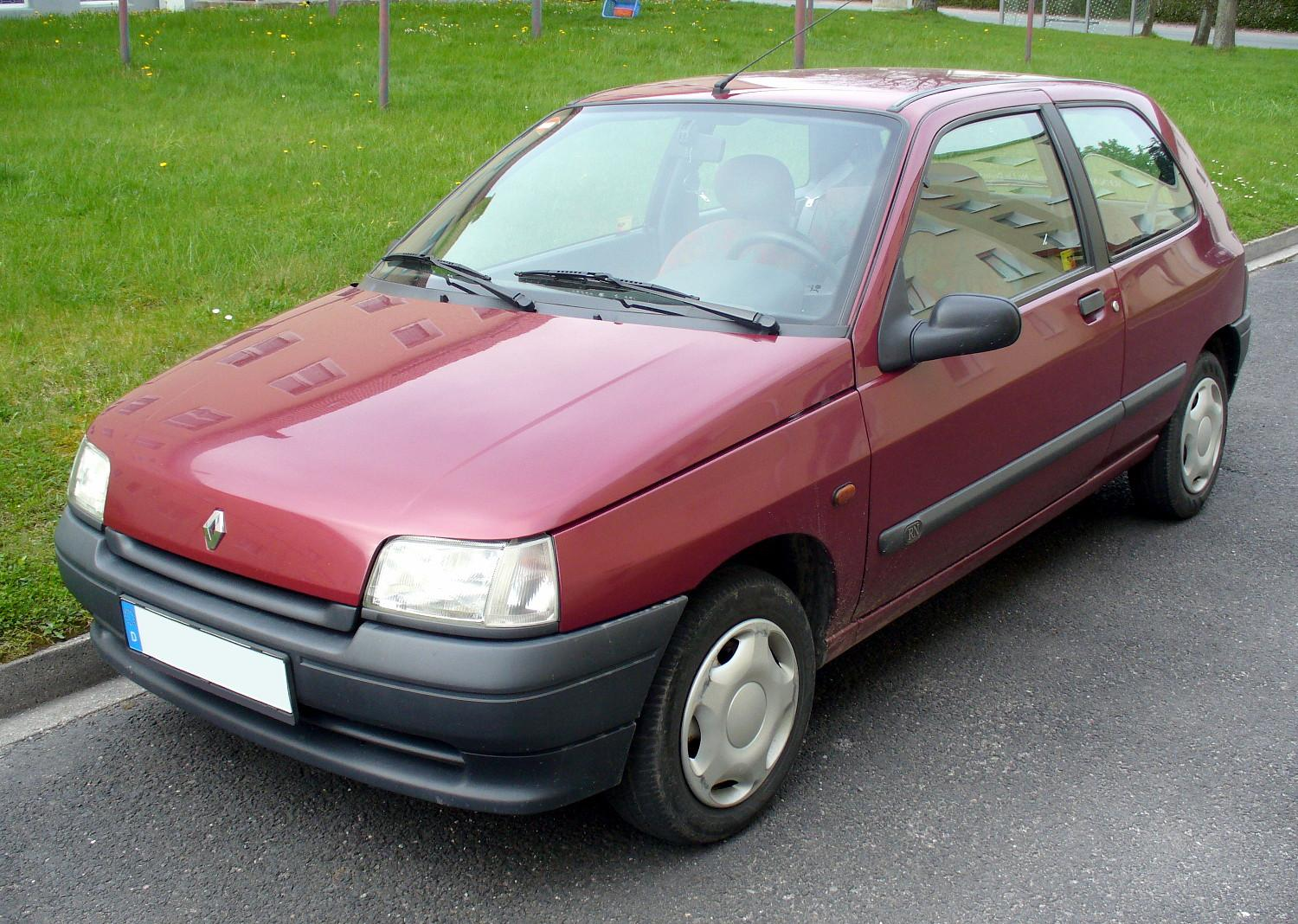
Renault Clio
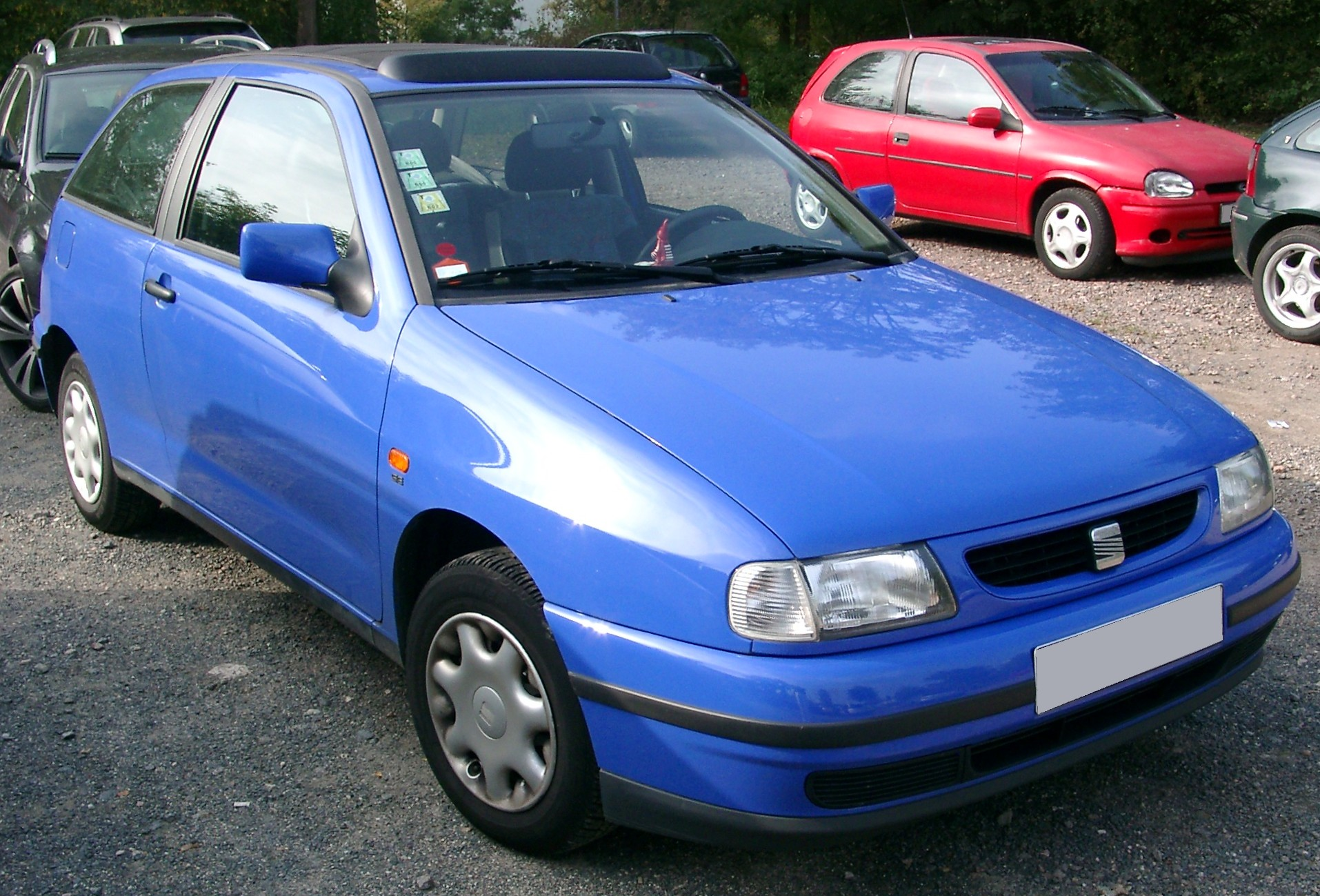
SEAT Ibiza
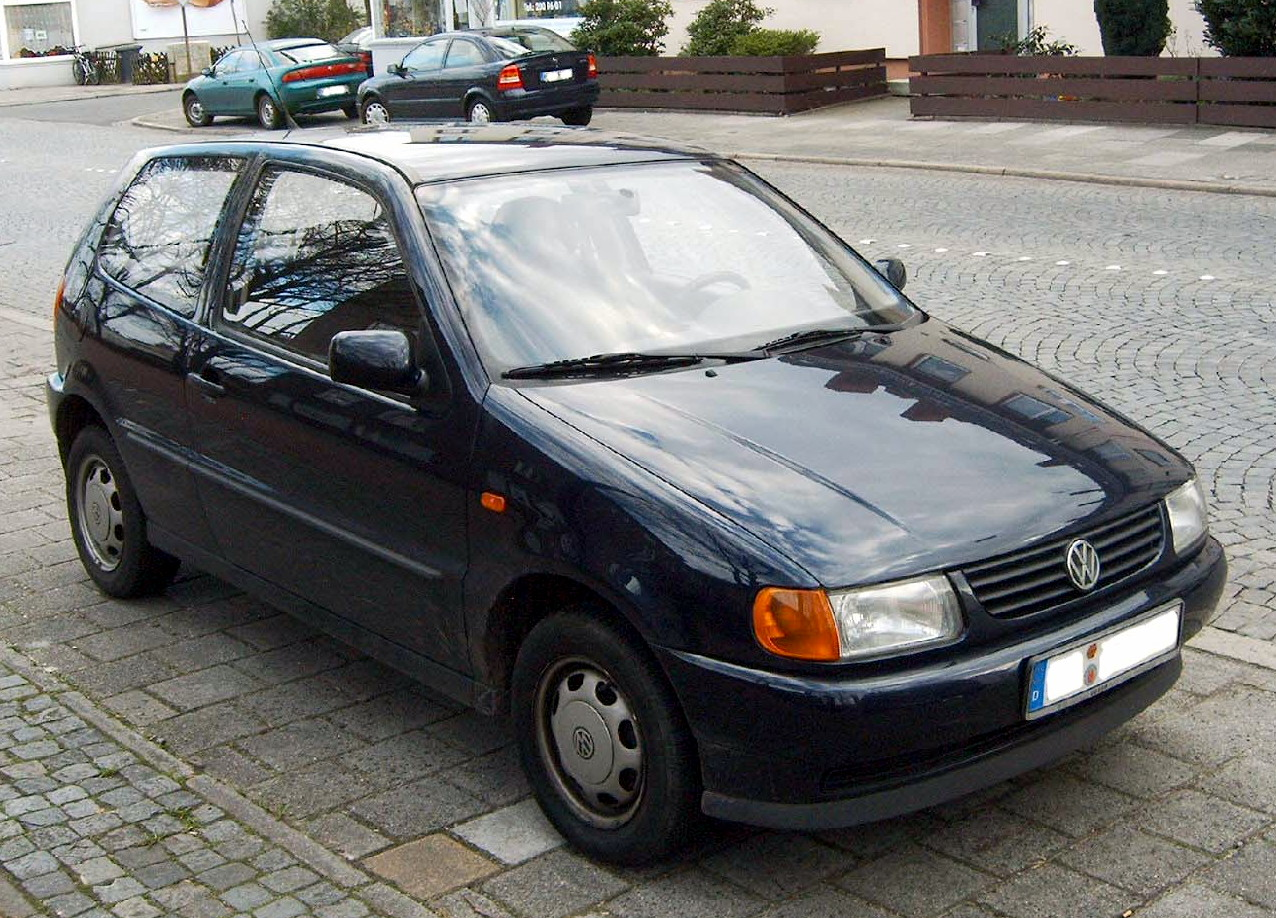
VW Polo III

### 2000–2009

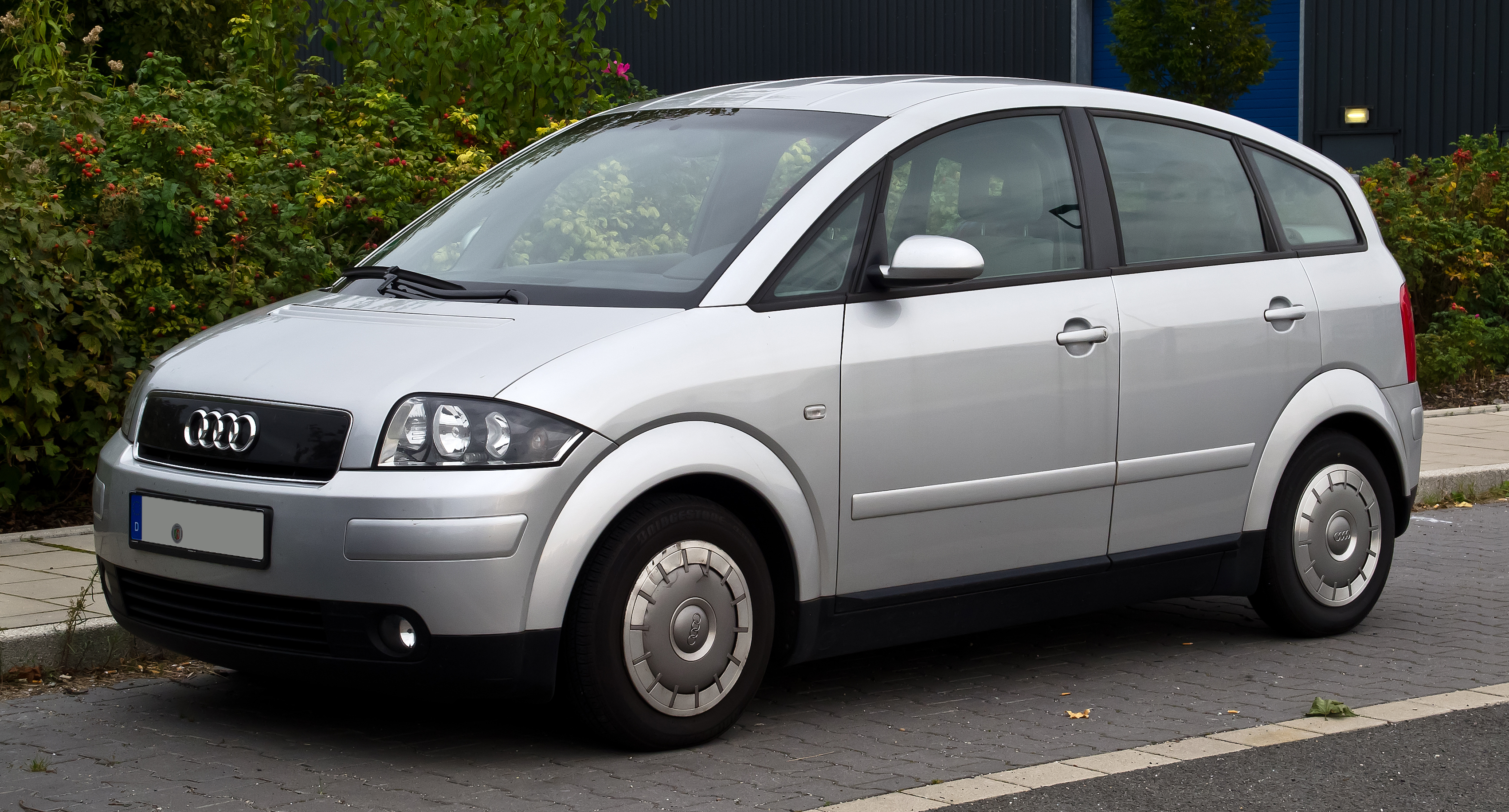
Audi A2
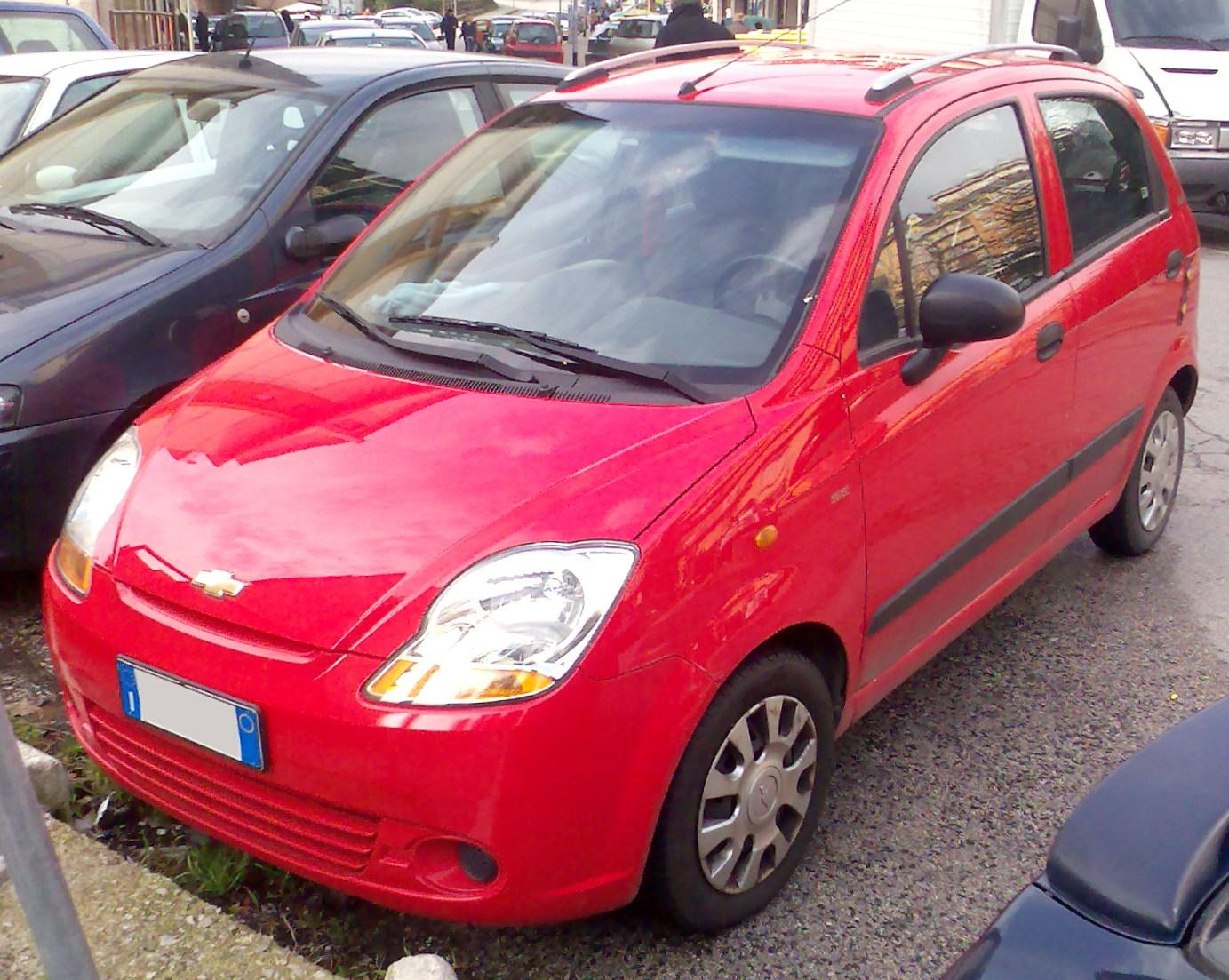
Chevrolet Matiz
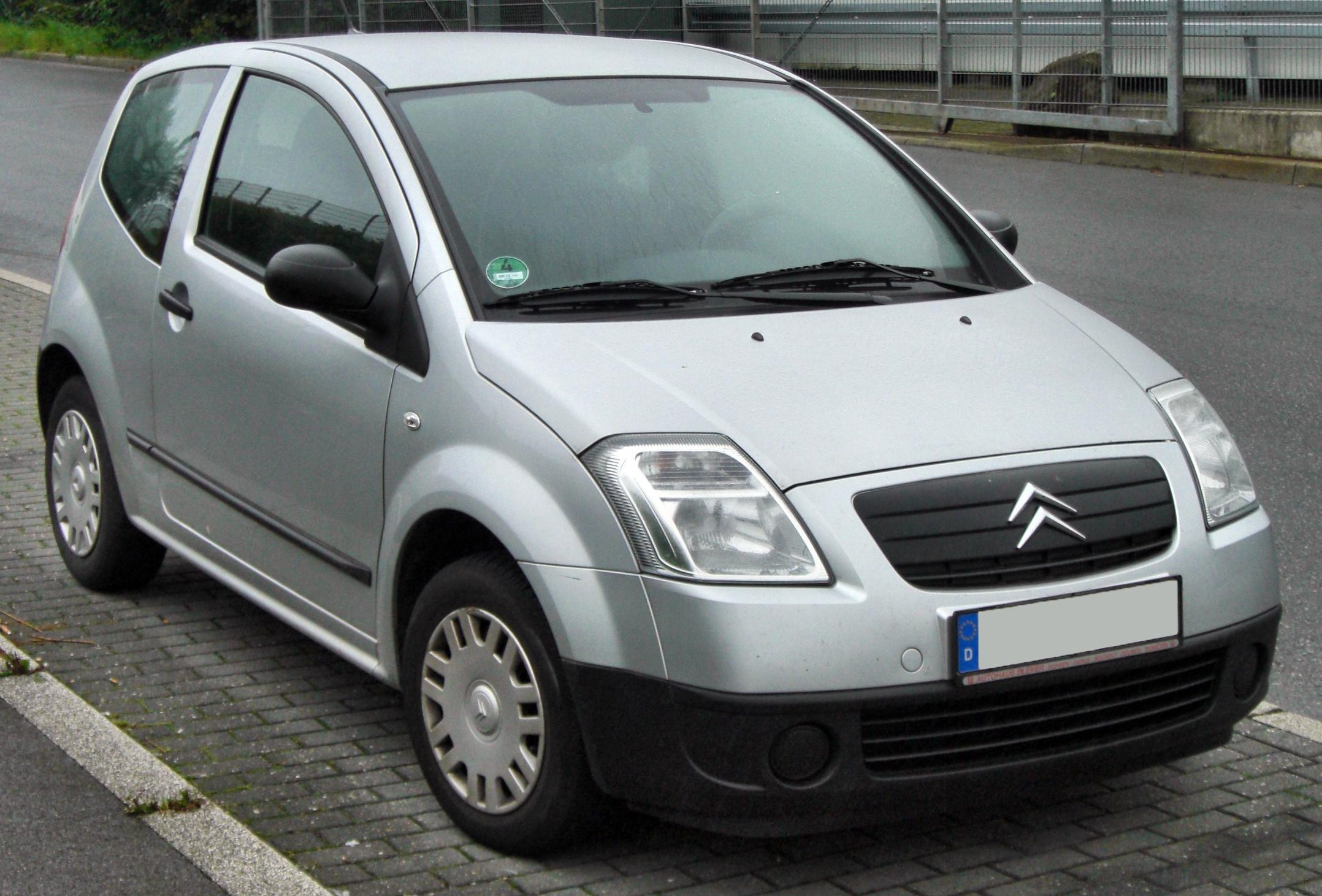
Citroën C2
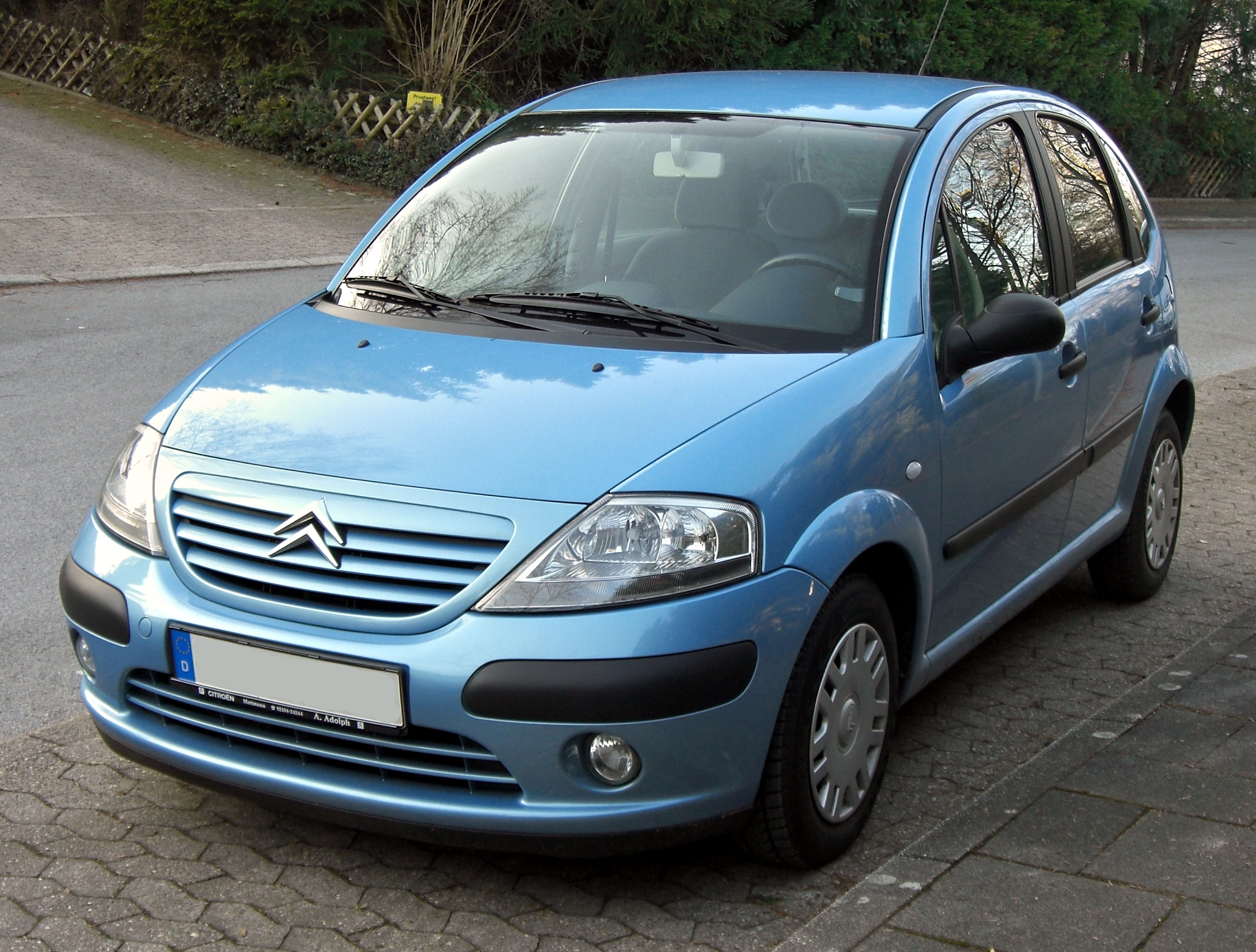
Citroën C3
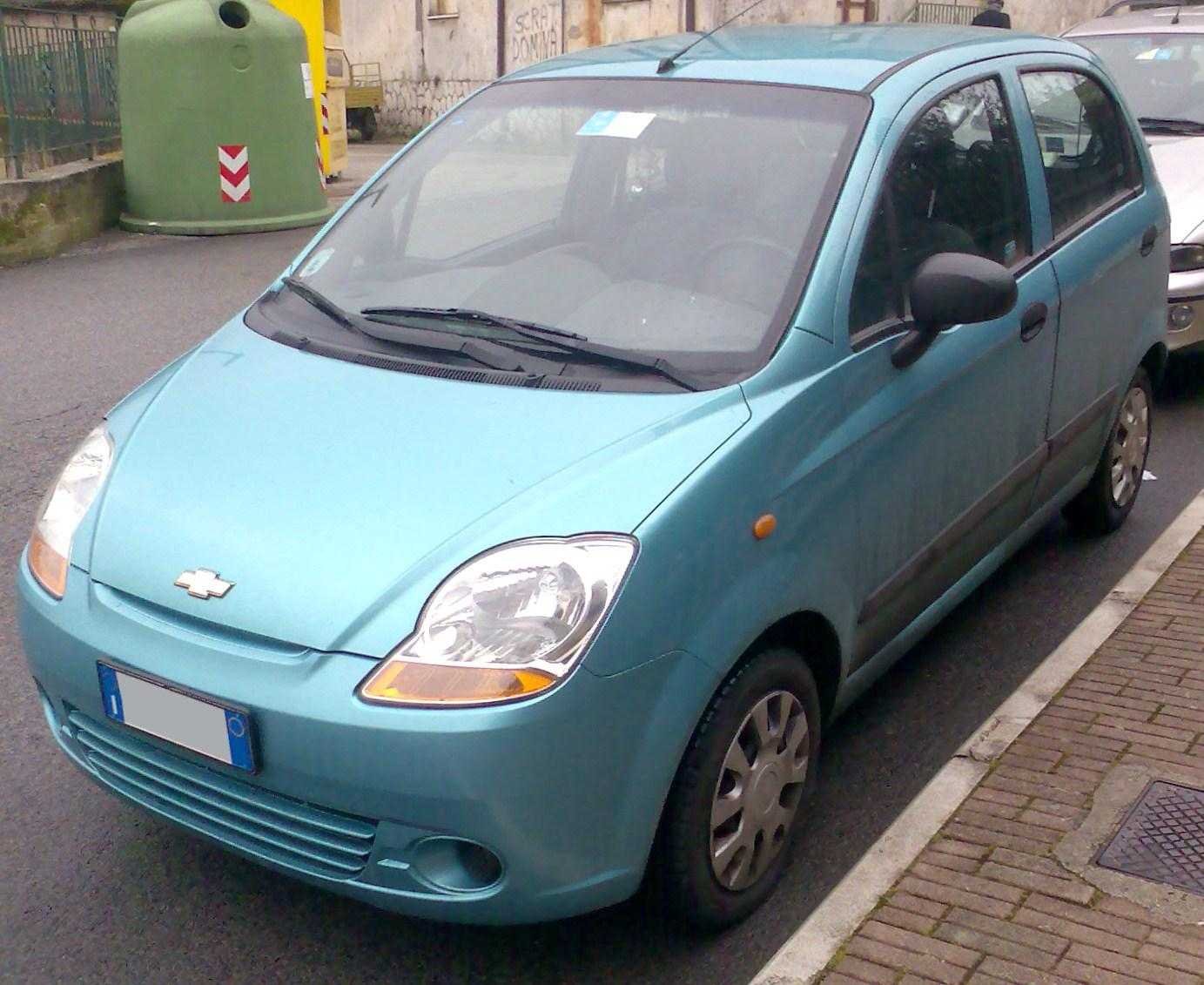
Daewoo Matiz
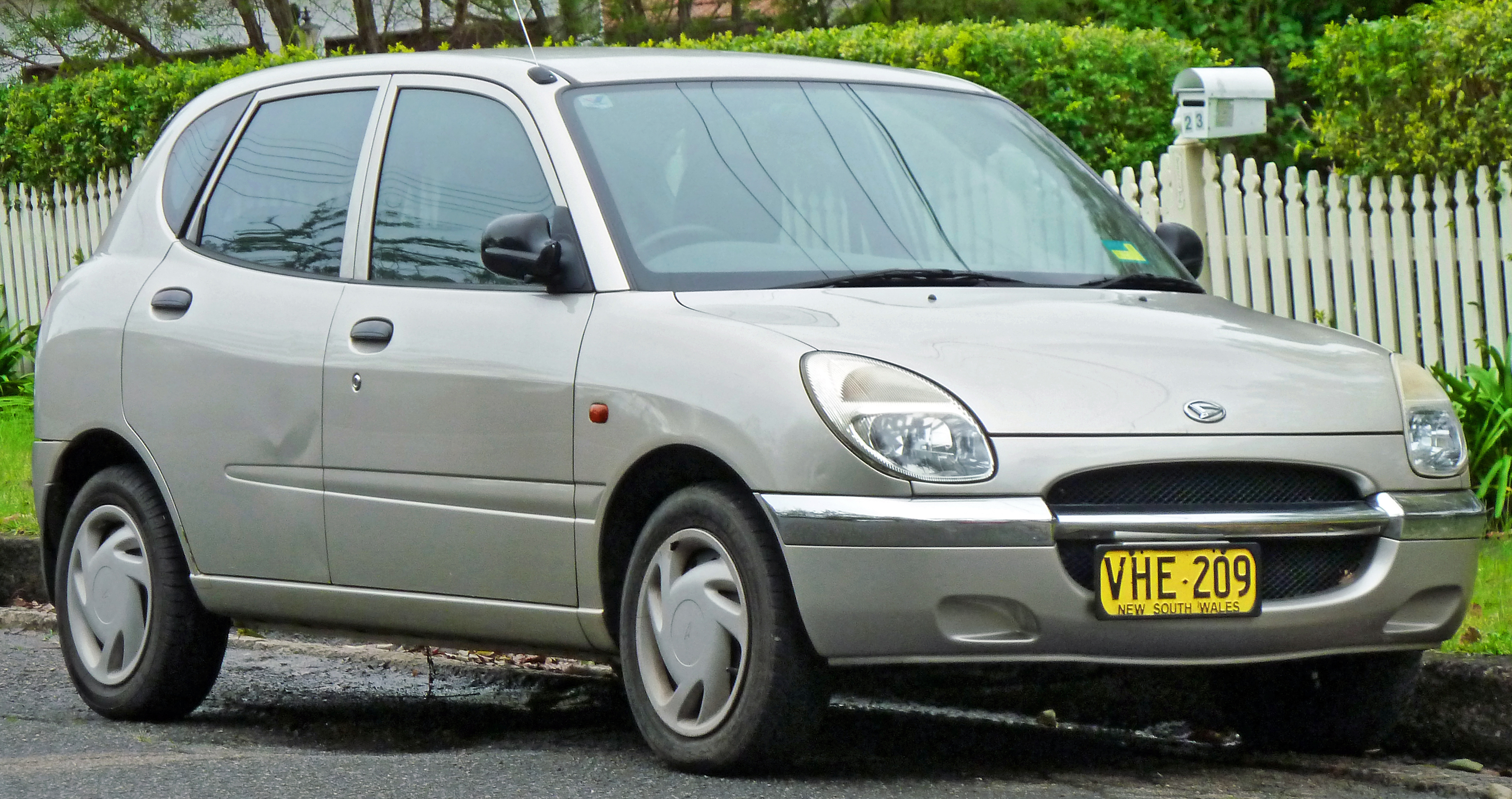
Daihatsu Sirion
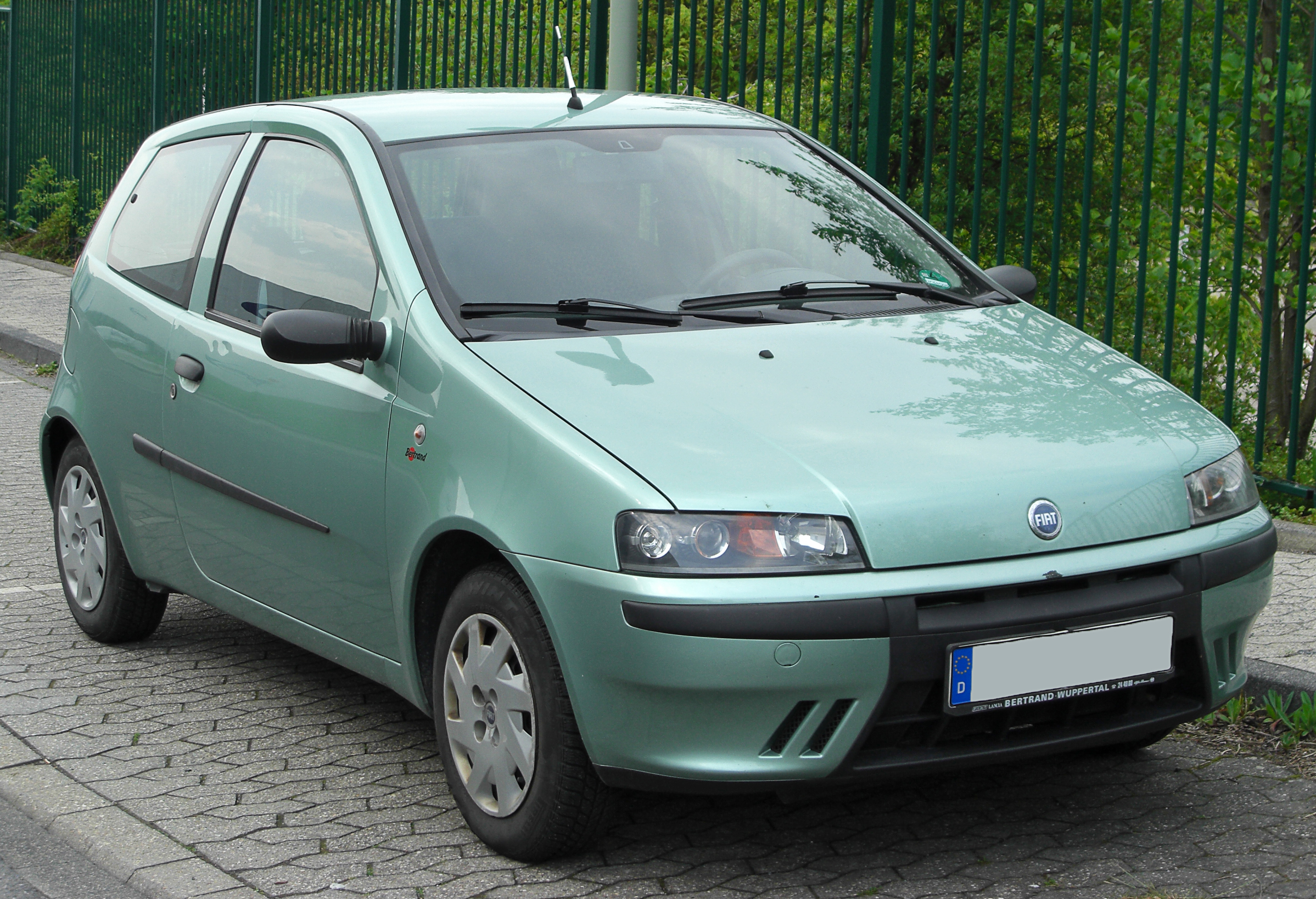
Fiat Punto
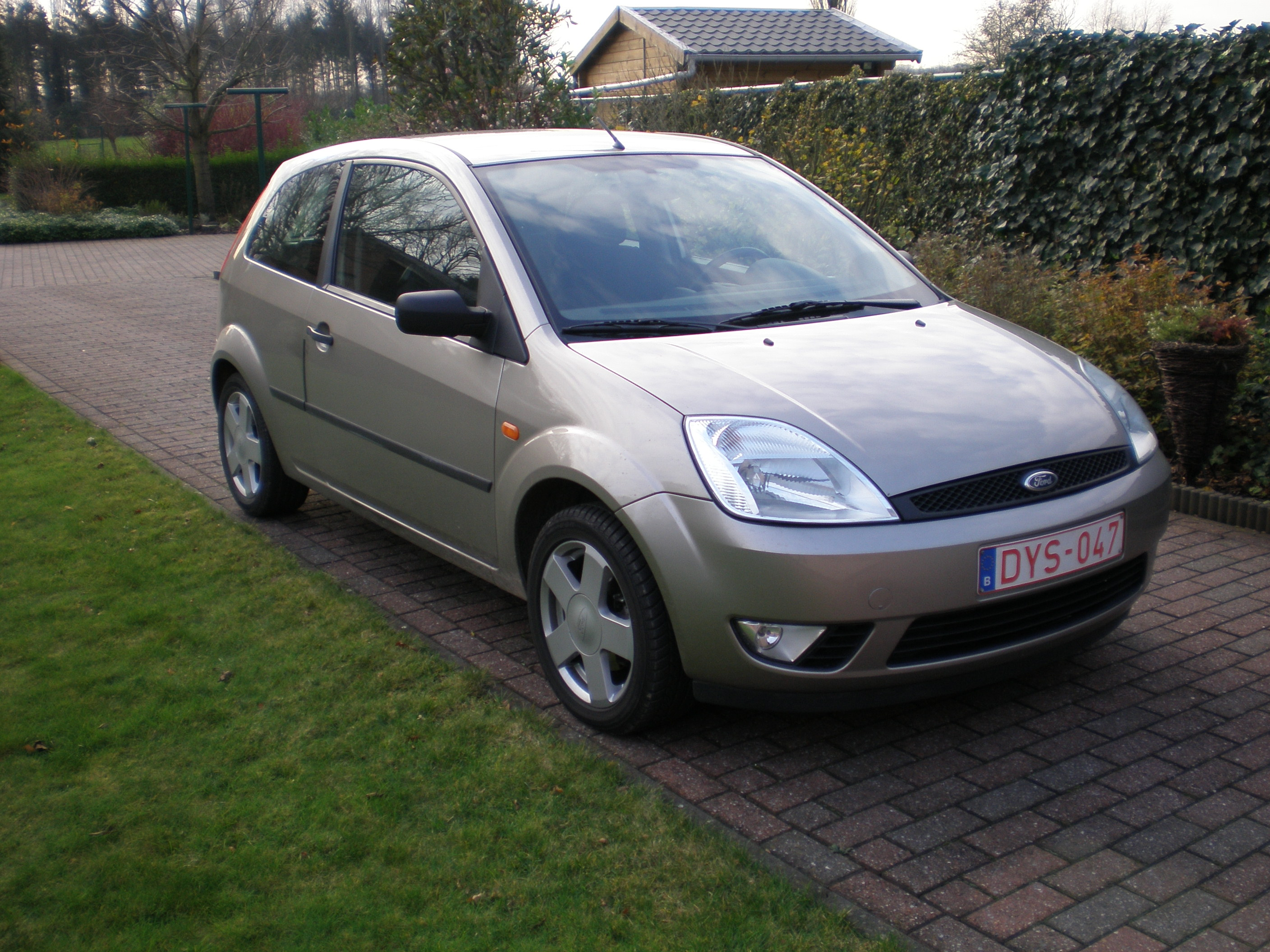
Ford Fiesta
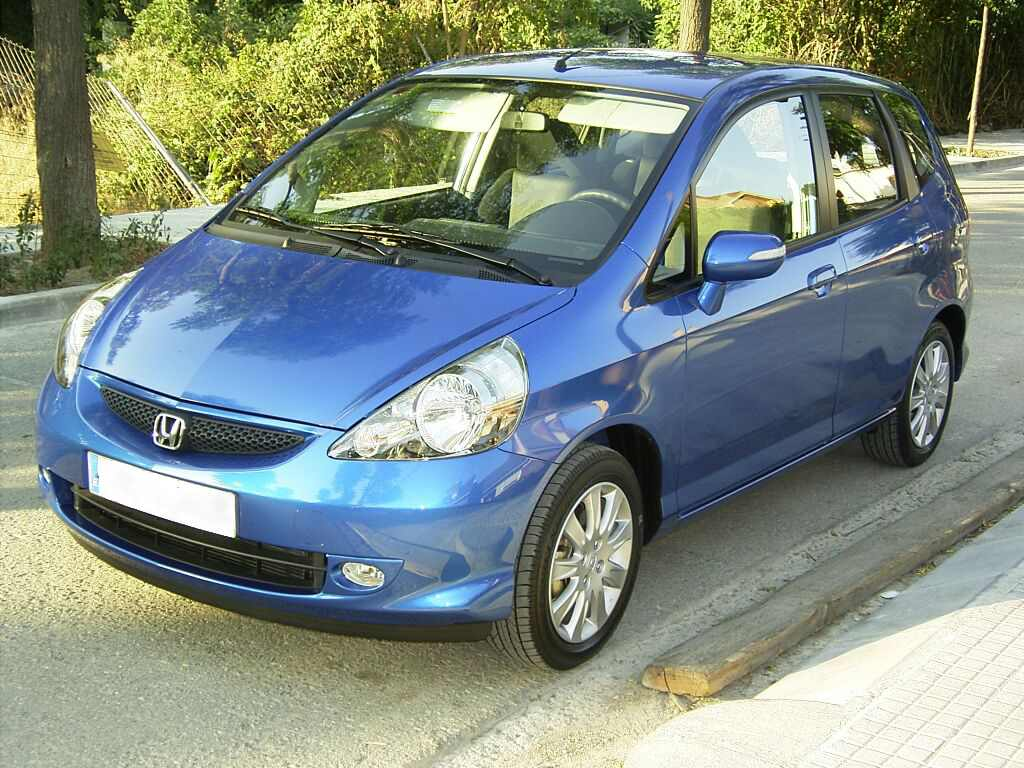
Honda Jazz
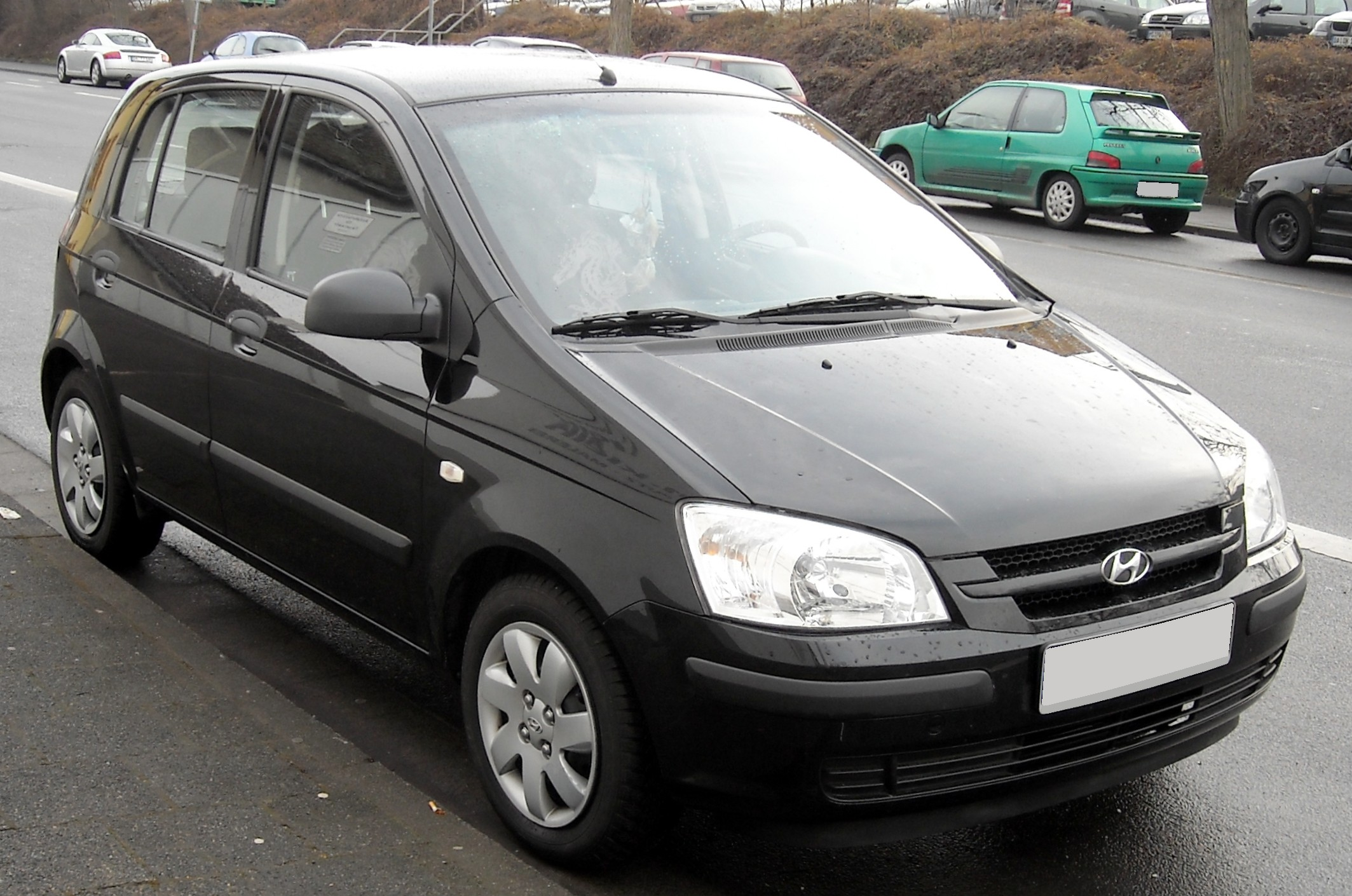
Hyundai Getz
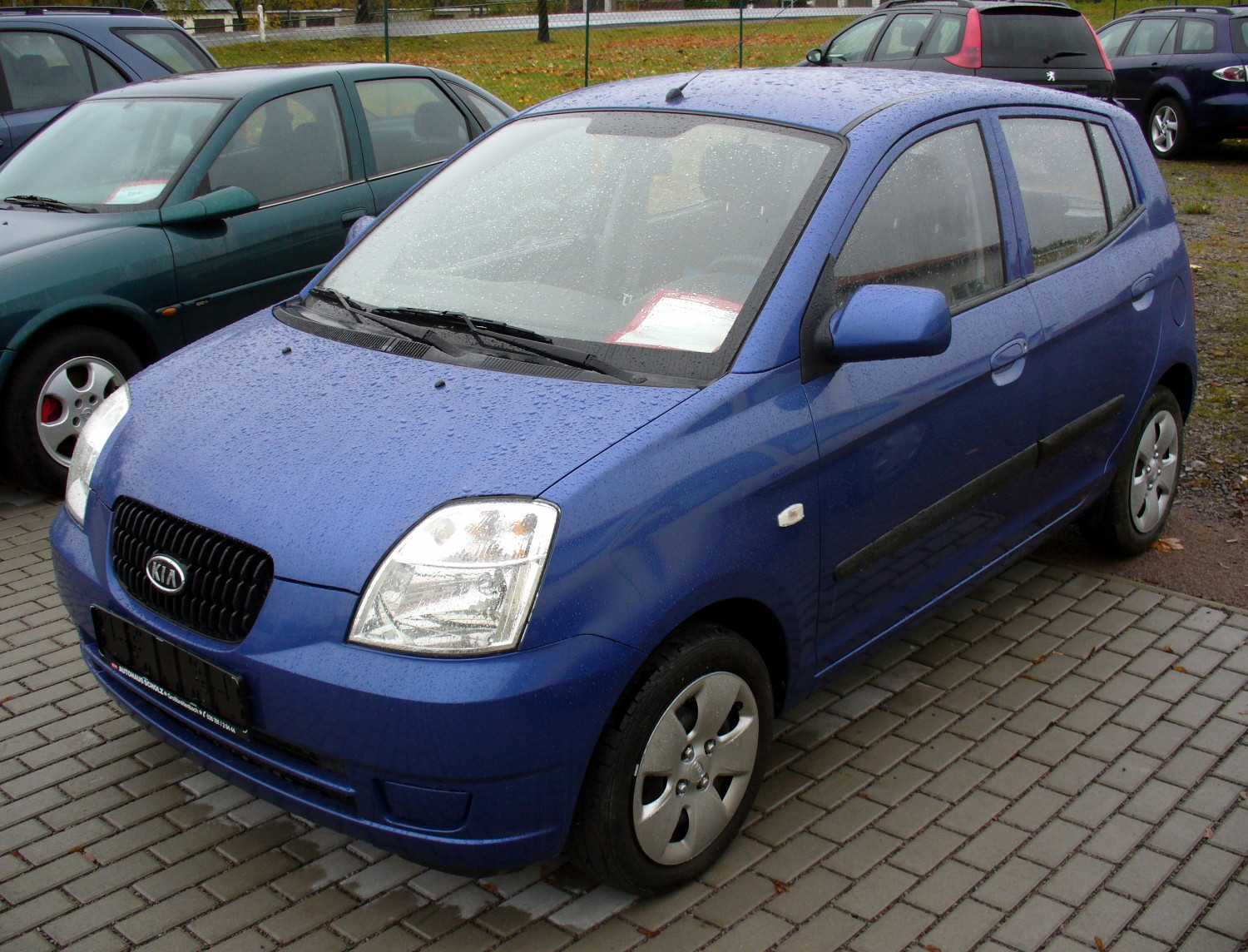
Kia Picanto
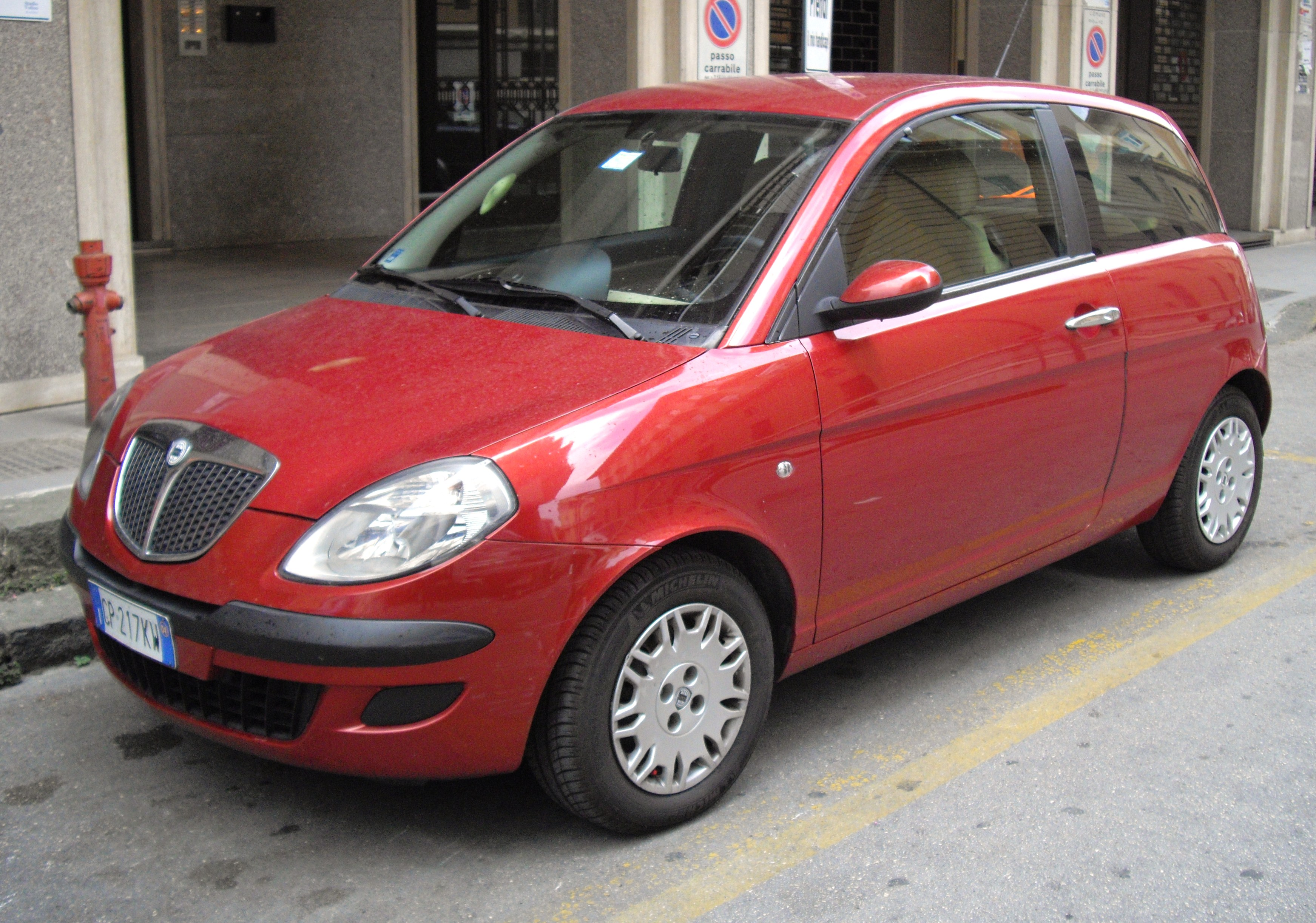
Lancia Ypsilon
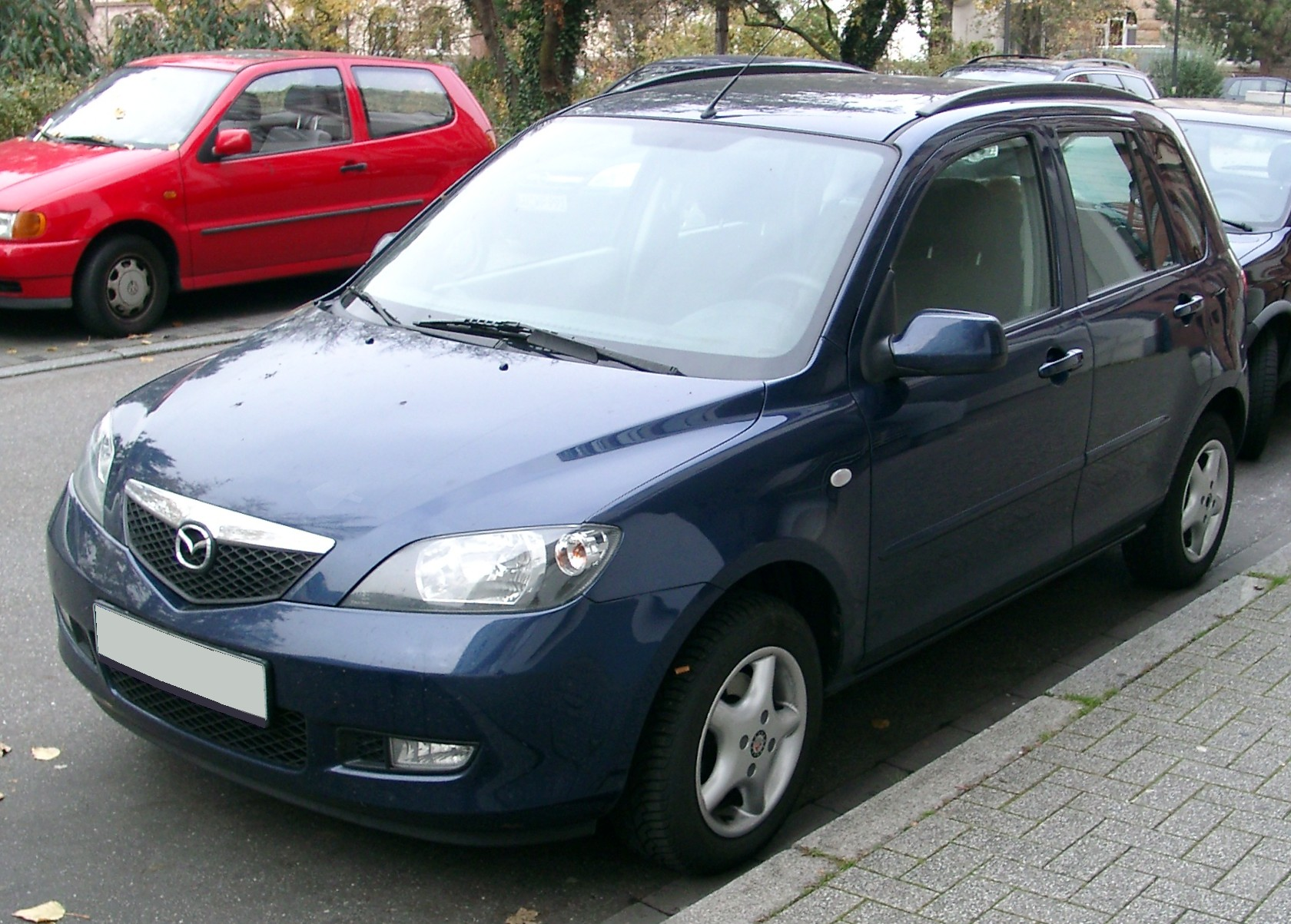
Mazda 2
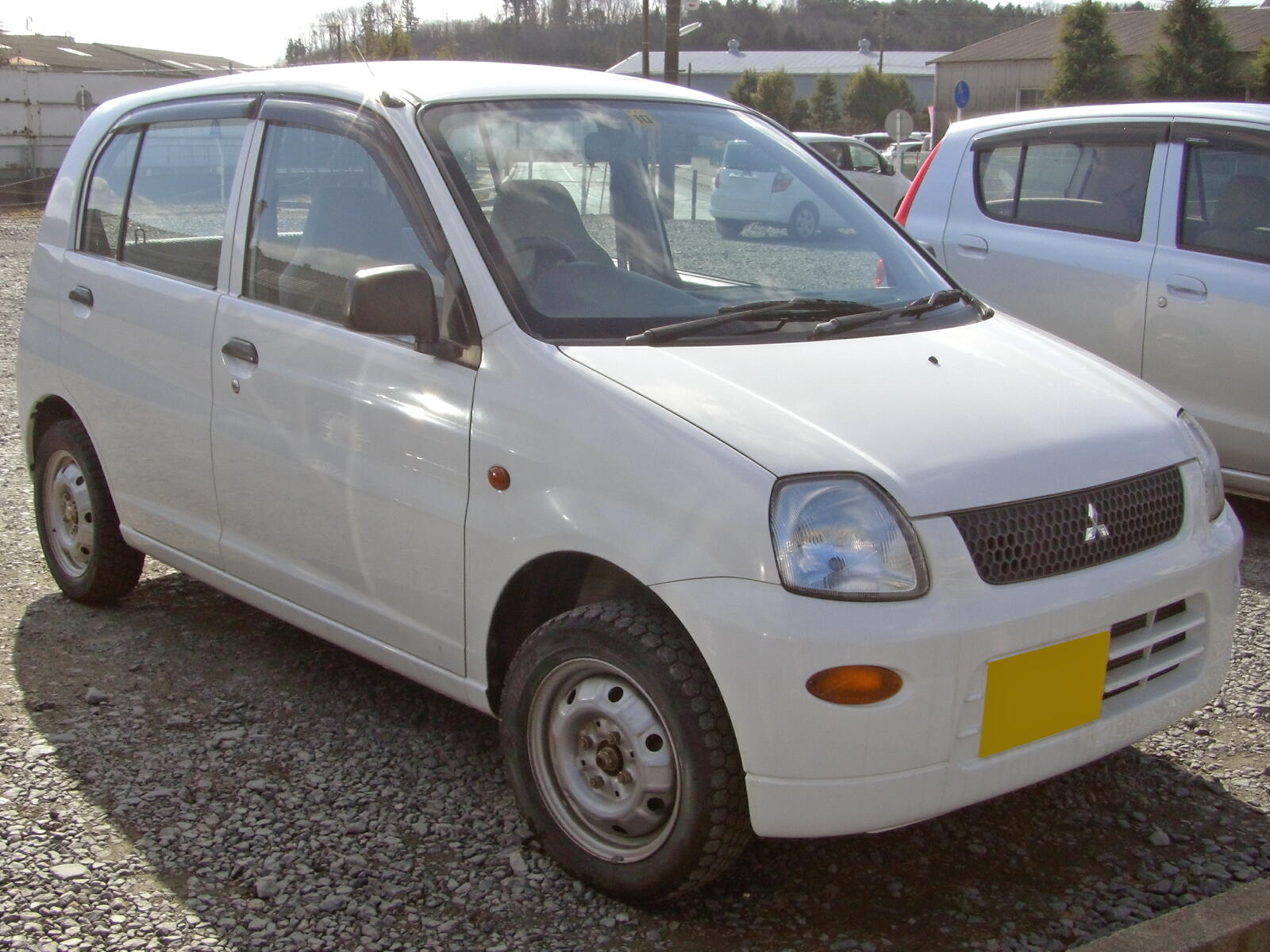
Mitsubishi Minica
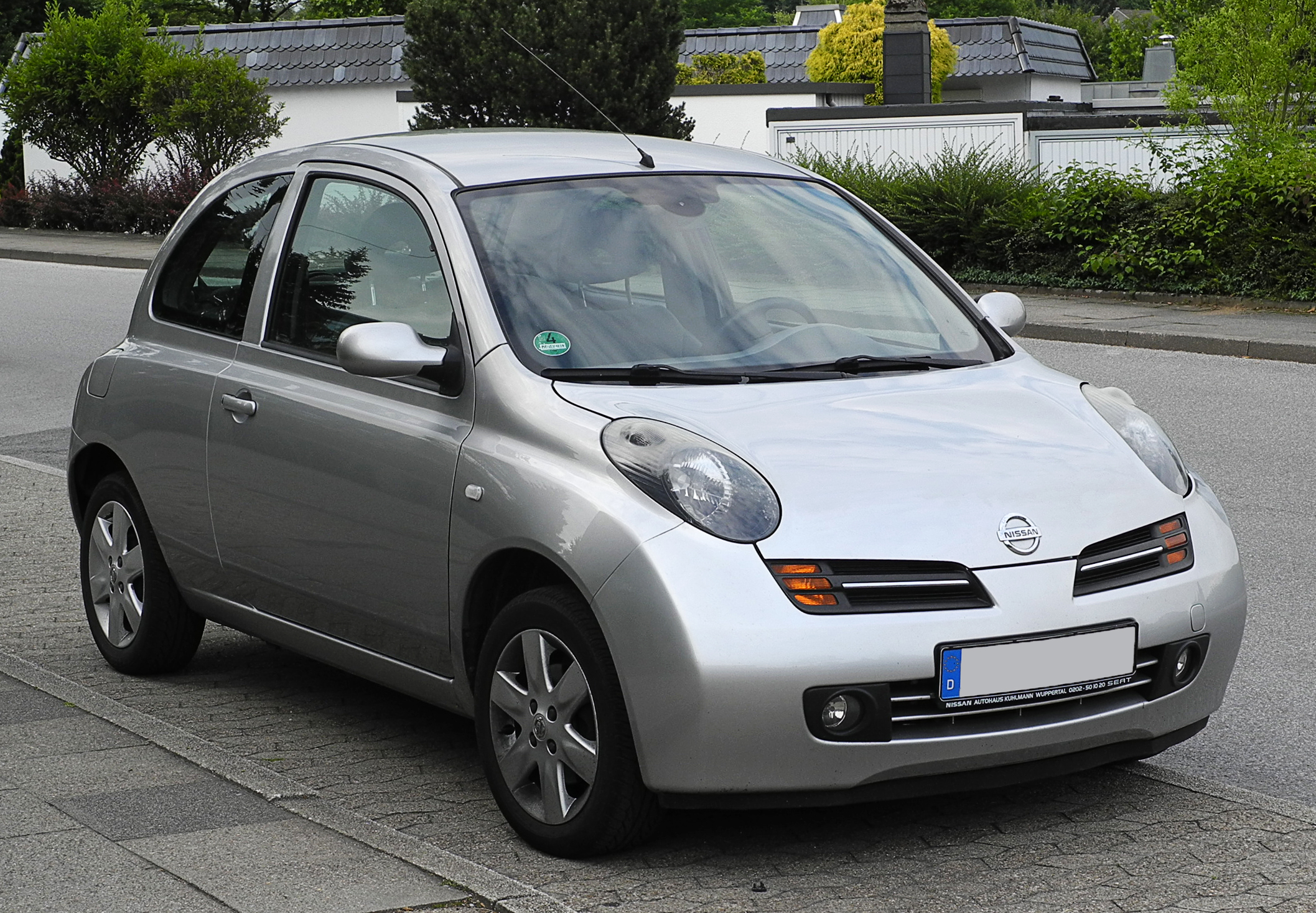
Nissan Micra
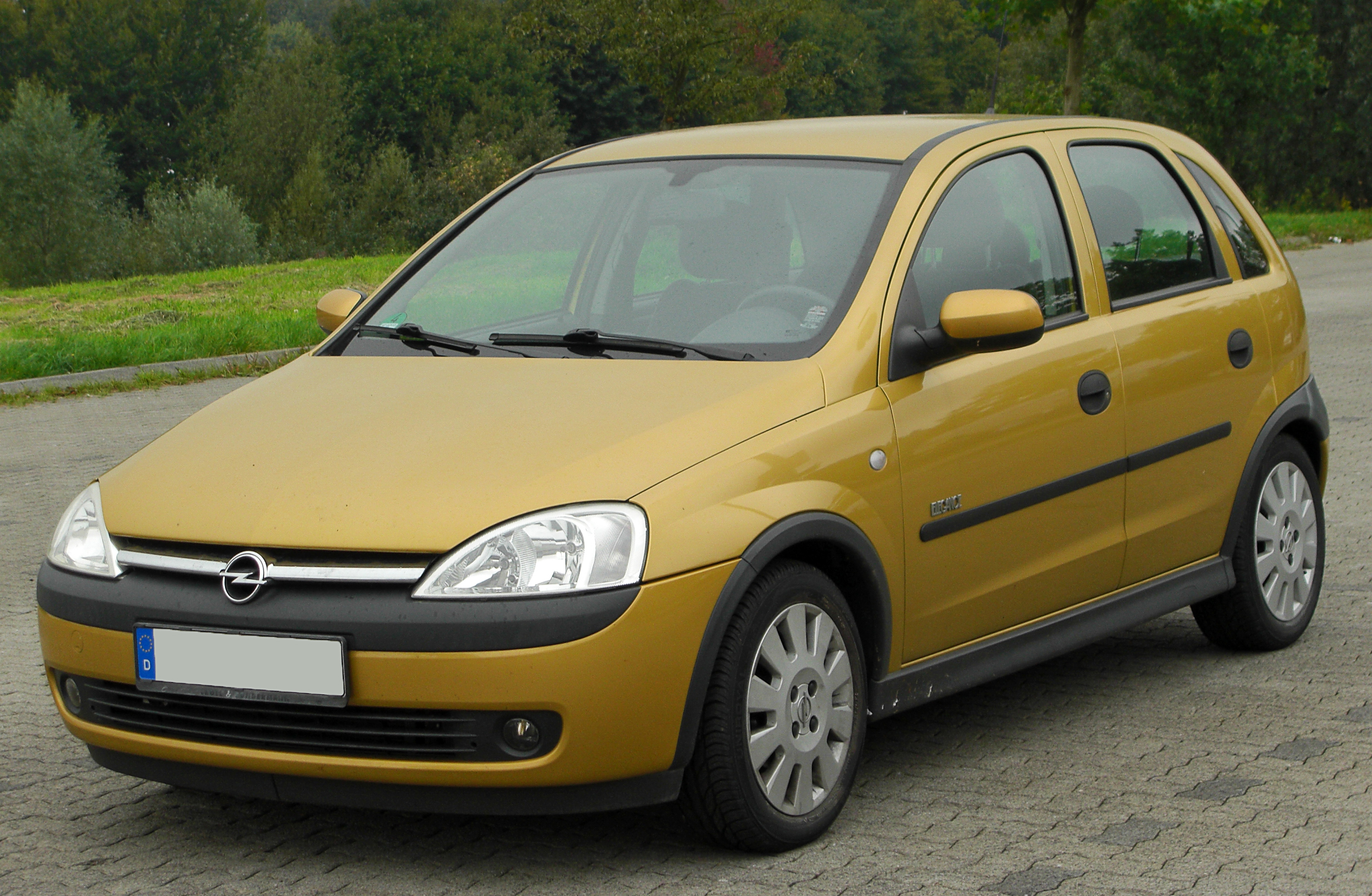
Opel Corsa C
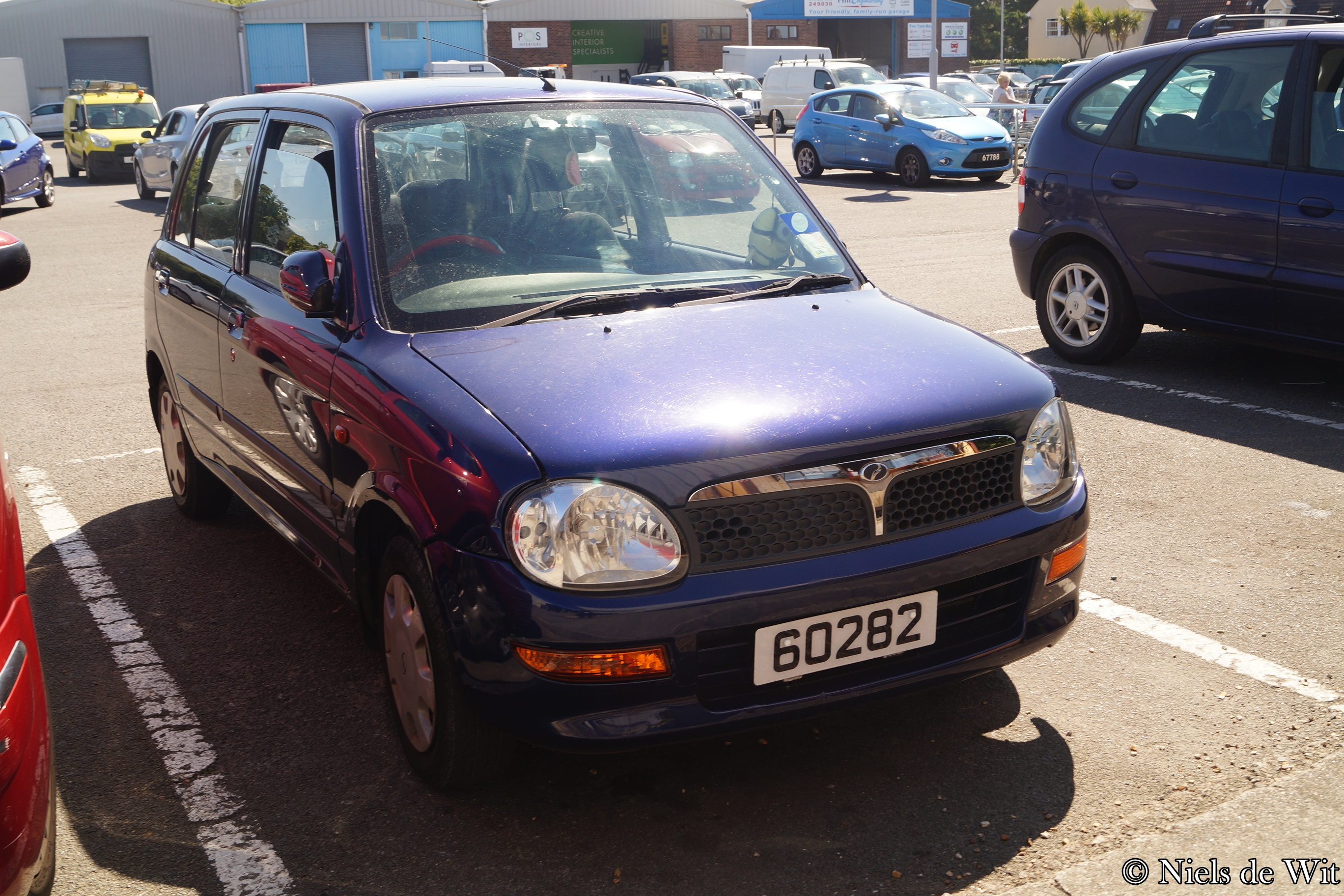
Perodua Kelisa
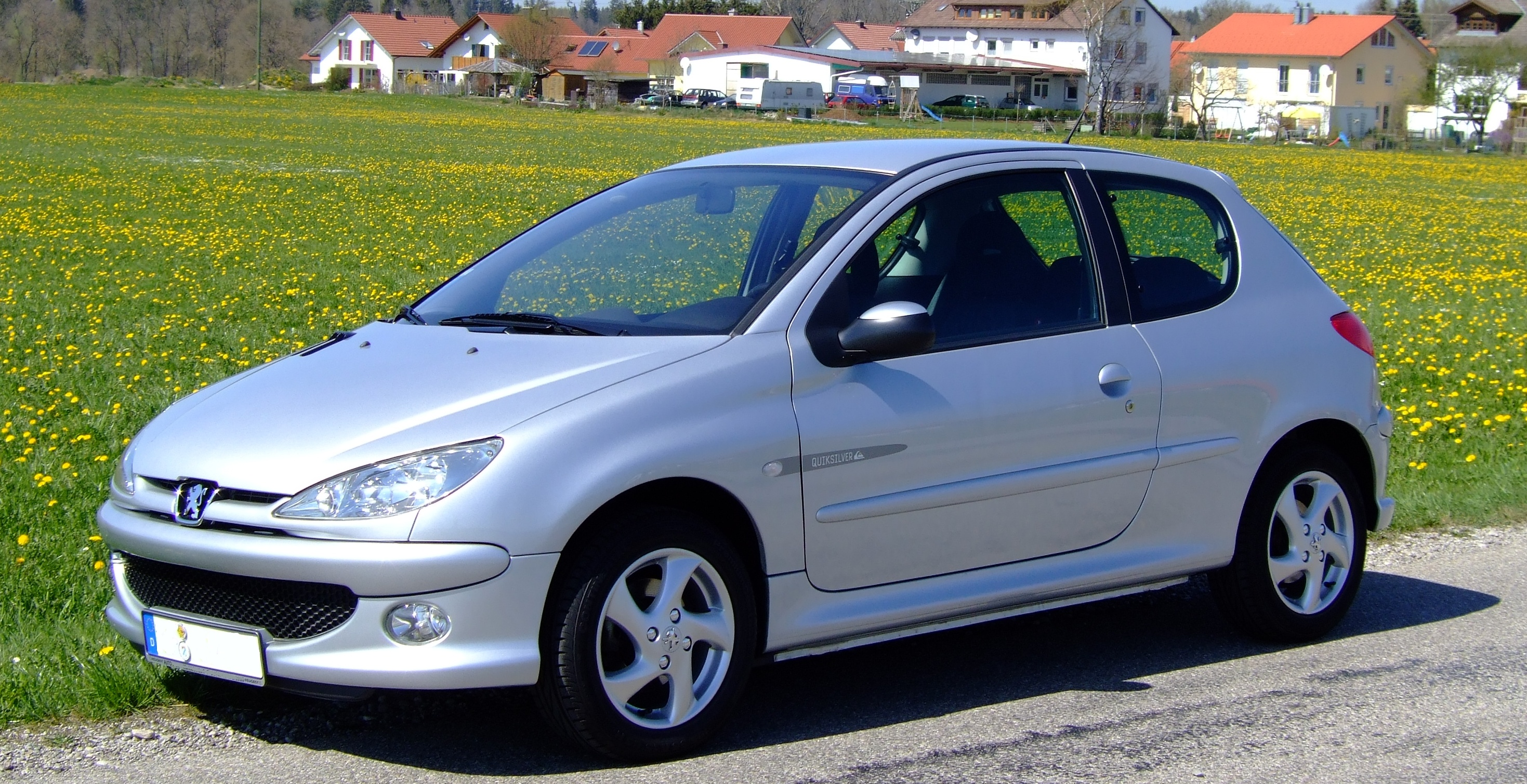
Peugeot 206
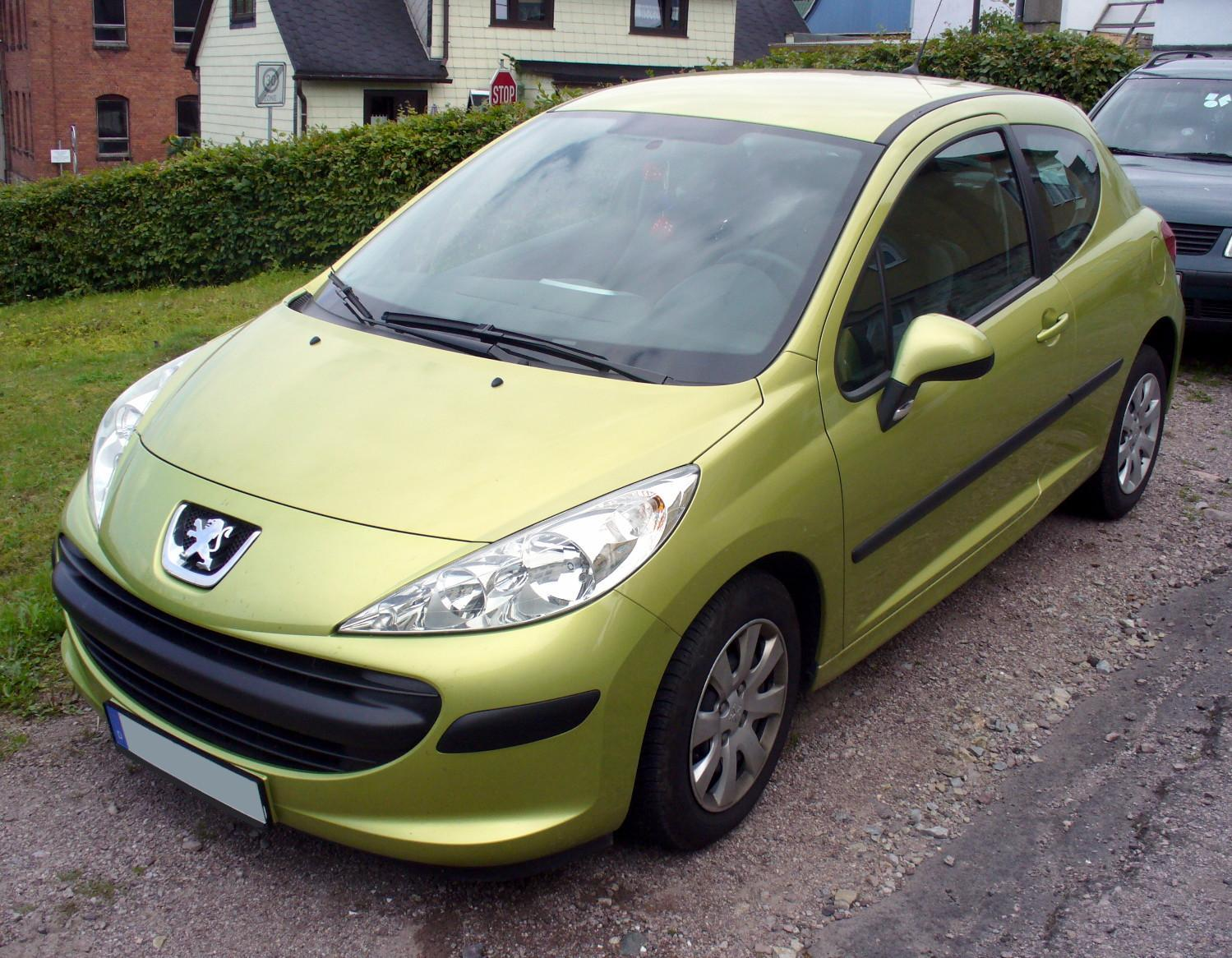
Peugeot 207
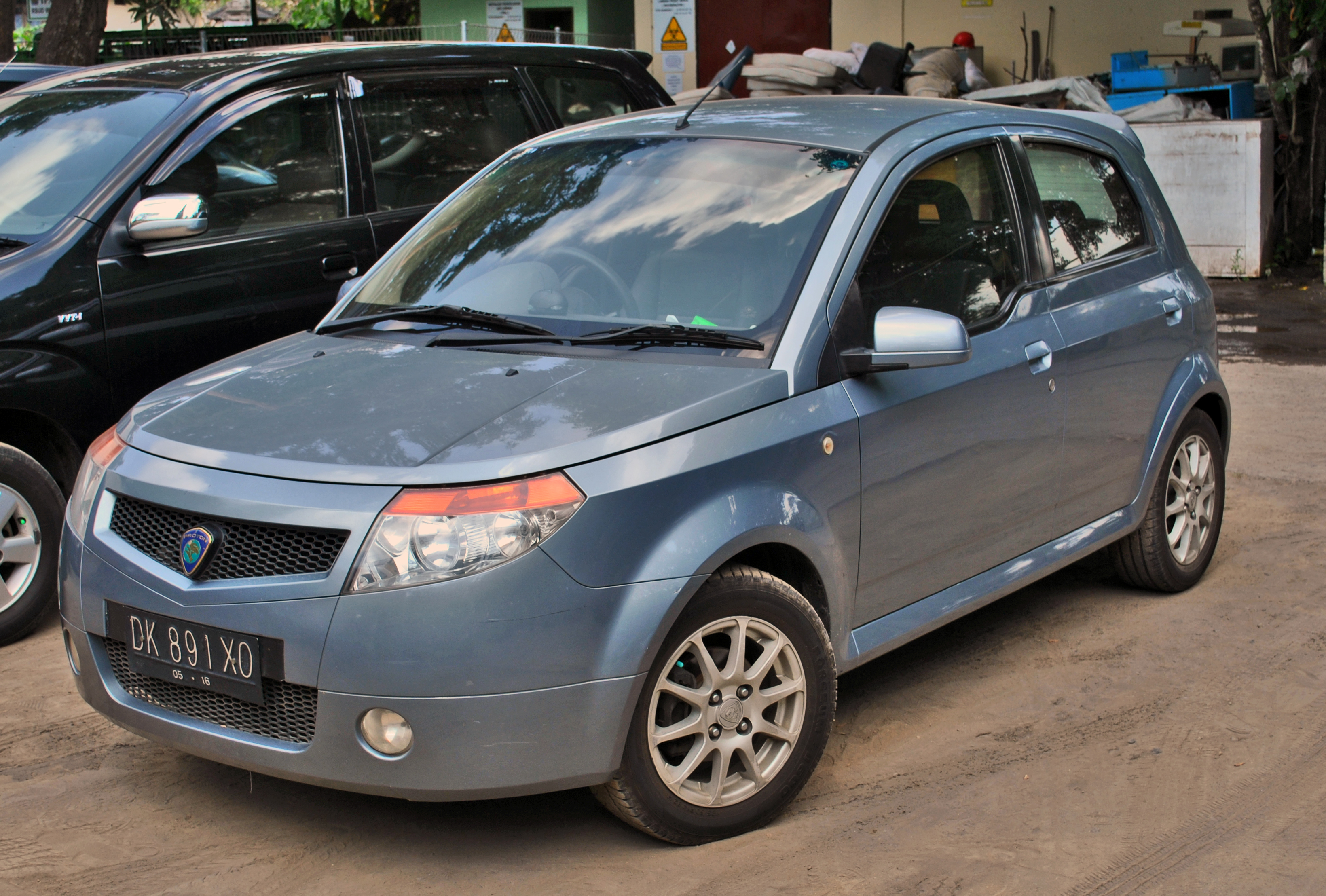
Proton Savvy
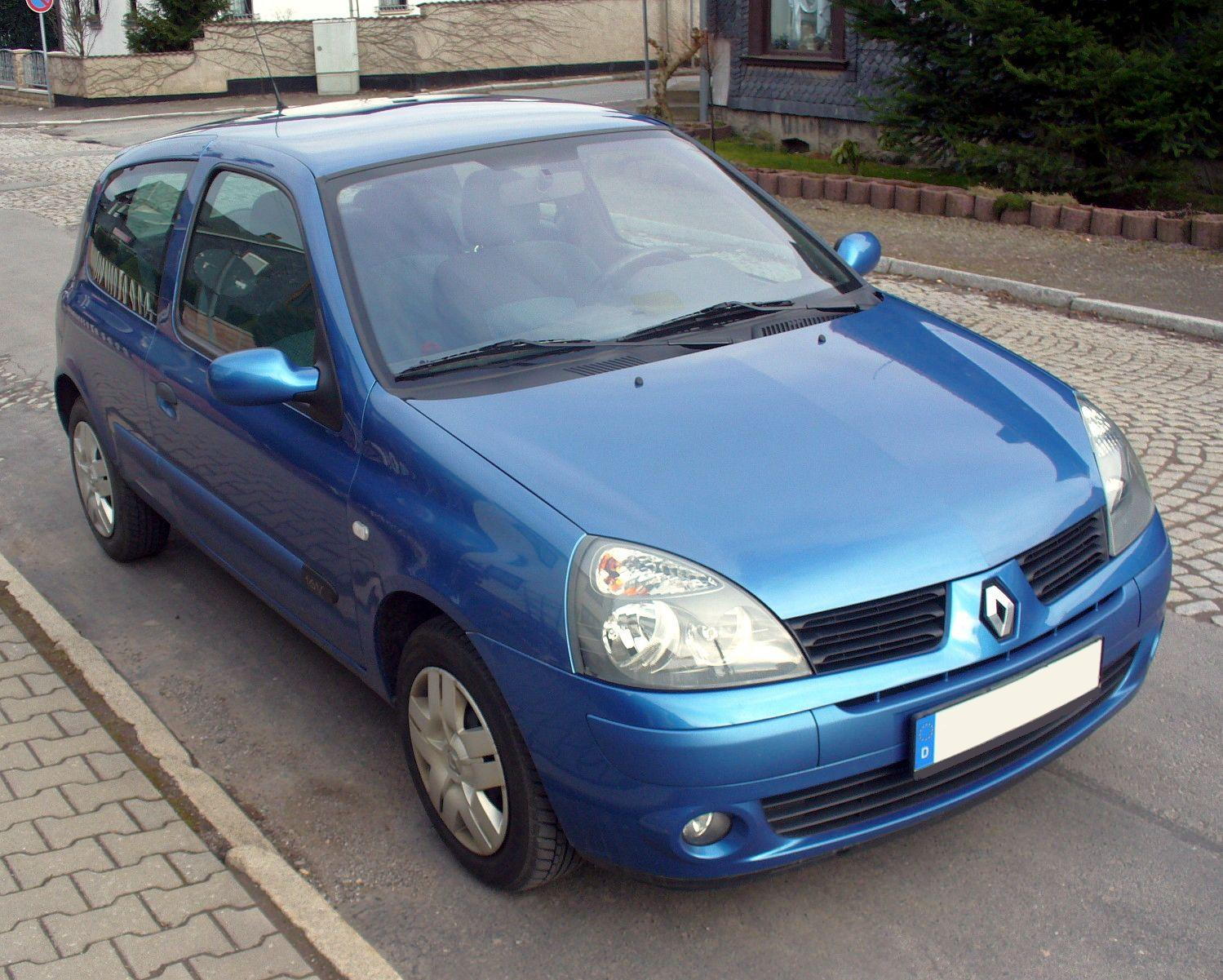
Renault Clio
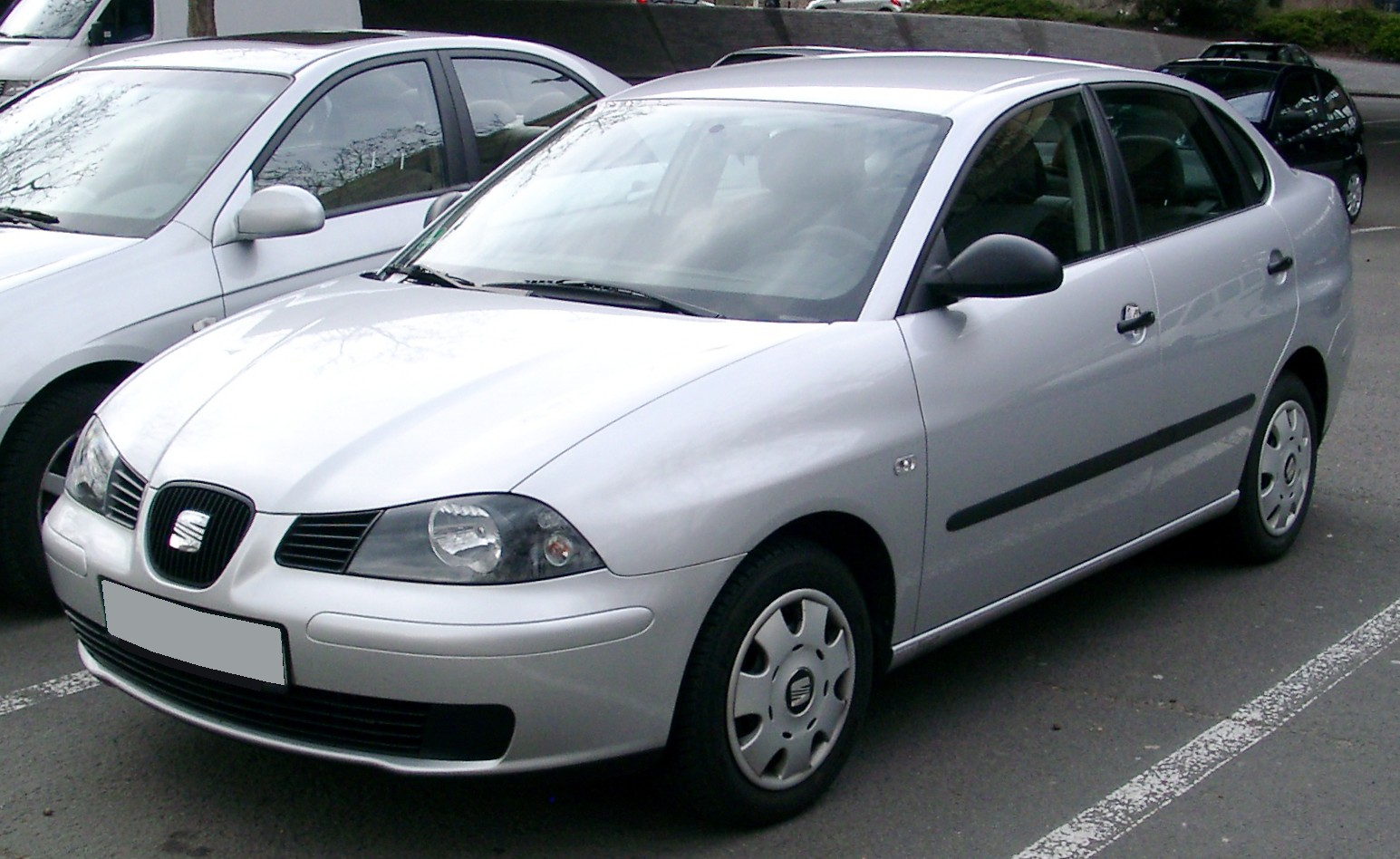
Seat Cordoba II
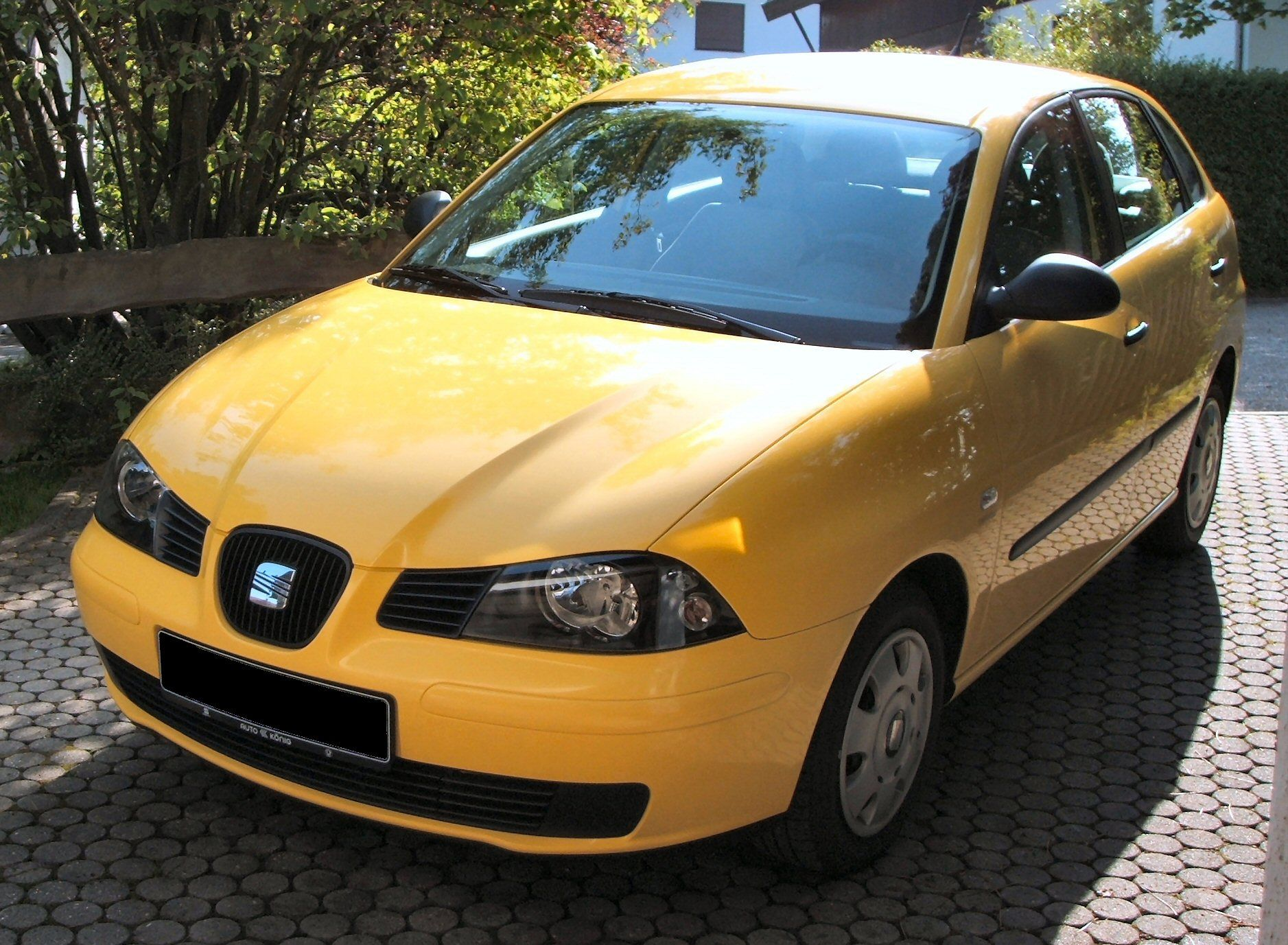
Seat Ibiza III
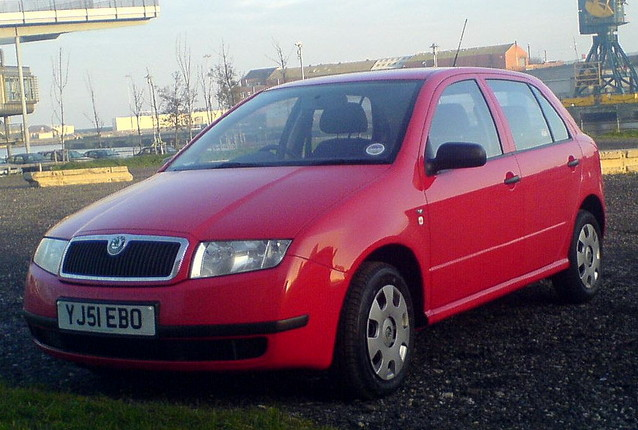
Škoda Fabia I
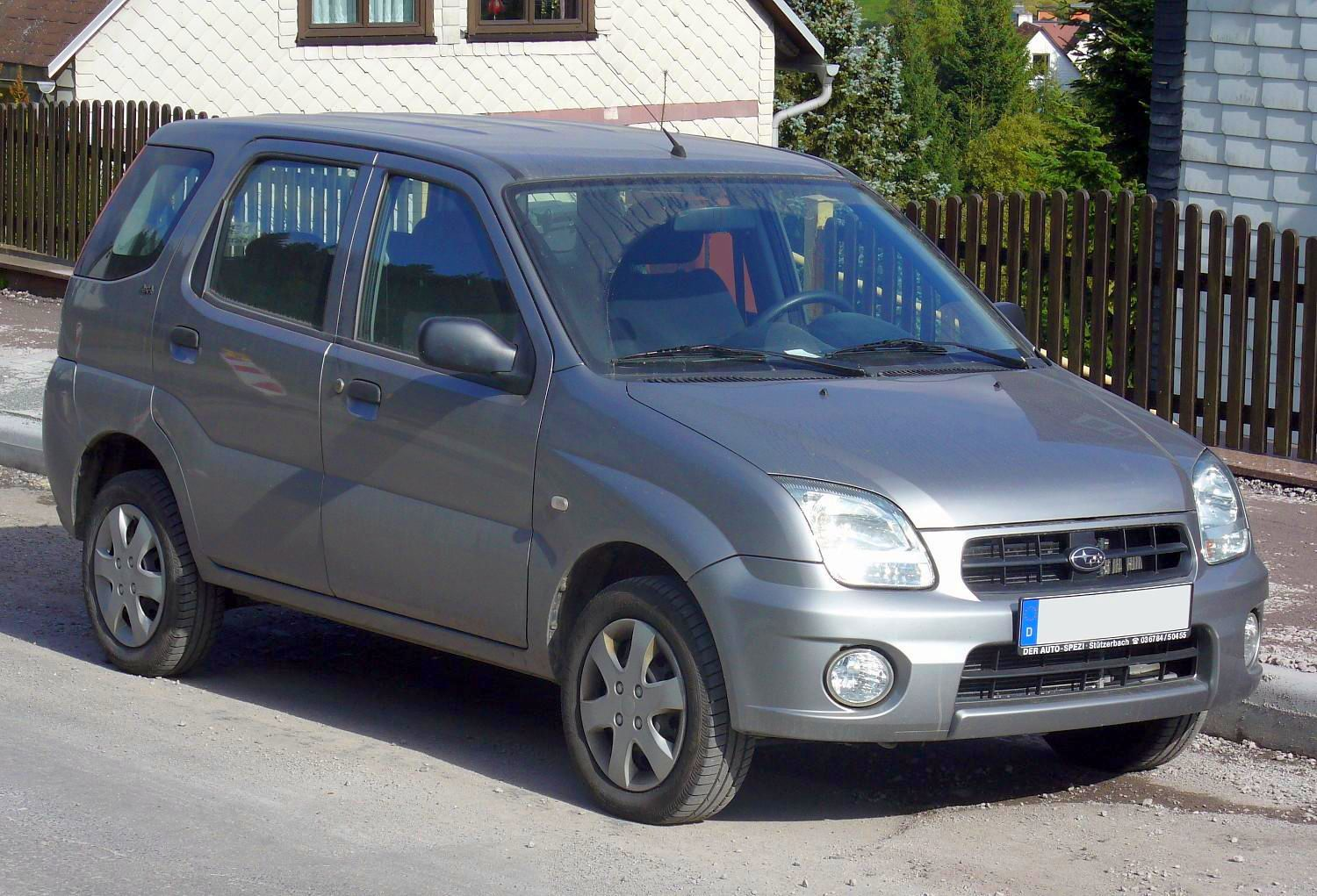
Subaru G3X Justy
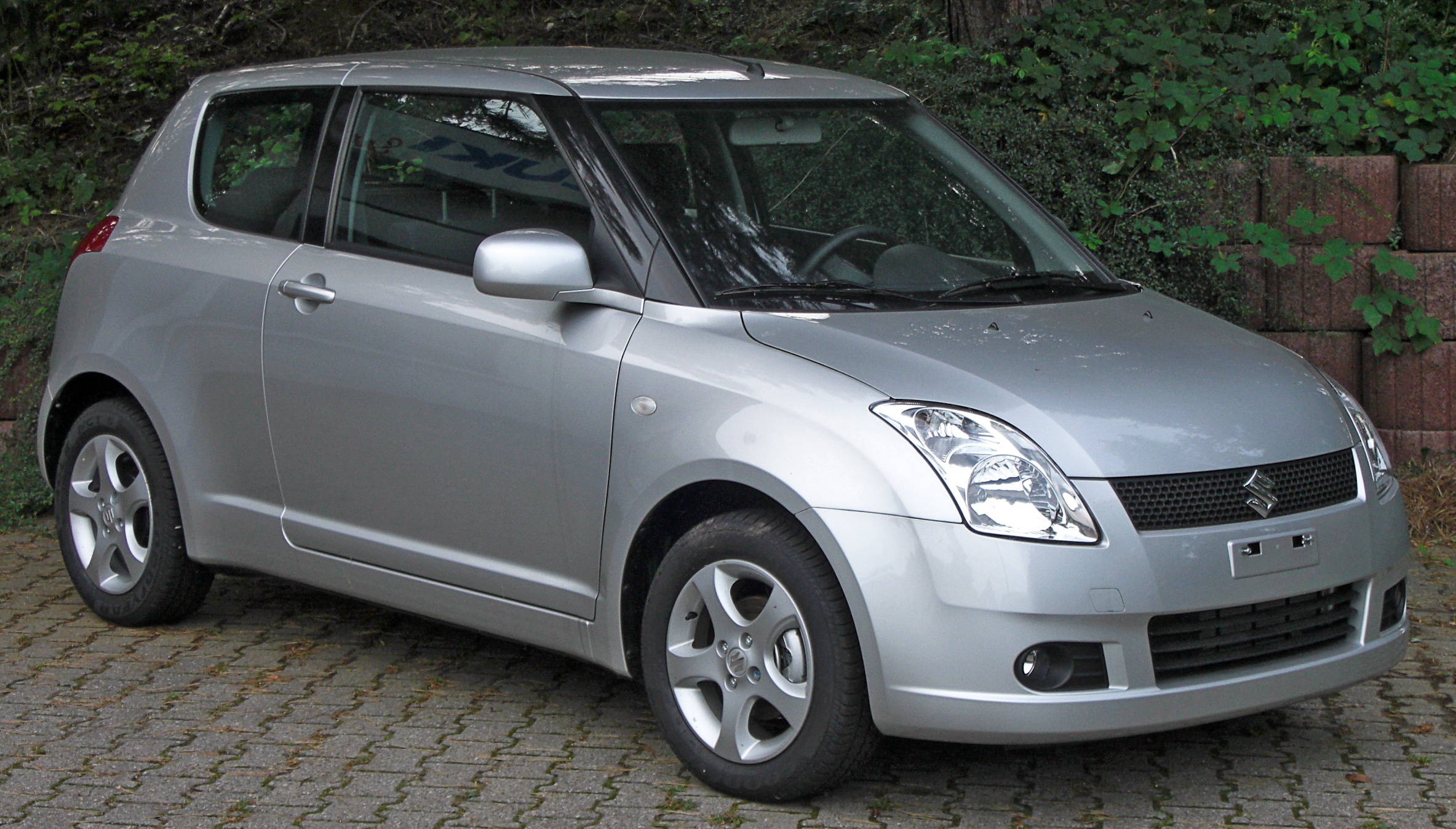
Suzuki Swift
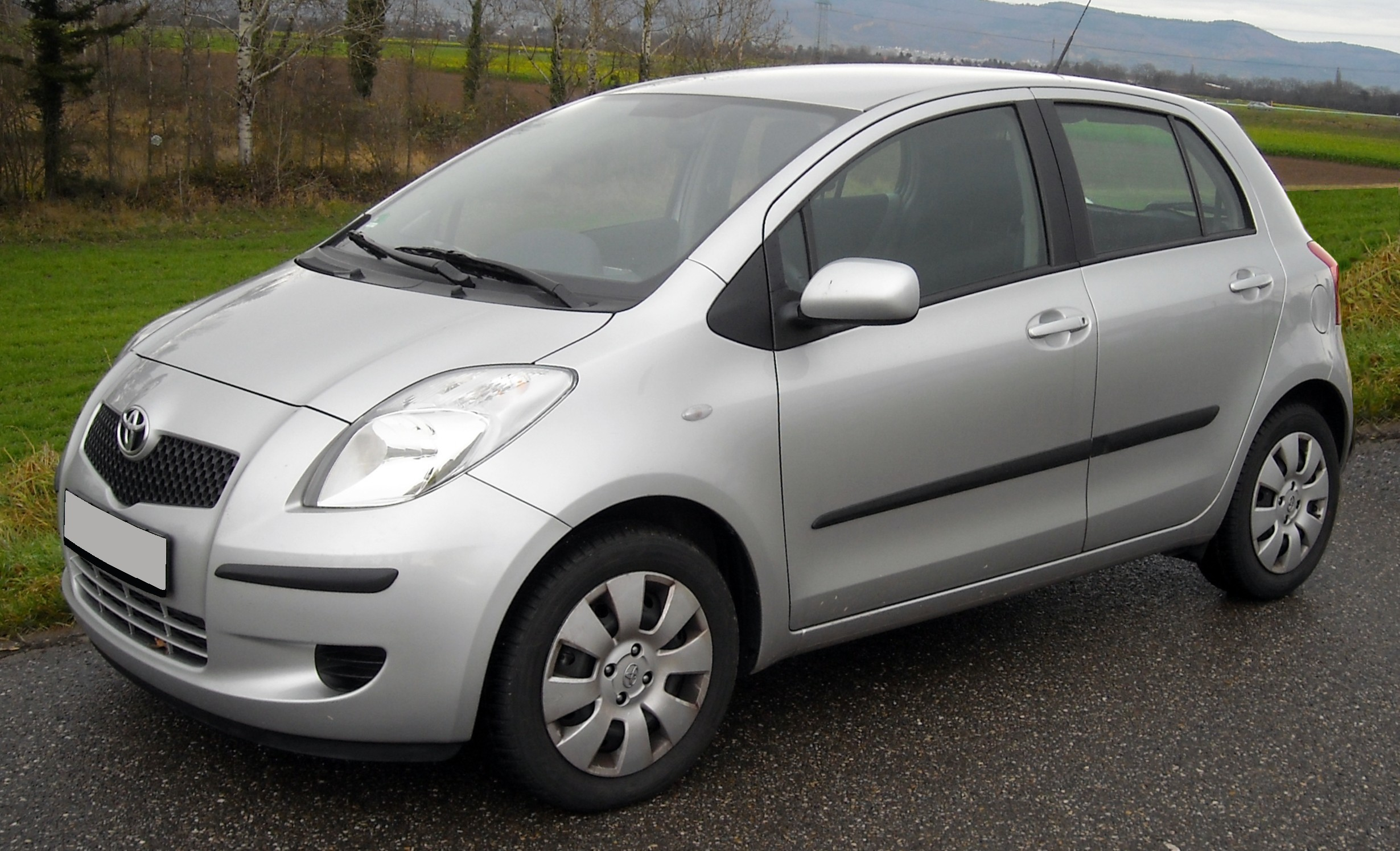
Toyota Yaris
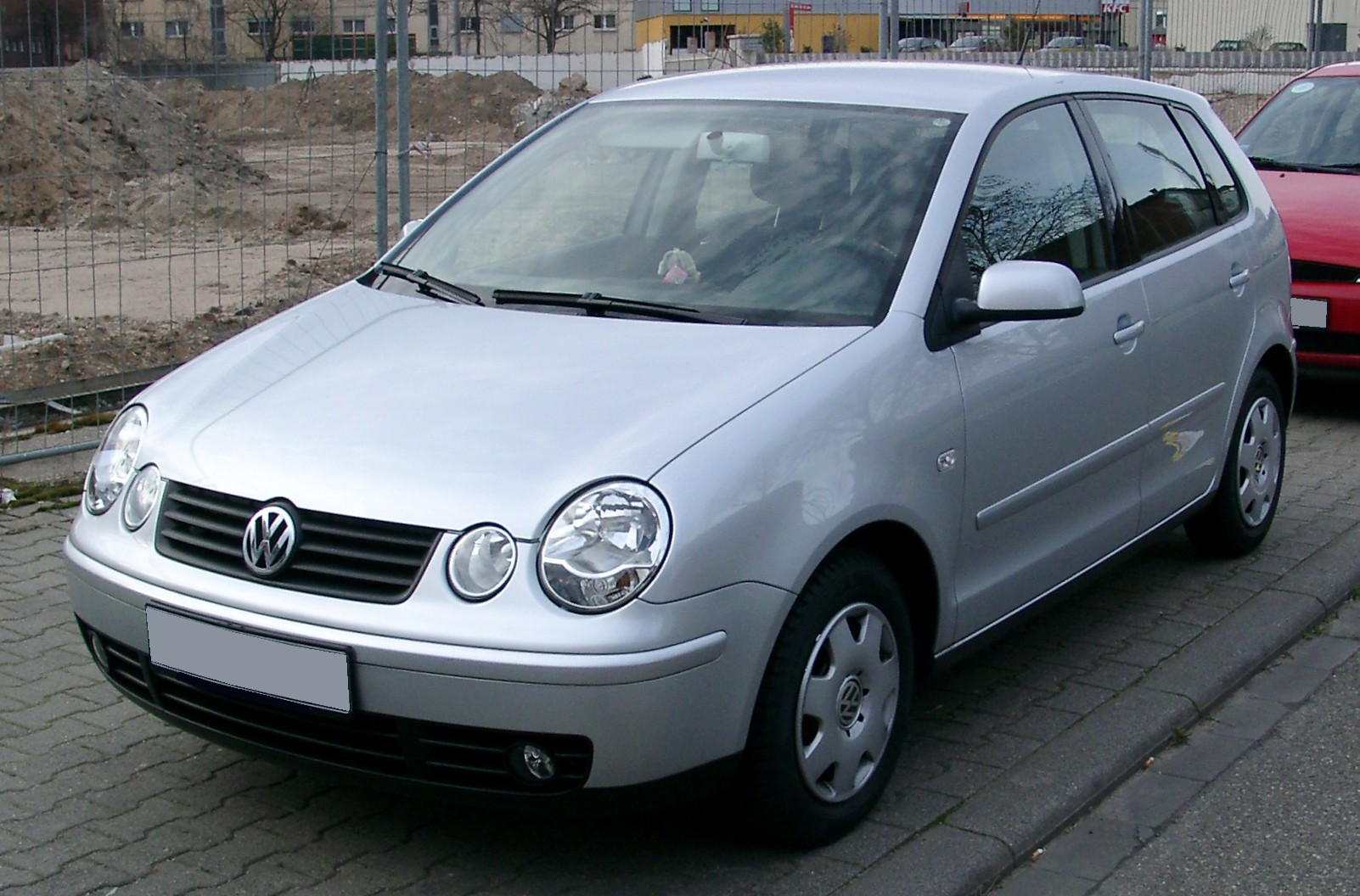
VW Polo IV